# Église Saint-Symphorien de Nesles-la-Vallée
L'église Saint-Symphorien est une église catholique paroissiale située à Nesles-la-Vallée, en France.
C'est l'une des églises rurales de la seconde moitié du XIIe siècle fortement influencées par les premières cathédrales gothiques. D'une rare homogénéité, elle a été édifiée pendant une unique et courte campagne de construction entre 1185 et 1200 environ. Seul le clocher roman est plus ancien ; bâti vers 1130 / 1140 alors qu'existait encore la précédente église, il a été remarqué par Eugène Viollet-le-Duc pour ses proportions harmonieuses et son ornementation adroite. La nef présente à l'intérieur une élévation à trois étages avec un triforium véritable, et les voûtes sexpartites permettent un abondant éclairage. Normalement des voûtes sur croisées d'ogives simples (quadripartites) suffisent dans les petites églises, et l'application de ce type de voûtement plus complexe dans l'église Saint-Symphorien a suscité des questionnements. Mais les documents qui auraient permis de retracer l'histoire de la paroisse et de l'église sont perdus, et tout ce que l'on peut dire est qu'elle témoigne de la prospérité du village au milieu du XIIe siècle et de la foi de ses habitants, qui ont eux-mêmes pris l'initiative d'édifier une nouvelle église. Le chœur est la dernière partie construite et son élévation ne comporte plus que deux niveaux. Dans sa simplicité, il offre une composition équilibrée. Des chapelles le flanquent au nord et au sud, mais il n'y a pas de transept. Hormis le clocher richement décoré, l'extérieur de l'église est moins intéressant que l'intérieur, mais le portail occidental malheureusement mutilé est souvent cité en exemple pour la pureté de son style. L'église Saint-Symphorien a traversé les époques sans subir des dommages de guerre notables. Son intérêt est reconnu assez tôt par Viollet-le-Duc et ses élèves, et elle est classée monument historique par liste de 1862. Mais son mauvais état retarde le début de la restauration, et l'État se désengage en 1879 en la faisant déclasser, sauf le clocher. La restauration débute malgré tout quelque temps après. Dirigée par un architecte local, elle est critiquée pour son approche trop radicale et l'absence de respect pour l'authenticité de l'édifice. Le clocher et les deux travées occidentales sont restaurées d'une façon plus heureuse, et l'église a pu être classée de nouveau en 1910. Elle est aujourd'hui au centre d'une grande paroisse qui couvre la partie orientale du plateau du Vexin français.

## Localisation
L'église est située dans le département français du Val-d'Oise, dans le parc naturel régional du Vexin français, au centre de la commune de Nesles-la-Vallée, place de l'Église. L'impressionnante élévation méridionale donne sur cette place de plan triangulaire, délimitée par la rue Pierre-Pilon (au sud-ouest) et le boulevard Pasteur (à l'est). La place est engazonnée et bordée d'arbres côté sud-ouest. Ainsi l'église en bien mise en valeur, et l'on peut faire le tour de l'édifice. La façade occidentale donne sur la rue Pierre-Pilon, et le chevet sur le boulevard Pasteur. Un parking se trouve au nord de l'église.

## Historique

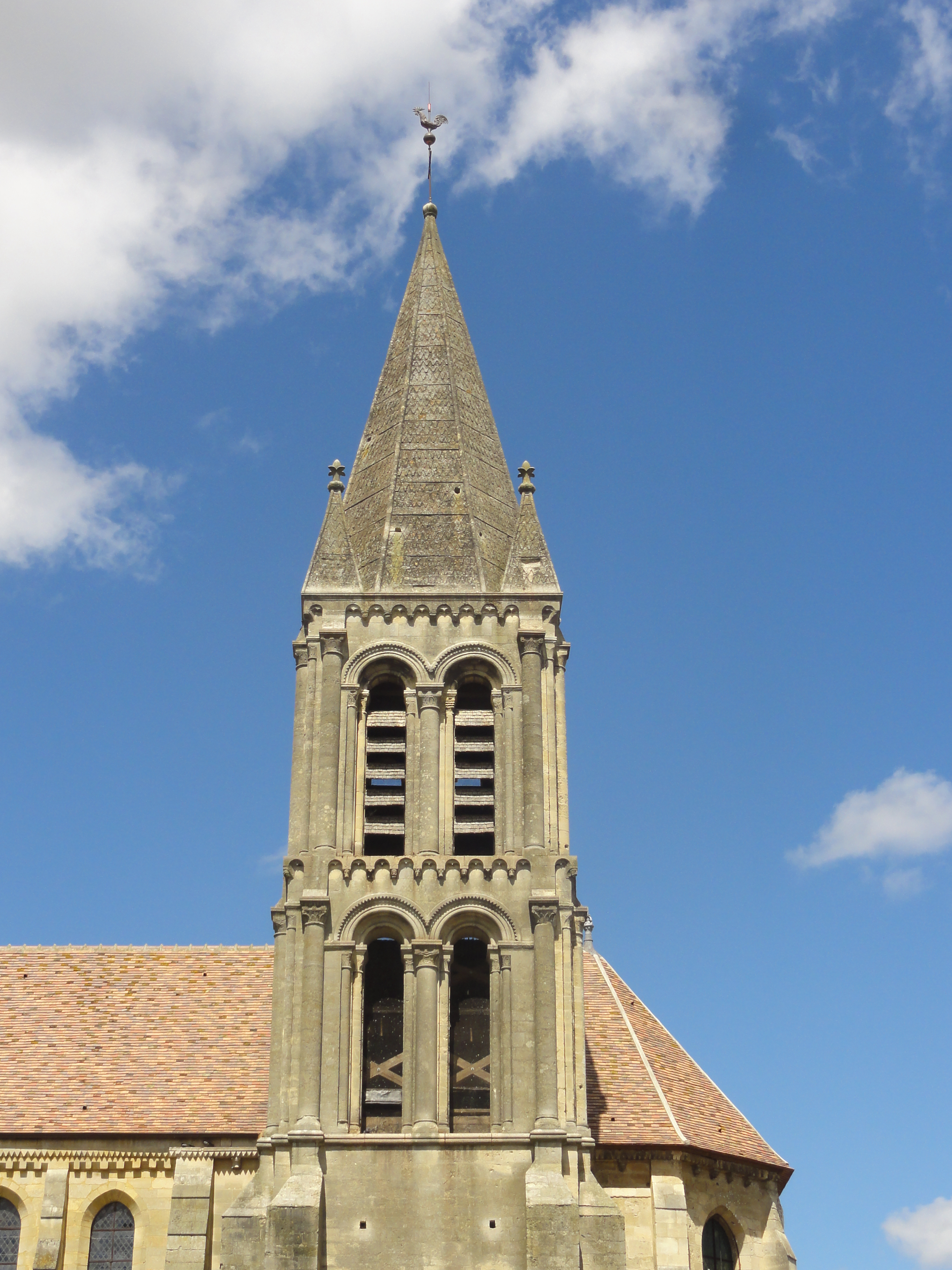
Clocher, vue depuis le sud.

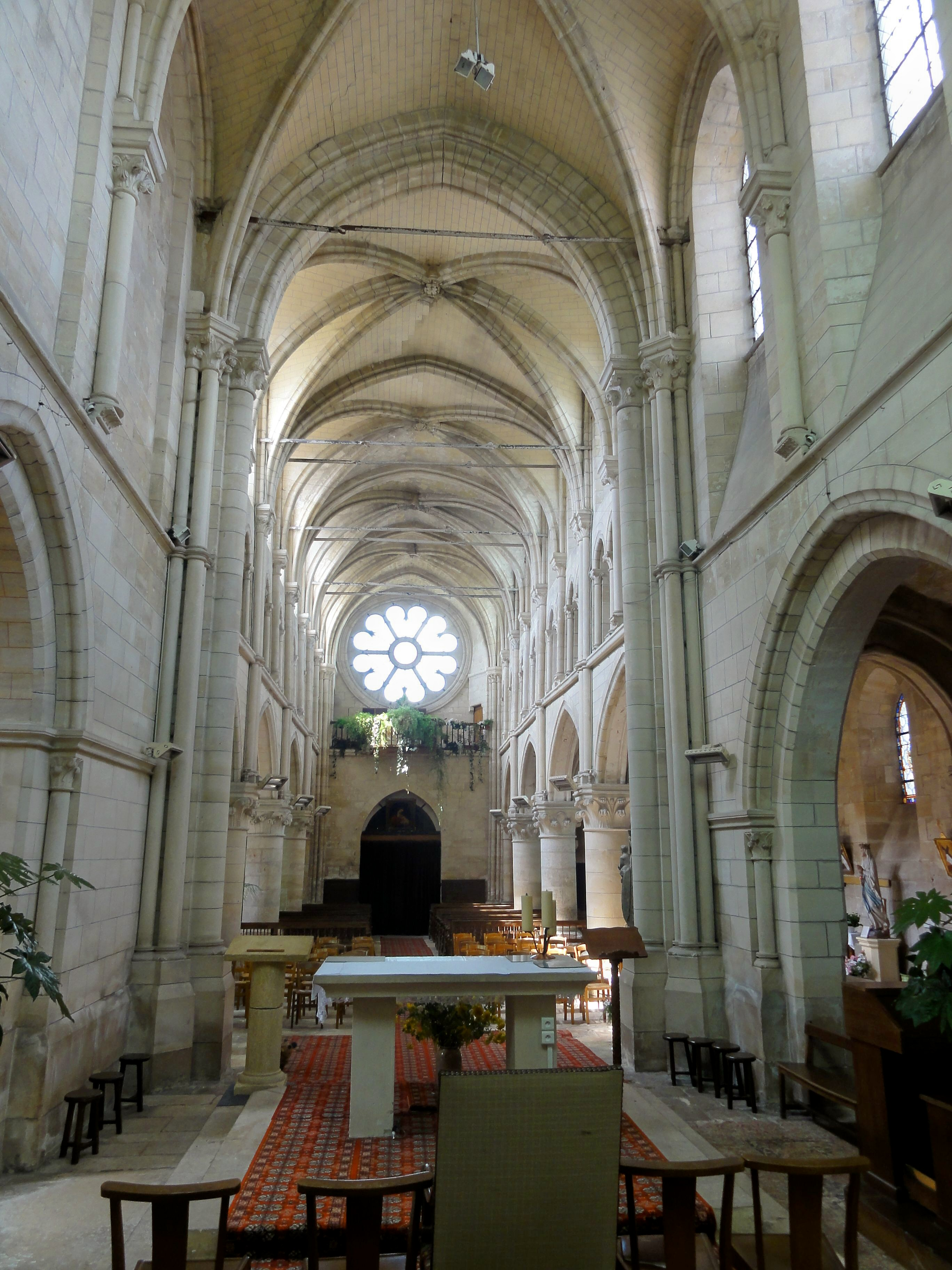
Vue générale intérieure depuis le sanctuaire.

L'église est dédiée à saint Symphorien d'Autun. Sous tout l'Ancien Régime, la paroisse fait partie du diocèse de Beauvais et la cure est à la nomination exclusive de l'évêque de Beauvais. La dîme du village est partagée entre le seigneur de Nesles, le chapitre de la cathédrale Saint-Pierre de Beauvais, le chapelain de la chapelle Saint-Jean-l'Évangéliste et les prieurs de Conflans-Sainte-Honorine et de L'Isle-Adam. Vers 1130 / 1140, l'église d'alors est dotée d'un nouveau clocher de style roman tardif. C'est l'unique élément de cette précédente église dont l'on ignore pratiquement tout. D'après Louis Régnier, son chœur devait se trouver déjà à l'emplacement actuel, car un escalier en colimaçon depuis longtemps condamné existe dans le massif entre la chapelle à l'est du clocher et l'abside. Cet escalier est homogène avec le clocher, mais sa situation ne correspond pas à celle d'une tourelle d'escalier externe. En outre, l'arcade occidentale de la base du clocher a été abaissée et ses chapiteaux ont été portés à un niveau plus bas, afin de donner à la petite travée à l'ouest du clocher la hauteur prévue pour les bas-côtés de la nef actuelle. Pour Louis Régnier, il paraît aussi évident que la chapelle et la petite travée ont comme principale fonction de contrebuter le clocher. Malgré cette démonstration, Bertrand Monnet est persuadé que la disposition des contreforts indique que le clocher était initialement implanté hors œuvre, comme à Mareil-Marly, Oulchy-le-Château et Oulchy-la-Ville. Pour Bertrand Monnet, le clocher est la première partie construite d'une nouvelle église et non la dernière partie conservée de la précédente église, qu'il voit également au même emplacement. Cette position soulève des contradictions, mais Monnet n'a pas examiné l'église d'aussi près que Régnier et ne s'en rend pas compte,.
L'initiative pour la reconstruction de l'église précédente est prise par les paroissiens et non par les gros décimateurs, car elle débute par la nef qui était à leur charge, et non par le sanctuaire. Cette reconstruction témoigne de la prospérité de Nesles-la-Vallée au milieu du XIIe siècle et de la taille non négligeable que le bourg atteint à cette époque. Malheureusement, aucun document relatif à la construction de l'église ne s'est conservé et l'on ignore pratiquement tout sur son histoire. Tous les renseignements sont à tirer de l'analyse archéologique de l'édifice. Tous les auteurs concordent que le chœur est élevé en dernier lieu, et que l'église résulte d'une unique campagne de travaux assez brève. Bertrand Monnet estime qu'elle débute pendant le dernier quart du XIIe siècle et
s'achève à l'extrême fin du XIIe siècle ou au tout début du XIIIe siècle avec le chœur. Louis Régnier voit le début de construction à la même époque, soit approximativement en 1180, mais ne se fixe pas pour la fin de construction qu'il situe entre 1200 et 1220. Maryse Bideault et Claudine Lautier supposent que l'élévation intérieure de la nef soit influencée par l'église Saint-Yved de Braine achevée vers 1180, ce qui permet de fixer le début des travaux vers 1185. La grande homogénéité stylistique les fait plaider pour une construction menée à terme rapidement, sans un délai d'une quinzaine d'années. Comme Bertrand Monnet et sans contradiction avec Louis Régnier, elles datent la fin des travaux vers 1200. Seul le pignon de la façade occidentale a été remanié au XVIe siècle et porte la date de 1581, époque de laquelle datent aussi les vantaux du portail,,.
Le clocher a attiré l'admiration d'Eugène Viollet-le-Duc, qu'il qualifie « un des mieux conçus et des mieux bâtis parmi les nombreux exemples fournis par cette province à cette époque, la plus fertile en beaux clochers ». Il trouve le clocher « remarquablement étudié dans son ensemble comme dans ses détails ». Il mentionne également le portail occidental dont il loue la pureté du style, la sobriété de l'ornementation et la physionomie novatrice pour l'époque, sans aucune erreur de goût. Dans l'article consacré au terme Travée, il évoque une troisième fois Nesles-la-Vallée pour les voûtes sexpartites sans colonnes faibles, les branches d'ogives supplémentaires retombant sur des colonnettes qui se terminent au-dessus des grandes arcades. L'église est classée monument historique par liste de 1862.

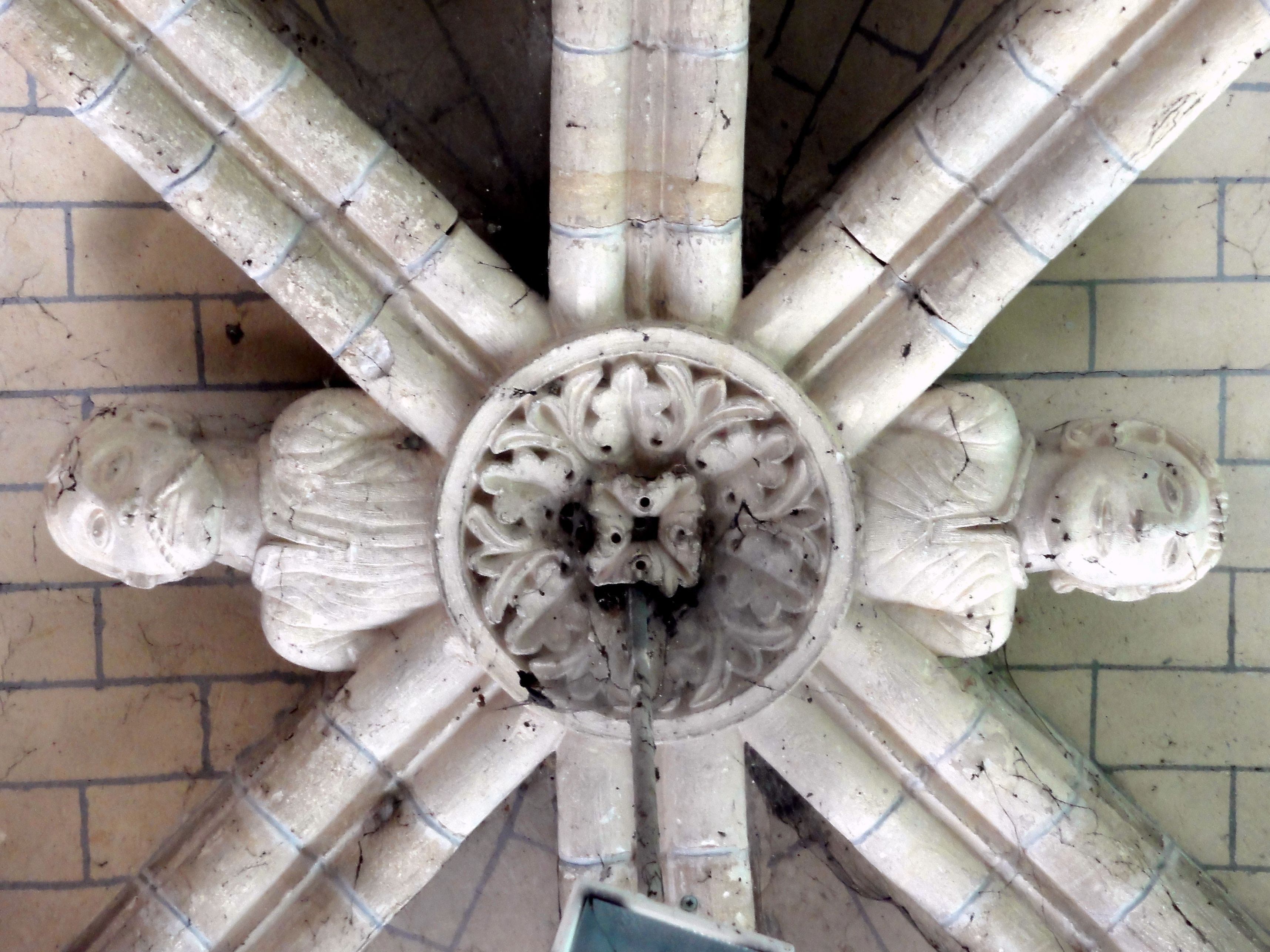
Clé de voûte refaite de la 1re travée du chœur ; à g., Viollet-le-Duc ; à dr., le curé.

Ce classement n'a pas d'incidence sur l'entretien de l'église. Un rapport dressé par l'architecte Edouard Danjoy en 1875 est alarmant et prévient de la proche ruine de l'édifice. La rosace de la façade occidentale est endommagée ; les murs extérieurs dépourvus d'arcs-boutants se sont déversés ; les sommiers des voûtes ont été détruits sous l'influence des infiltrations d'eaux pluviales et le clocher est profondément fissuré dans la hauteur. L'importance des travaux à entreprendre provoque le désengagement de l'État et l'église est déclassée en 1879 hormis le clocher. Malgré le désintérêt des pouvoirs publics et l'absence de subventions, sa restauration est néanmoins lancée peu de temps après. Le projet est confié à l'architecte Vernier de Beaumont-sur-Oise. Entre 1881 et 1891, le chœur, la dernière travée de la nef et de nombreux détails architecturaux sont restaurés sous sa direction d'une façon qui ne tarde pas à susciter de vives critiques : « les joints sont passés au fer, l'appareil est rendu trop régulier, et la sculpture est d'une sècheresse et d'une médiocrité évidentes » (Bertrand Monnet). Dans le chœur, les chapiteaux et bases sont trop grattés ou renouvelés et les moulures raclées. Dans la troisième et la quatrième travée de la nef, les badigeons sur les colonnes sont grattés trop énergiquement, ce qui réduit leur diamètre. Aucun témoin de l'état d'origine n'est laissé en place. Louis Régnier, tout en insistant sur le caractère désastreux de cette restauration, avance à la décharge de Vernier que les moulurations et détails sculptés s'étaient beaucoup dégradés ou détruits sous les badigeons, comme il a pu le constater lui-même dans les deux premières travées de la nef en 1885. Quant au clocher, sa restauration est parallèlement menée par Danjoy en 1890. À partir de 1904, l'architecte Gabriel Ruprich-Robert se consacre à l'église et obtient qu'elle soit classée de nouveau en 1910. Les traces des restaurations trop radicales sont toujours facilement visibles, et dans tout l'intérieur de l'église, peu d'éléments n'ont pas été concernés, sauf peut-être la base du clocher restaurée avec plus d'égards par Danjoy. Dans les deux premières travées de la nef et des bas-côtés, le résultat est également plus heureux que dans les parties traitées par Vernier. Louis Régnier constate « plus de bonheur dans les résultats » et atteste que Ruprich-Robert a fait preuve de toute la réserve et toute l'économie désirables.
Après la Révolution française et la création du département de Seine-et-Oise, la paroisse de Nesles-la-Vallée est rattachée au nouveau diocèse de Versailles qui correspond exactement au territoire du département. Dans le contexte de la refonte des départements d'Île-de-France, le nouveau diocèse de Pontoise est érigé en 1966, et Nesles-la-Vallée en fait partie à l'instar de toutes les autres paroisses du département. Le diocèse de Versailles se limite désormais au seul département des Yvelines. La paroisse de Nesles-la-Vallée a conservé son indépendance, et sous le titre de « Secteur Pastoral du Sausseron », elle regroupe aujourd'hui huit villages à l'est du plateau du Vexin : Arronville, Frouville, Hédouville, Labbeville, Menouville, Nesles-la-Vallée, Valmondois, Vallangoujard.

## Description

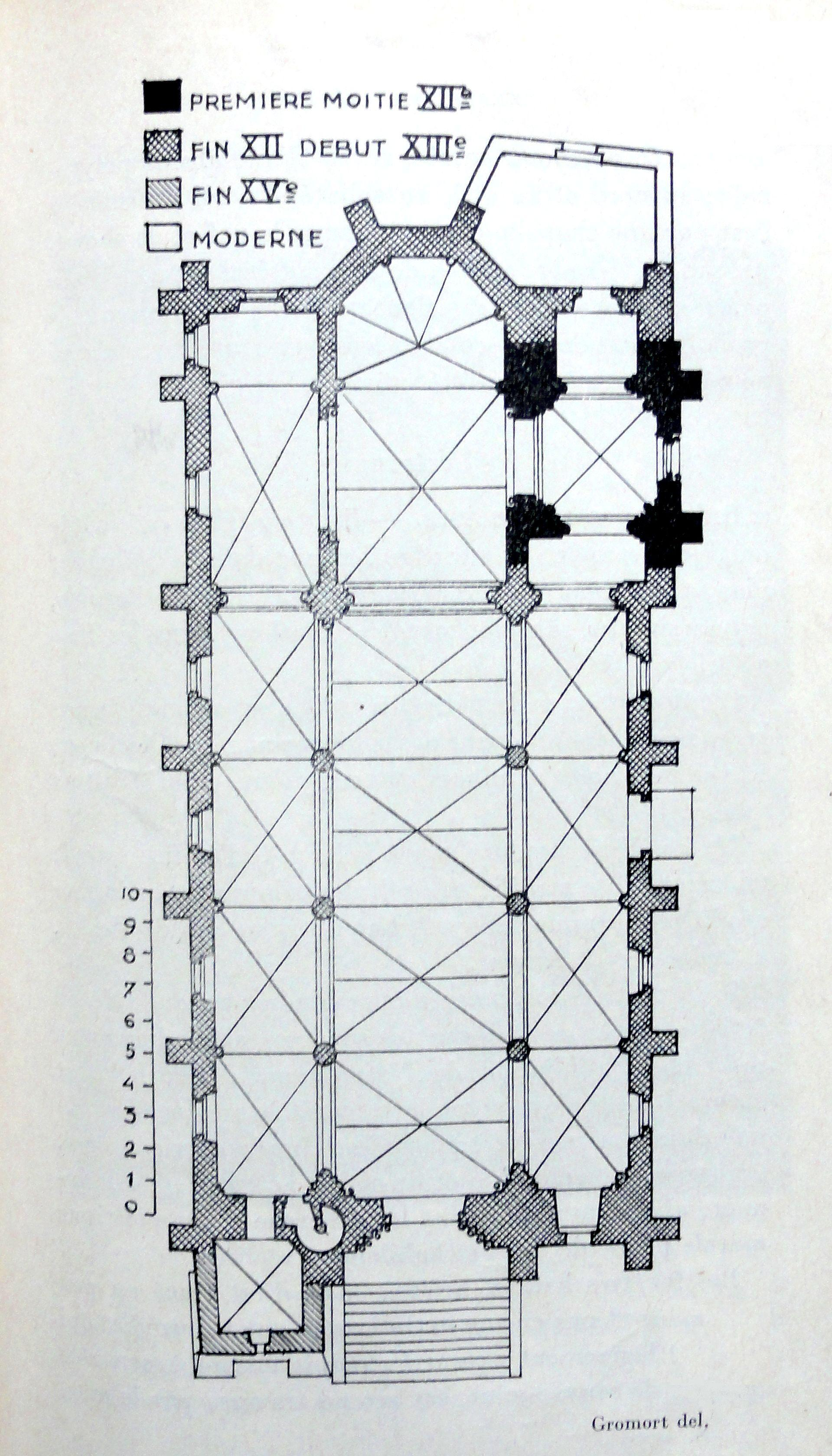
Plan de l'église.

### Aperçu général
Orientée un peu irrégulièrement vers le sud-ouest du côté de la façade occidentale, l'église se compose d'une nef de quatre travées barlongues accompagnée de collatéraux ; d'un chœur de deux travées, comportant une travée carrée et une abside à pans coupés ; de deux collatéraux du chœur bordant sa première travée ; et de deux chapelles au chevet plat flanquant l'abside. La longueur totale est de 28,70 m, dont 18,40 m incombent à la nef et 10,30 m. La largeur totale est de 12,80 m au niveau de la nef, qui elle-même est large de 6,00 m, voire seulement 5,25 m d'une colonne à l'autre. La hauteur sous les voûtes atteint les 12,15 m. Un annexe ayant probablement servi de prison précède à l'ouest le bas-côté nord, et une sacristie occupe l'angle entre la chapelle latérale sud et l'abside. Ce sont les seules parties de l'église antérieures à 1210.
Le collatéral nord du chœur ne compte qu'une seule travée de plan allongé, alors que le collatéral sud supporte le clocher haut de 32 m, et se trouve ainsi subdivisée en une courte travée rectangulaire et une base de clocher carrée. C'est la partie la plus ancienne de l'église, pouvant être datée de 1130 / 1140 environ. L'ensemble de l'église est voûté d'ogives, sauf la chapelle sud, qui est voûtée en berceau brisé. Dans le vaisseau central sauf dans l'abside, ce sont des voûtes sexpartites qui possèdent donc deux branches d'ogives supplémentaires perpendiculaires à l'axe de l'édifice. L'église possède deux accès : le portail occidental, peu utilisé, et le portail méridional dans la troisième travée du bas-côté sud. La structure des toitures est simple : le vaisseau central est recouvert par un toit à deux rampants avec pignon à l'ouest ; et les bas-côtés ainsi que les chapelles sont recouverts par des toits en appentis s'appuyant contre les murs du vaisseau central.

### Intérieur

#### Nef

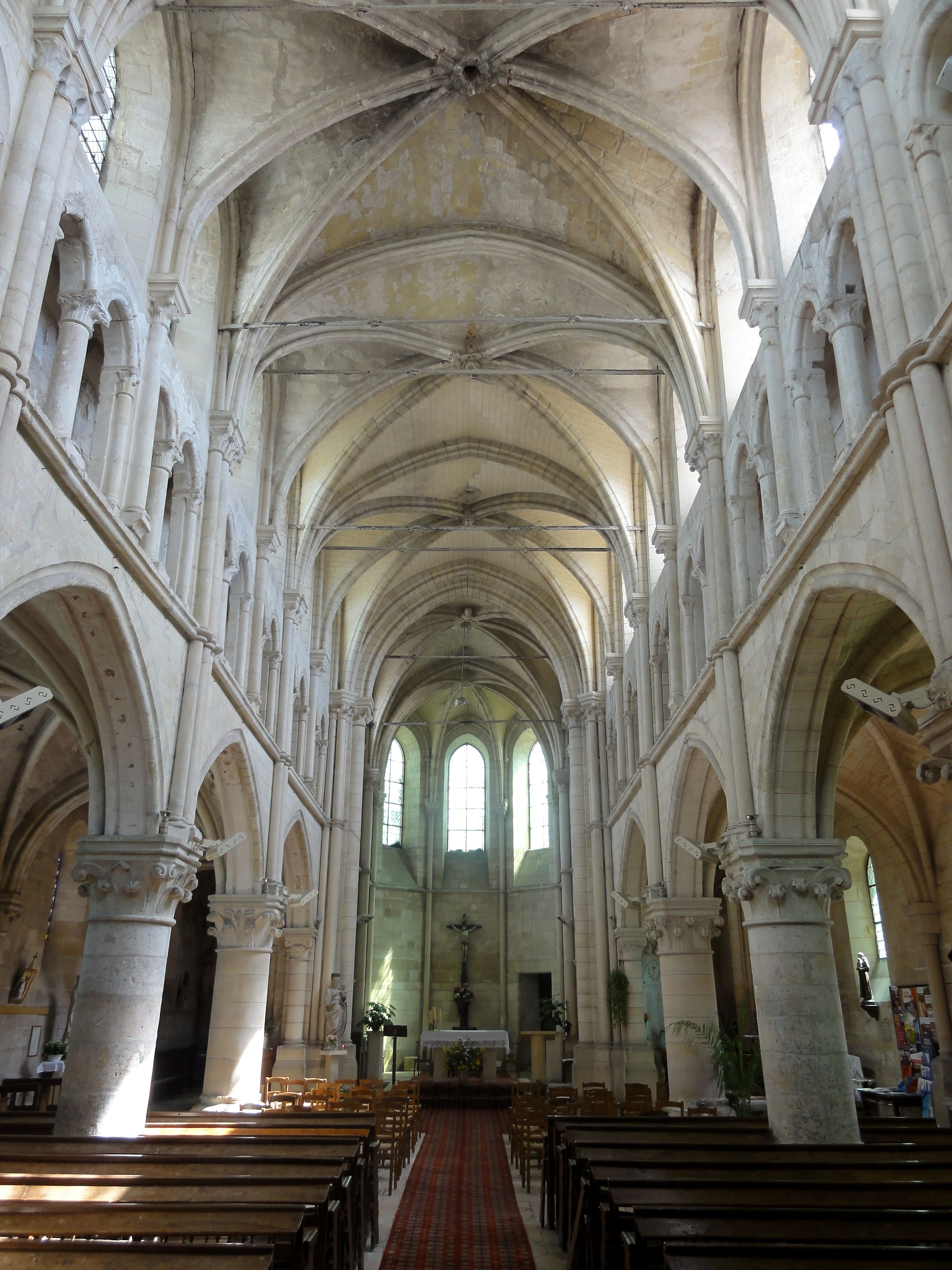
Vue générale intérieure.

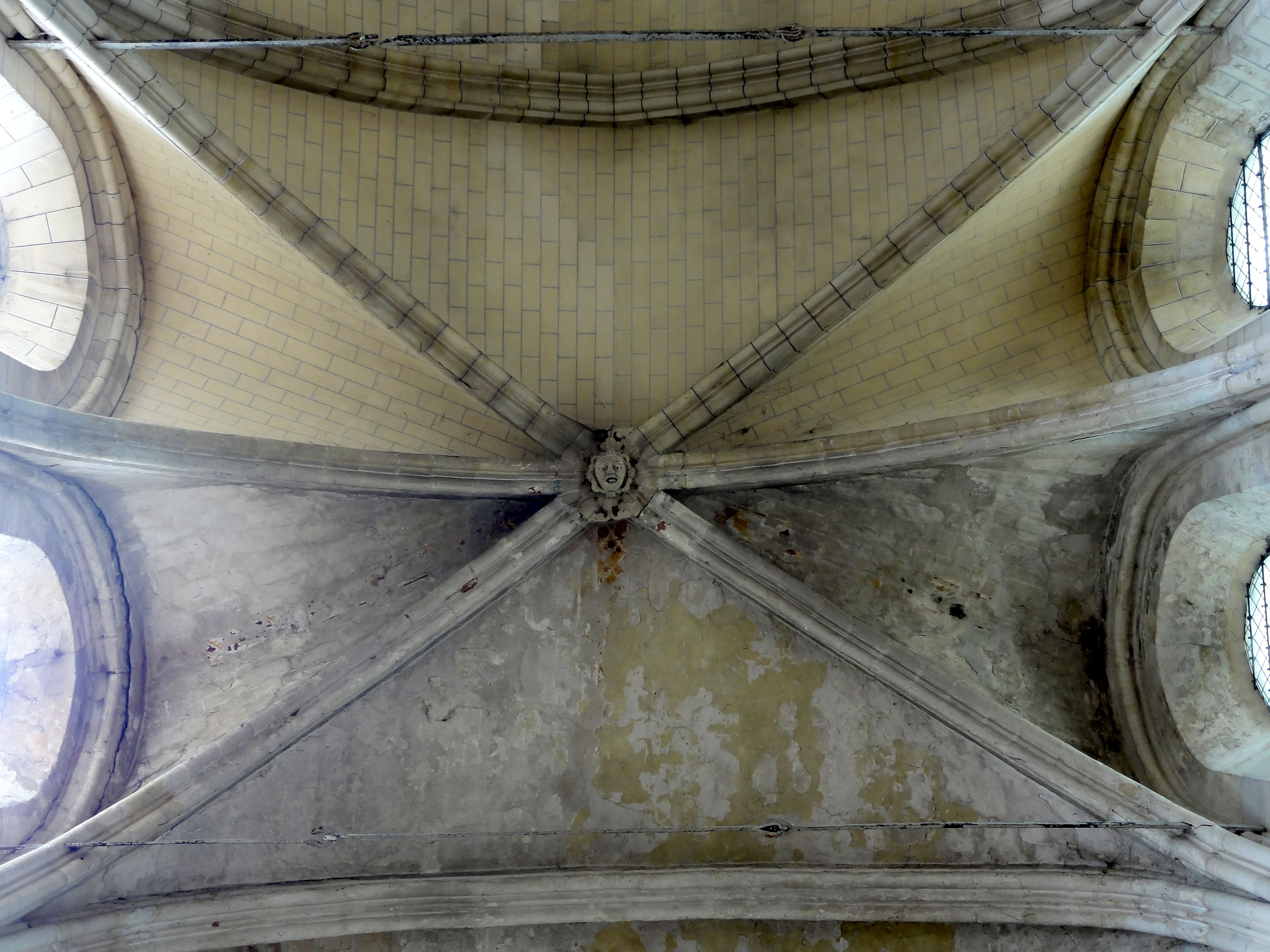
Voûte de la 3e travée.

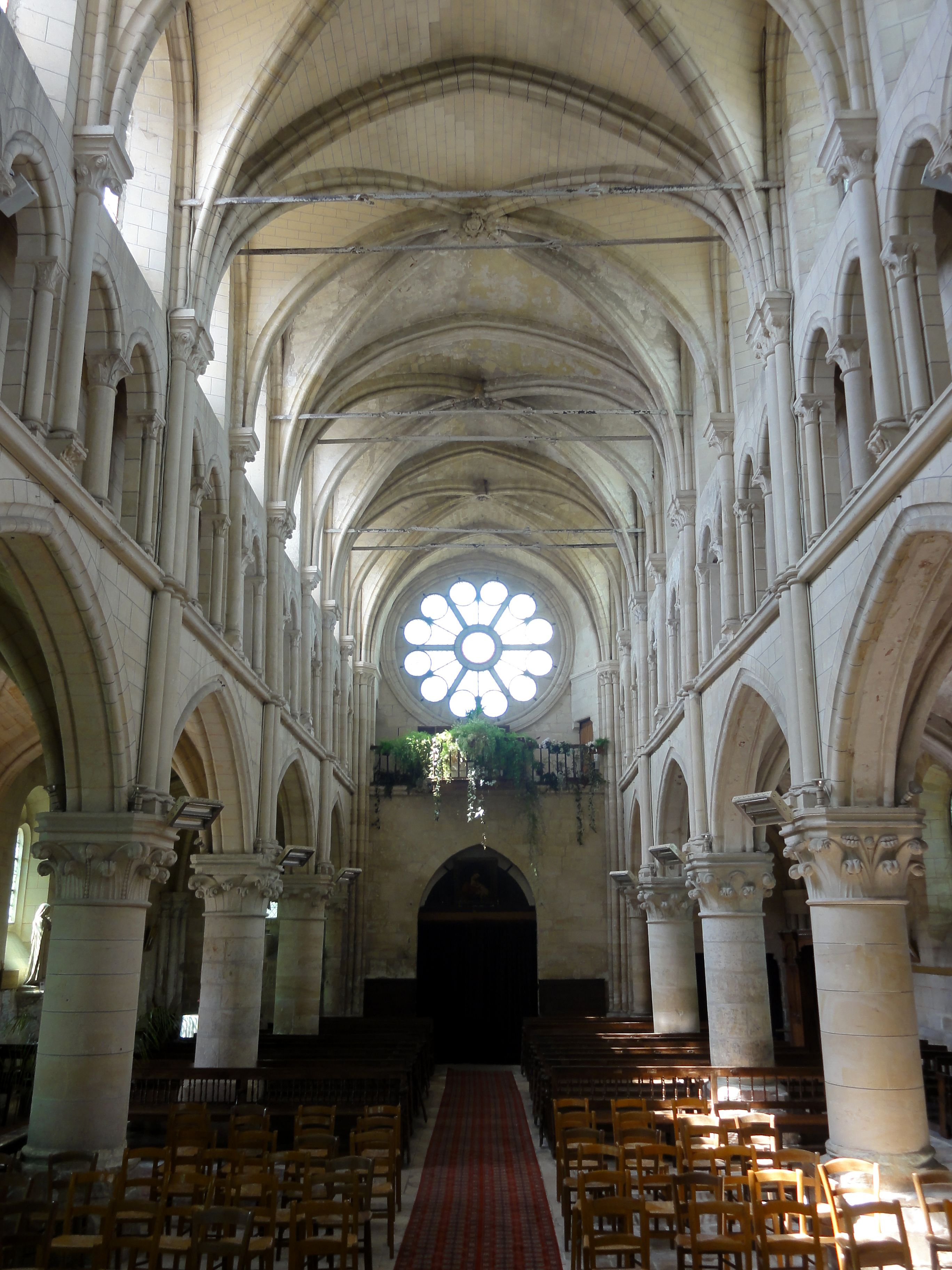
Nef, vue vers l'ouest.

La nef est célèbre pour son voûtement sexpartite, c'est-à-dire, la croisée d'ogives ordinaire à quatre branches est complétée par deux branches supplémentaires, perpendiculairement à l'axe de l'édifice. Ce type de voûtement est souvent utilisé dans les grandes églises de la seconde moitié du XIIe siècle, et l'on dit qu'il permet de pousser les fenêtres plus haut sous les voûtes afin d'économiser de la hauteur. En fait, les voûtes sexpartites se caractérisent, entre autres, par des formerets extrêmement étroits et aigus, ce qui permet de rapprocher les fenêtres qui s'inscrivent directement dans la lunette des voûtes. L'on obtient un bon niveau d'éclairage naturel sans avoir besoin de murs gouttereaux élevés, ce qui est important à une époque où les arcs-boutants ne sont pas encore tout à fait mis au point. Habituellement, les voûtes sexpartites s'appliquent sur des travées carrées, mais à Nesles-la-Vallée, les travées sont barlongues, et la hauteur des voûtes n'est en tout cas pas déterminé par les formerets, mais par les arcs-doubleaux. L'on s'interroge donc sur le motif du choix du voûtement. Louis Régnier suppose que le maître d'œuvre était opposé aux arcs-boutants, aperçus comme inesthétiques, et la voûte sexpartite lui est parue comme un moyen de mieux répartir les forces exercées par la poussée des voûtes. Ce calcul n'a pas été bon, car les murs se sont déversés tout de même. Les demi-pignons tenant lieu d'arcs-boutants internes dissimulés sous les toits des bas-côtés ne l'ont pas empêché non plus. Pour Bertrand Monnet, ils sont modernes et agissent à un niveau trop bas pour être efficaces. Louis Régnier sait qu'ils ont été refaits par Gabriel Ruprich-Robert et qu'ils étaient manquants au moment de cette réfection, mais est convaincu qu'ils ont existé dès l'origine, comme dans les bas-côtés de la cathédrale de Soissons au XIIIe siècle,.
L'hypothèse de Louis Régnier n'a pas été reprise par les autres auteurs. Bertrand Monnet ne pense pas qu'il faille chercher une explication particulière pour les voûtes sexpartites : le maître d'œuvre aurait simplement adopté un mode de voûtement qui lui était familier, sans bien comprendre les motivations initiales pour ce type de voûtement. Maryse Bideault et Claudine Lautier se limitent à constater l'originalité du parti. Rares sont les petites et moyennes églises dotées de voûtes sexpartites, et avec l'église Saint-Vaast d'Angicourt et la collégiale Saint-Frambourg de Senlis, Nesles-la-Vallée semble être le seul cas où l'ensemble de la nef en a été équipée. Le plus souvent, seulement une ou deux travées sont concernées, comme à Avernes, Bagneux, Ermenonville, Fontenay-en-Parisis, Gonesse, Longpont-sur-Orge, Saint-Jean-aux-Bois, Sommereux, et dans l'église Saint-Julien-le-Pauvre de Paris. Dans l'abbatiale de Chaalis (détruite), à Beaumont-sur-Oise, Saint-Leu-d'Esserent et dans la collégiale de Champeaux, l'ampleur de l'édifice justifie par contre amplement le voûtement sexpartite. Les dimensions modestes de l'église Saint-Symphorien ont en outre motivé une particularité : les colonnettes supportant les branches d'ogives supplémentaires s'arrêtent sur des consoles au-dessus du sommet des grandes arcades. D'habitude elles descendent jusqu'au sol et deviennent des « piles faibles » en opposition aux piles fortes, qui supportent à la fois les ogives, doubleaux et formerets à l'intersection entre deux travées. La subdivision des travées ne concerne à Nesles-la-Vallée que les étages du triforium et des fenêtres hautes. Il ne semble pas exister d'exemples plus anciens de cette disposition particulière, qui reste par ailleurs rare : on l'observe dans la collégiale Saint-Sylvain de Levroux (Indre) et l'église Saint-Pierre-le-Guillard de Bourges, par exemple,,.
Les élévations latérales de la nef comportent trois niveaux et sont identiques au nord et au sud. Les grandes arcades influencées par la cathédrale Notre-Dame de Paris ont la même hauteur que le triforium et les fenêtres hautes réunies, et les triforium et les fenêtres hautes sont de hauteur équivalente. Très larges, les grandes arcades sont en arc brisé surbaissé afin de ne pas trop raccourcir les piliers qui les supportent. Leur profil est d'un méplat entre deux tores. Avec les faisceaux de trois colonnettes en délit correspondant aux ogives et doubleaux, elles retombent sur les tailloirs des chapiteaux de crochets de piliers cylindriques isolés appareillés en tambour. Bertrand Monnet estime que les chapiteaux des grandes arcades ont été restaurés fidèlement. Ils sont sculptés de feuilles d'eau grasses ou de feuilles de nénuphar, très stylisées, leurs feuilles sont parfois rehaussées de perles, et les enroulements portent des fruits d'arum. Ces chapiteaux évoquent certains d'Auvers-sur-Oise. Les bases à griffes sont formées de deux tores séparés par une gorge, et reposent sur des socles à double ressaut. Touchant presque le sommet des grandes arcades, un bandeau mouluré sépare celles-ci du triforium. Les colonnettes des hautes-voûtes sont baguées à ce niveau. Influencé par la cathédrale Notre-Dame de Laon, le triforium se compose de deux paires de petites arcades à peine brisées, séparées par la colonnette issue de la branche d'ogive supplémentaire de la voûte, et reposant sur trois colonnettes aux chapiteaux de crochets. Ces chapiteaux ne sont plus authentiques que dans la première et la moitié de la deuxième travée, où des feuilles d'eau plates alternent avec des feuilles de fougère à crochets. Il n'y a pas de bandeau séparant l'étage du triforium de celui des fenêtres hautes. Elles sont en arc brisé et légèrement ébrasées. Les chapiteaux du second ordre sont situés au niveau du seuil des fenêtres. Ceux destinés aux ogives reçoivent en même temps les formerets, qui sont parfaitement verticaux le long des piédroits des fenêtres. Ainsi les fenêtres occupent presque toute la lunette de la voûte, comme le voûtement sexpartite le rend possible. Le profil des ogives est de deux tores encadrant un filet, et celui des doubleaux en est dérivé, remplaçant le filet par une arête. Les clés de voûte affichent une vigoureuse ornementation florale, mais le centre de la clé de la troisième travée est occupé par un masque. Reste à mentionner la coursière au-dessus du portail occidental, qui permet de rejoindre les combles du bas-côté sud et le clocher depuis la tourelle d'escalier devant l'angle nord-ouest de la nef,,.

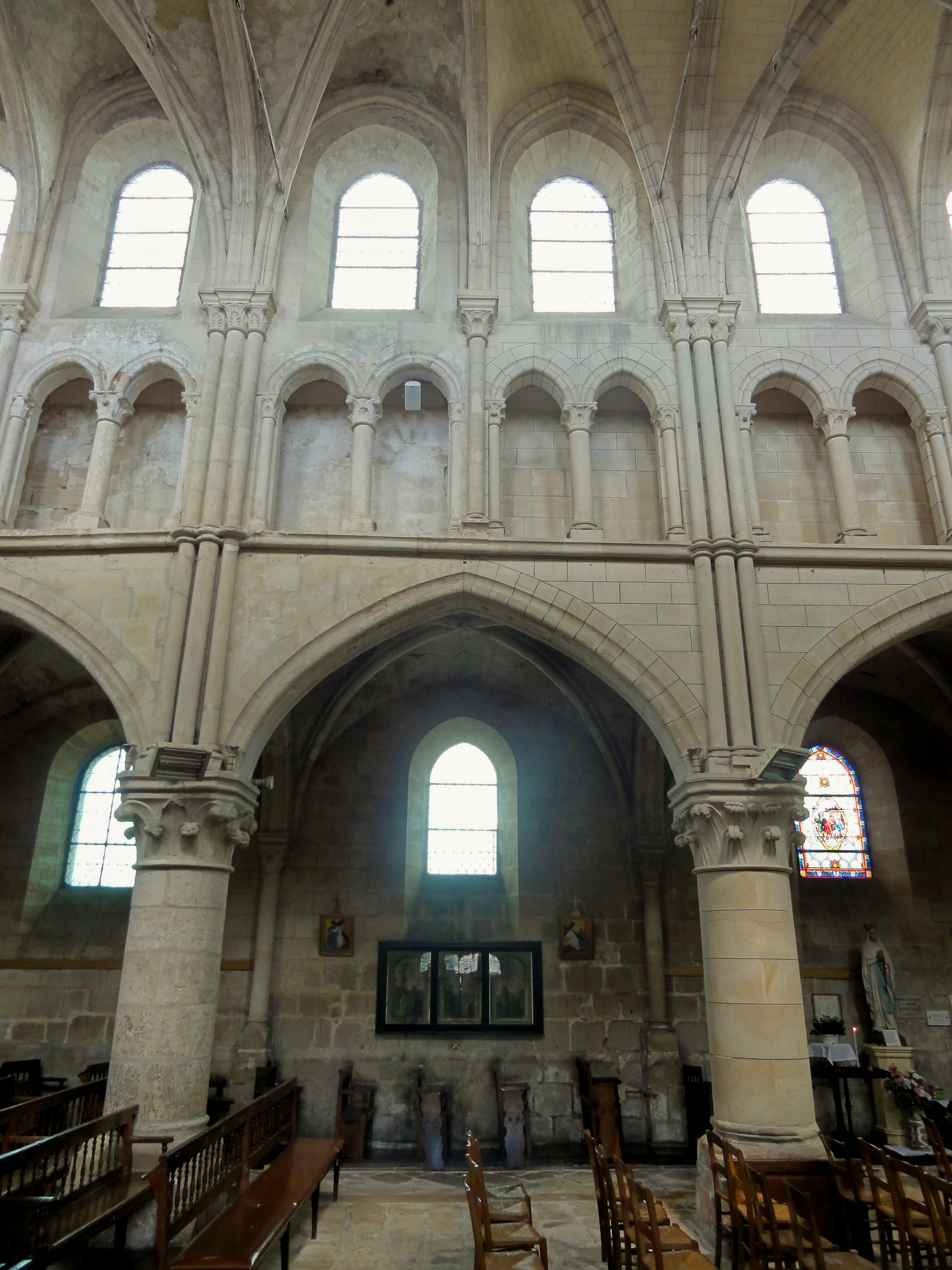
Nef, élévation nord.
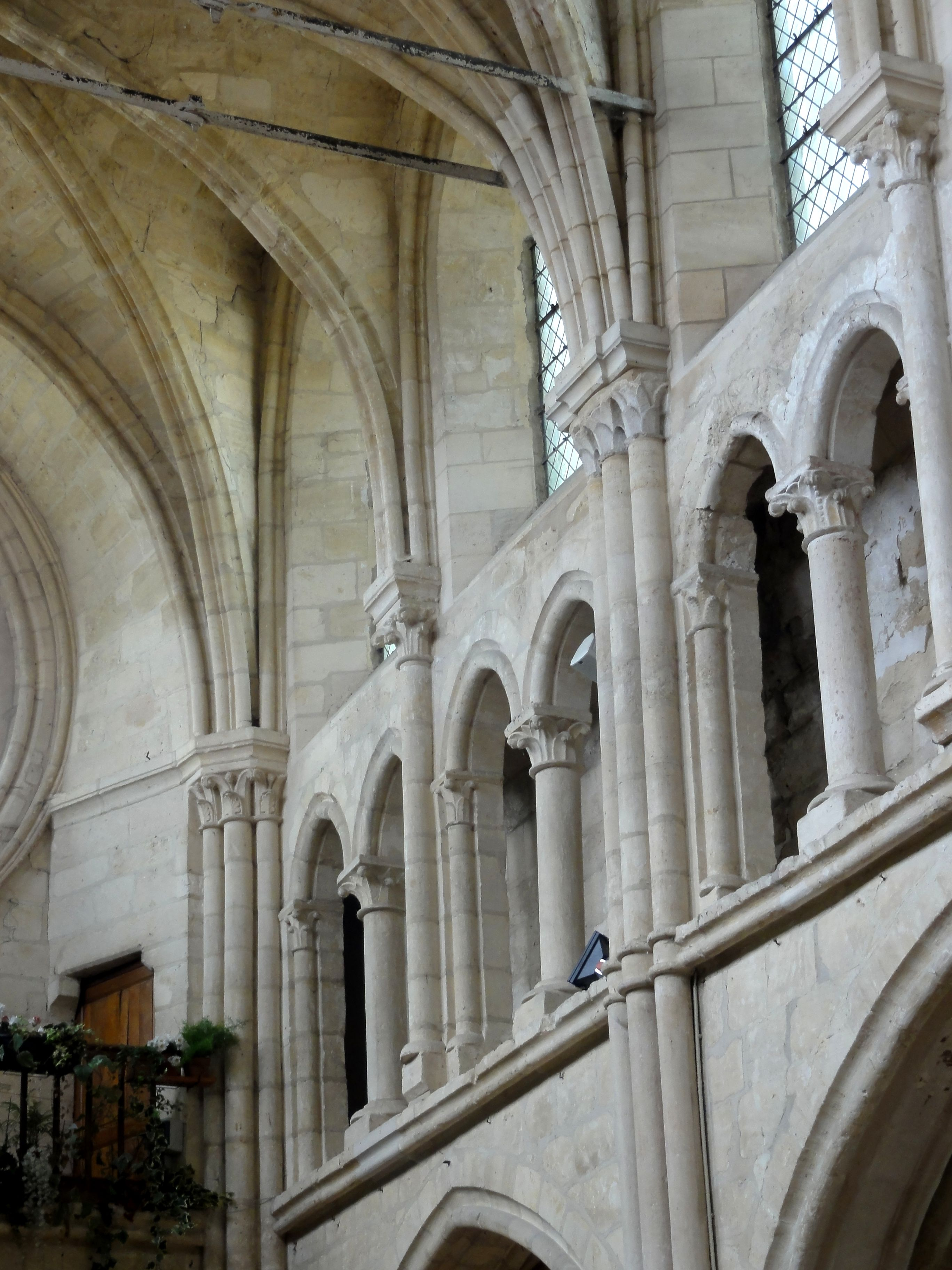
Nef, triforium côté nord.
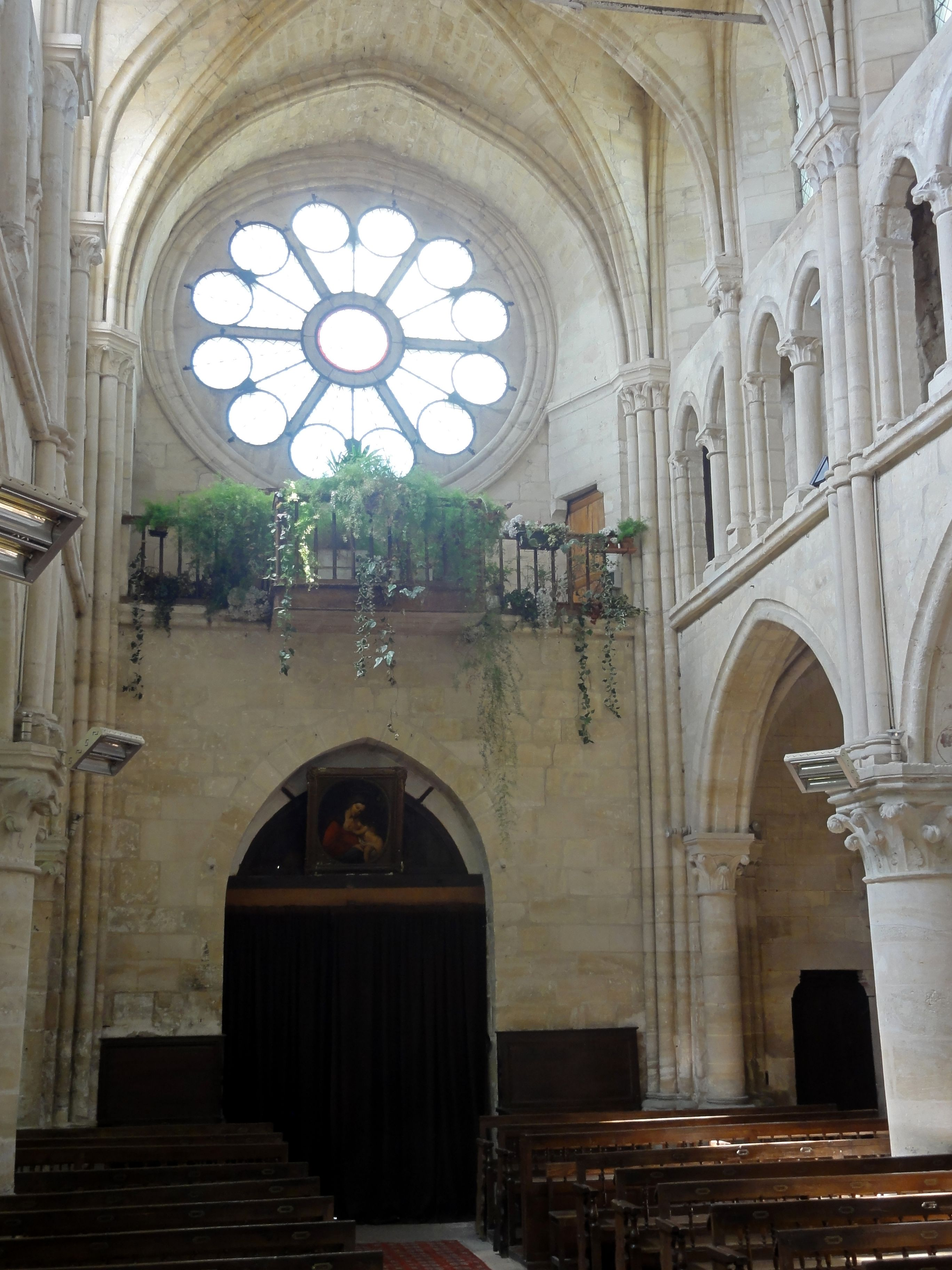
Nef, extrémité occidentale.
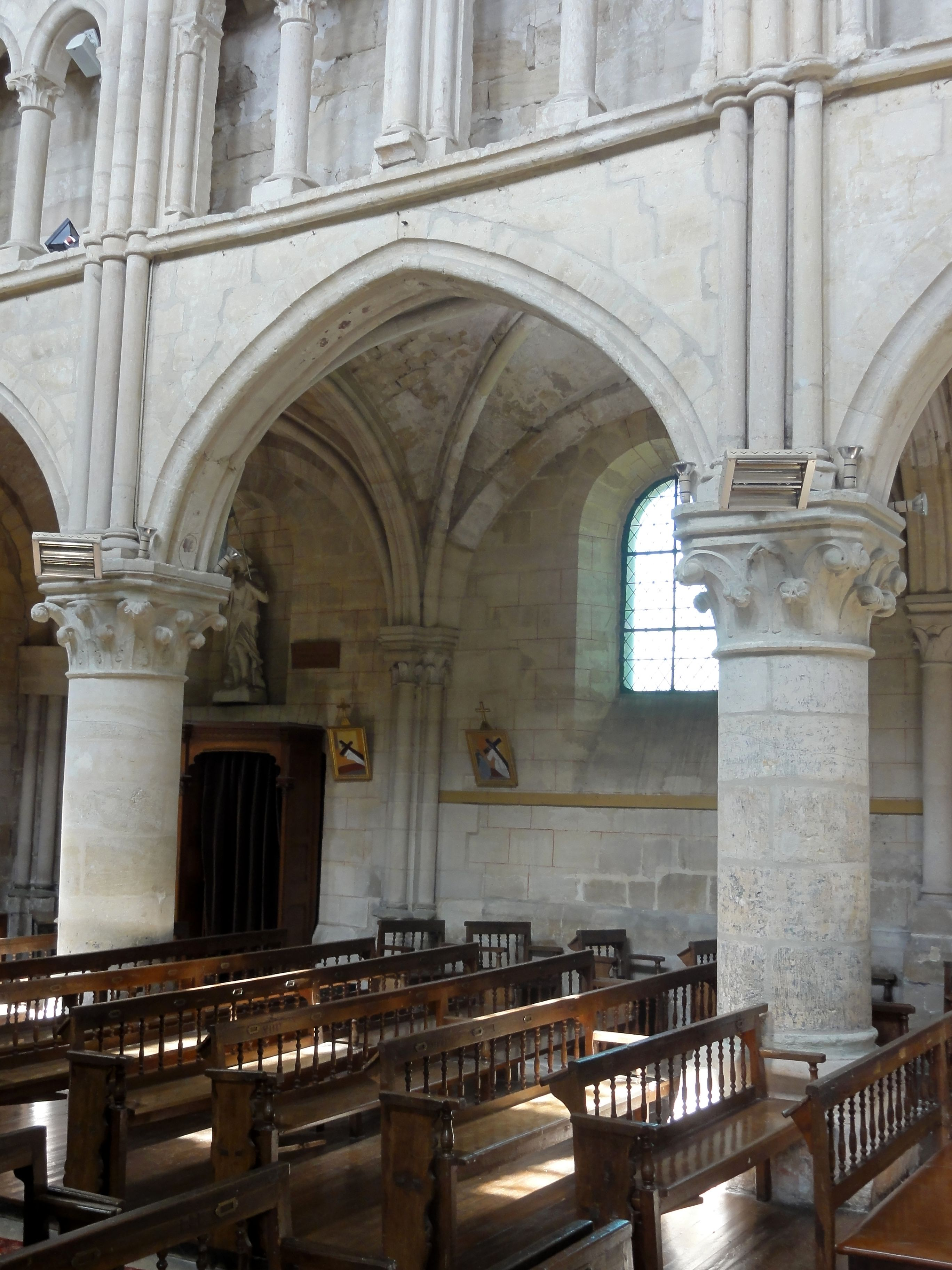
2e grande arcade du nord.
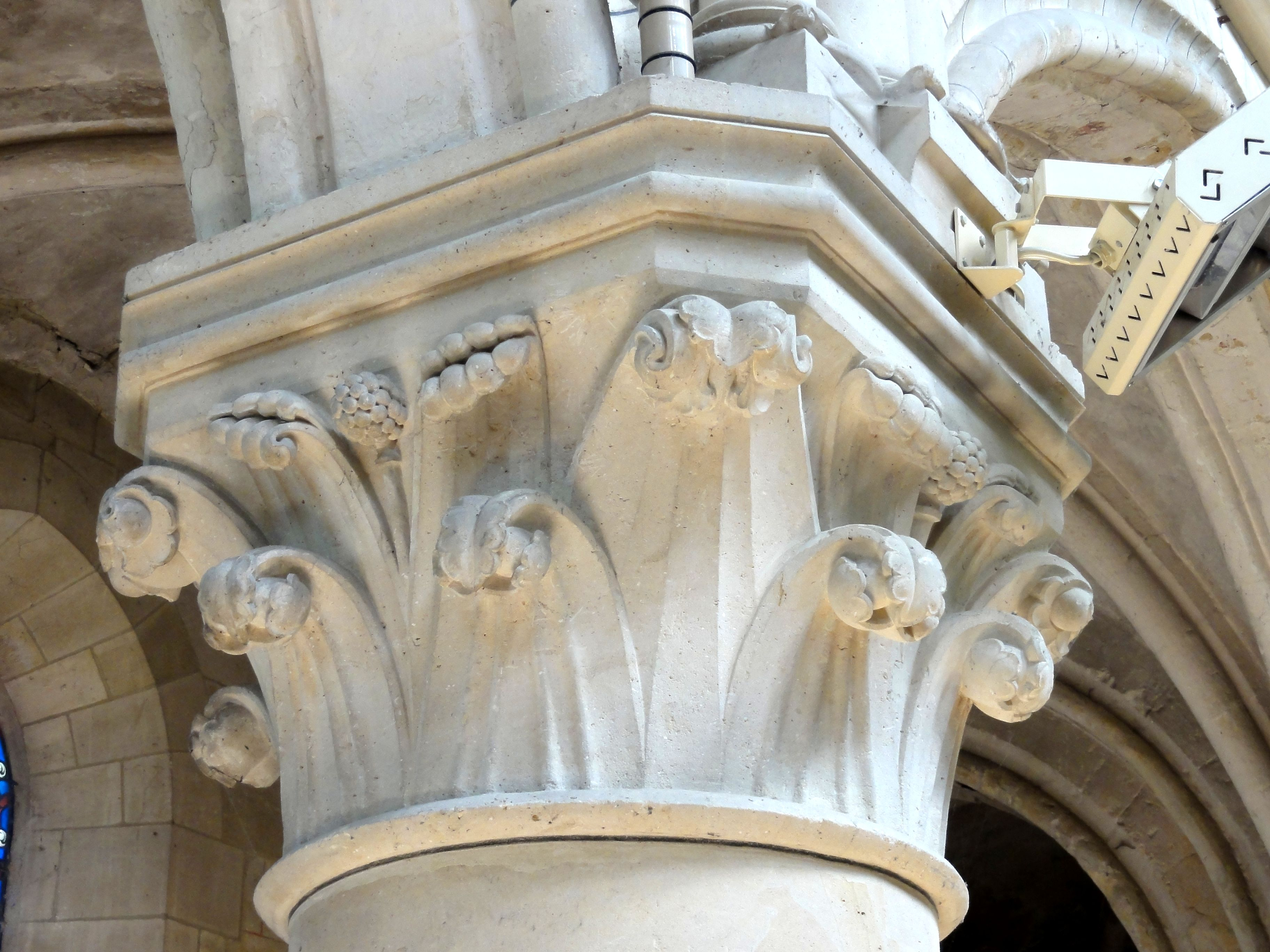
Chapiteau du 3e pilier nord.
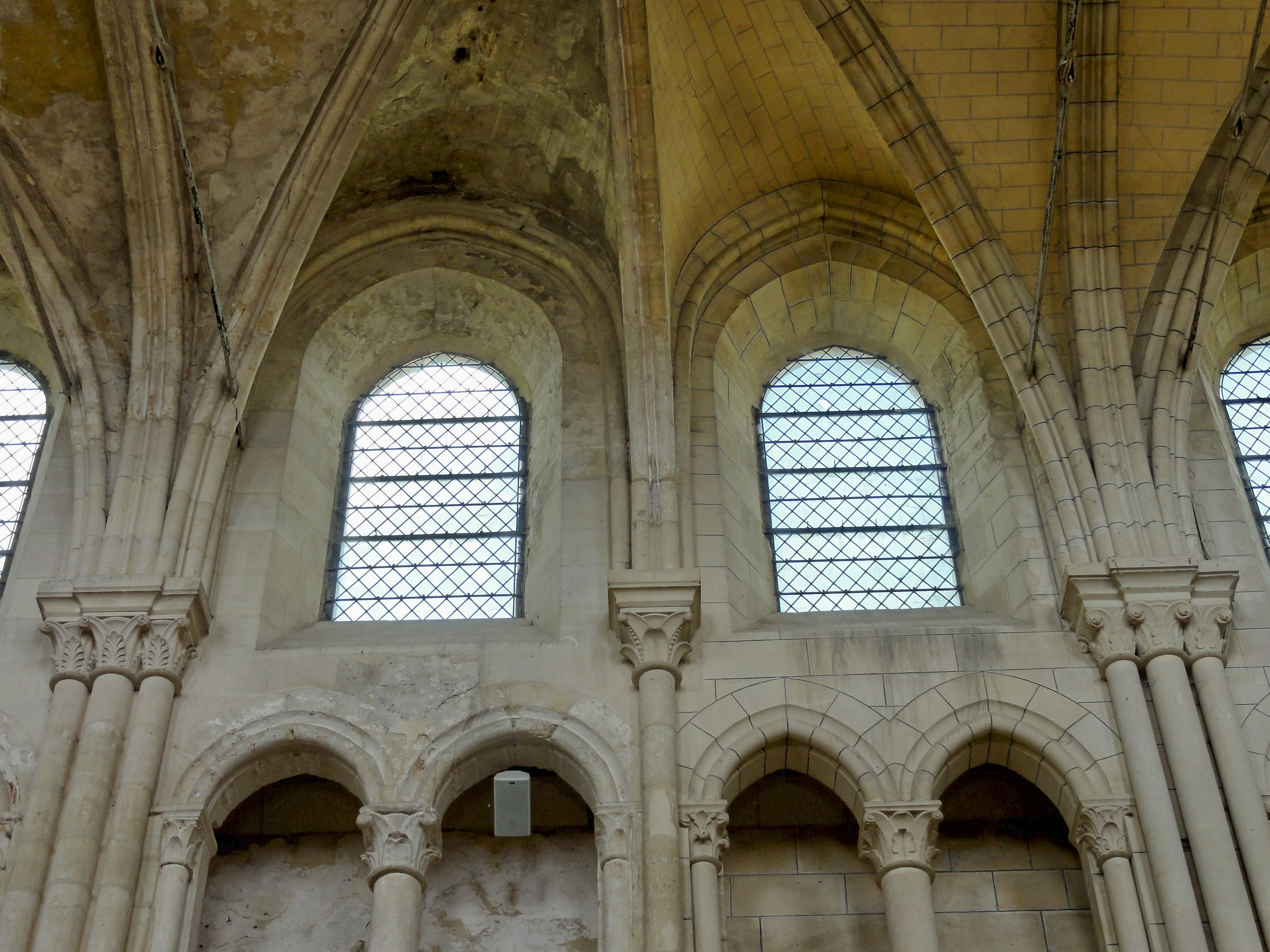
3e travée, fenêtres hautes.

#### Bas-côtés

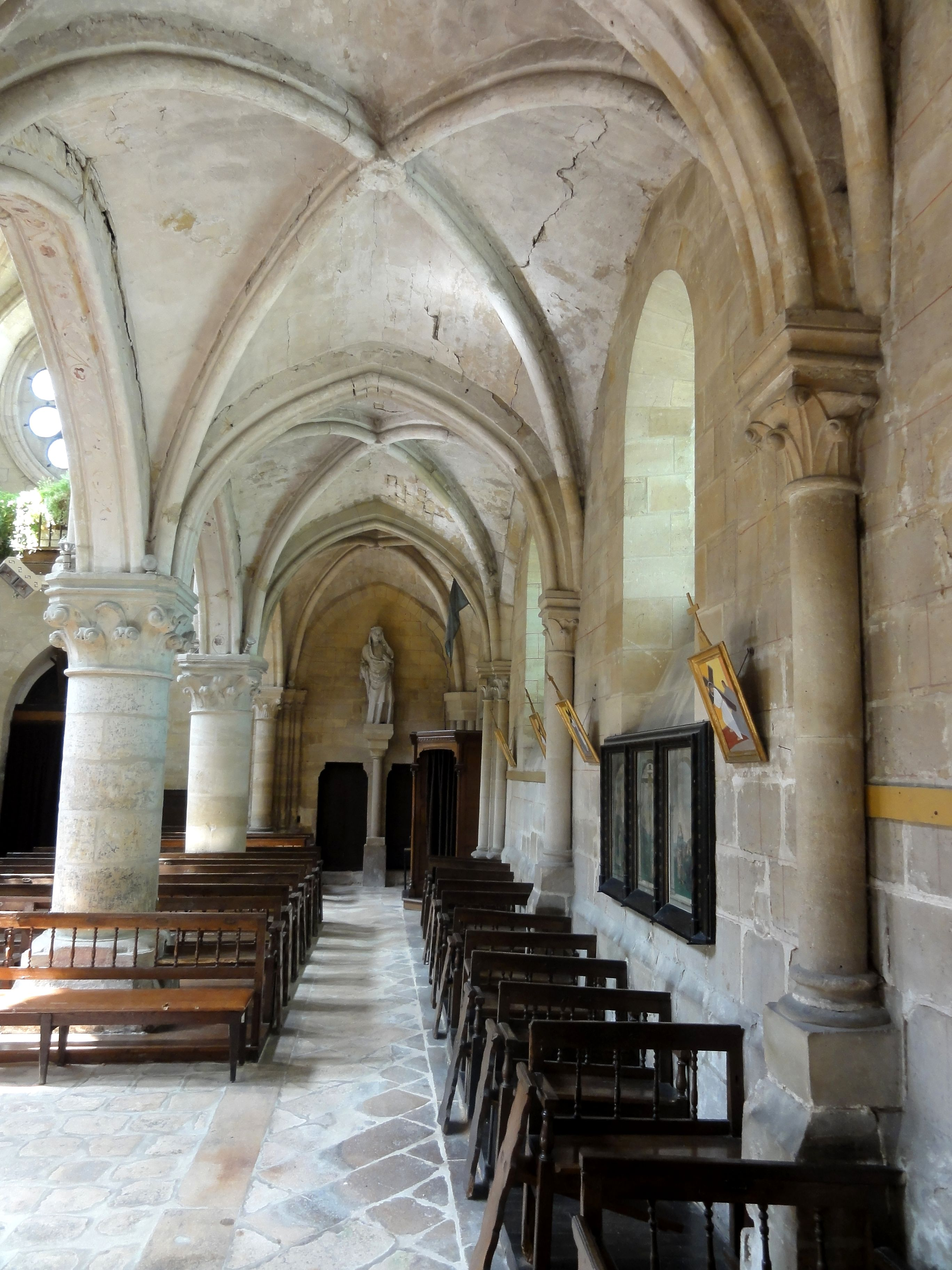
Bas-côté nord, vue vers l'ouest.

Les bas-côtés ne sont un peu faiblement éclairés, car conformément au nombre des grandes arcades, il n'y a qu'une fenêtre par travée, sauf dans la première travée du sud, qui possède une fenêtre occidentale. Le bas-côté nord est moins restauré et plus authentique. Les fenêtres y sont en plein cintre comme à la période romane, ce qui permet de penser que la construction de l'église actuelle a commencé ici. Les ogives ont un profil très fin composé d'un tore unique, alors que les doubleaux adoptent le profil des grandes arcades. Les clés de voûtes sont le plus souvent de discrètes rosaces ou médaillons. Les formerets n'existent que dans les deux premières travées et ne sont pas moulurés ; ils se présentent comme de simples rangs de claveaux. Dans la première travée de chacun des bas-côtés, le maître d'œuvre a appliqué le principe de l'équivalence des supports entre le nombre de supports et le nombre d'éléments à supporter. L'on trouve ainsi des faisceaux de trois colonnettes entre la première et la seconde travée, des faisceaux de trois colonnettes dans les angles sud-ouest et nord-est, et deux colonnettes au début des grandes arcades. Selon l'usage, celles-ci commencent par des piliers engagés et des chapiteaux de diamètre réduit, et les nervures des voûtes retombent ici sur des faisceaux de trois colonnettes qui descendent jusqu'au sol. Sinon, au droit des murs latéraux des bas-côtés, des colonnes engagées uniques font face aux piliers des grandes arcades. Elles correspondent aux doubleaux, et les ogives retombent sur des culots ou se fondent simplement dans le mur. On ignore si cette variation résulte d'un remaniement ou date bien d'origine.
Deux portes existent dans le mur occidental du bas-côté nord. L'une donne accès à la tourelle d'escalier ; l'autre dessert l'annexe qui fait saillie devant la partie gauche de la façade occidentale. La datation de cette bâtisse qui n'a pas son pareil ailleurs dans la région n'est pas évidente ; l'on penche généralement pour le XVIe siècle ou pour le XVe siècle. L'intérieur mesure quatre mètres de large pour trois mètres de profondeur environ. Il est subdivisé en deux étages fort bas, mais néanmoins voûtés sur croisées d'ogives aux arêtes abattues. Elles reposent sur des culots non décorés et même pas épannelés. Le rez-de-chaussée n'est accessible que depuis l'extérieur. Il a sans doute servi d'ossuaire ou de geôle. L'étage n'est accessible que depuis l'intérieur, et il est difficile de se prononcer sur sa finalité. L'on pourrait faire un rapprochement avec le reliquaire-édicule à l'intérieur de l'église Saint-Étienne de Fosses,, mais un usage comme sacristie n'est pas non plus exclu.

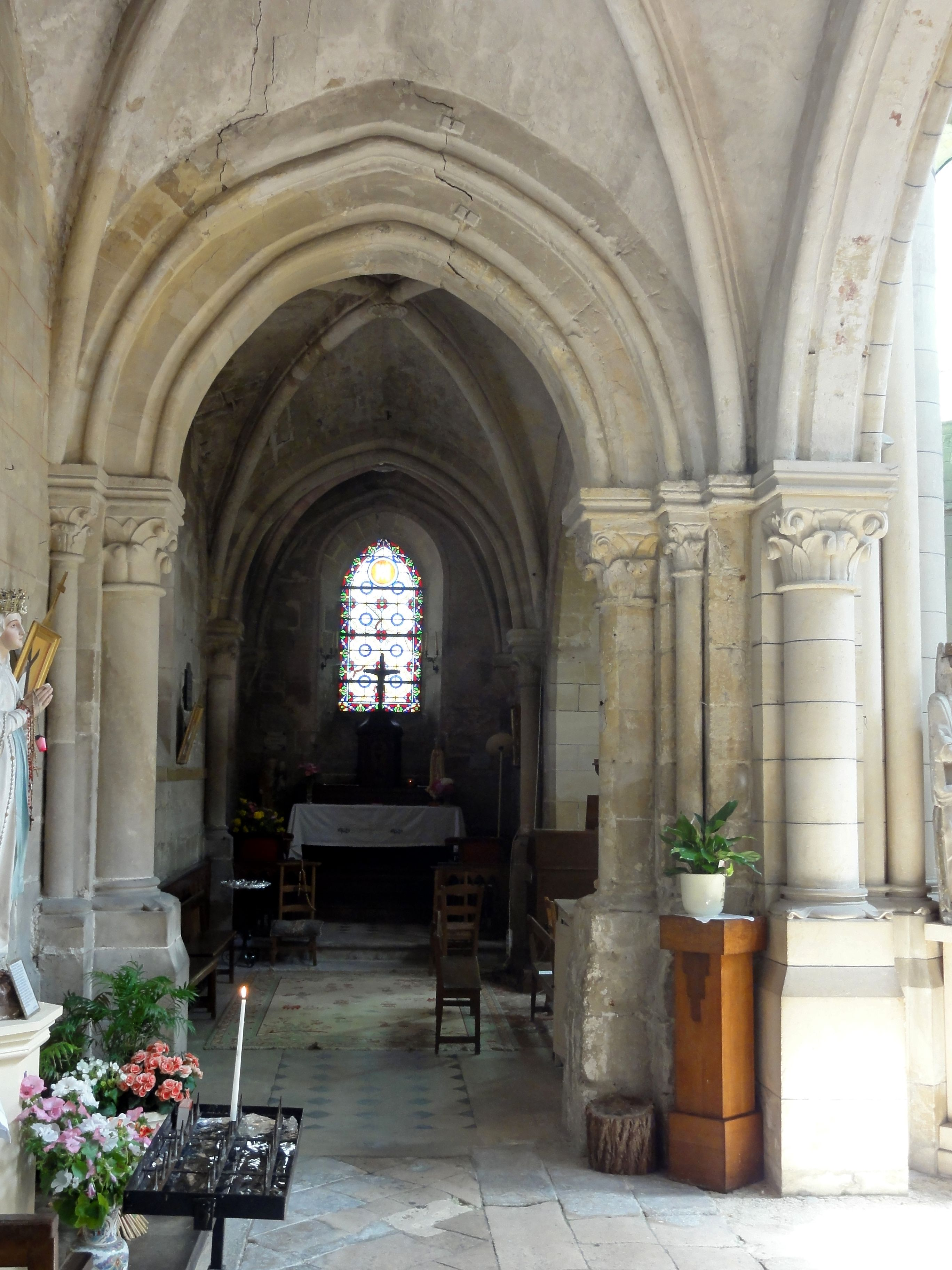
Bas-côté nord, vue vers l'est.
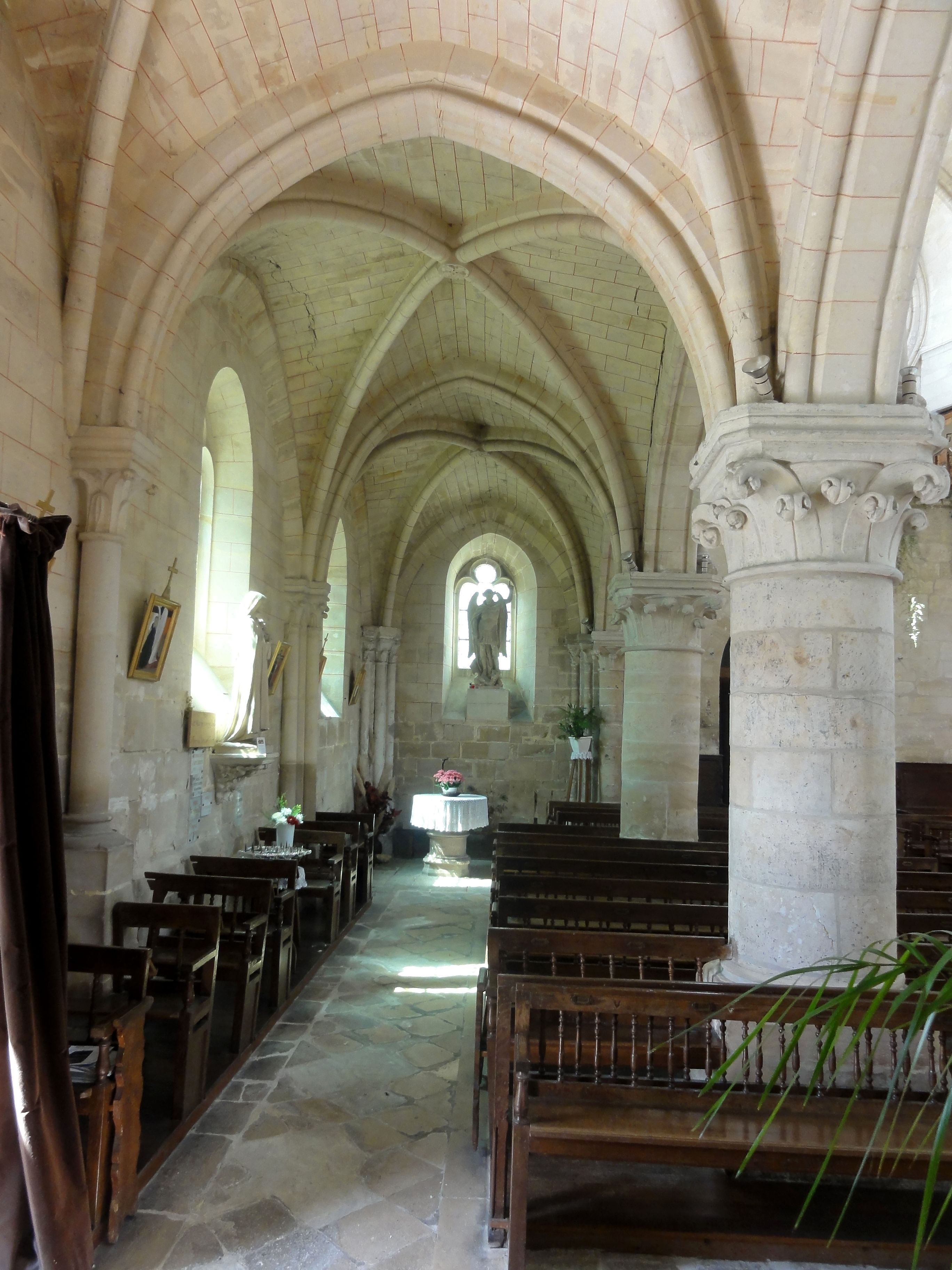
Bas-côté sud, vue vers l'ouest.
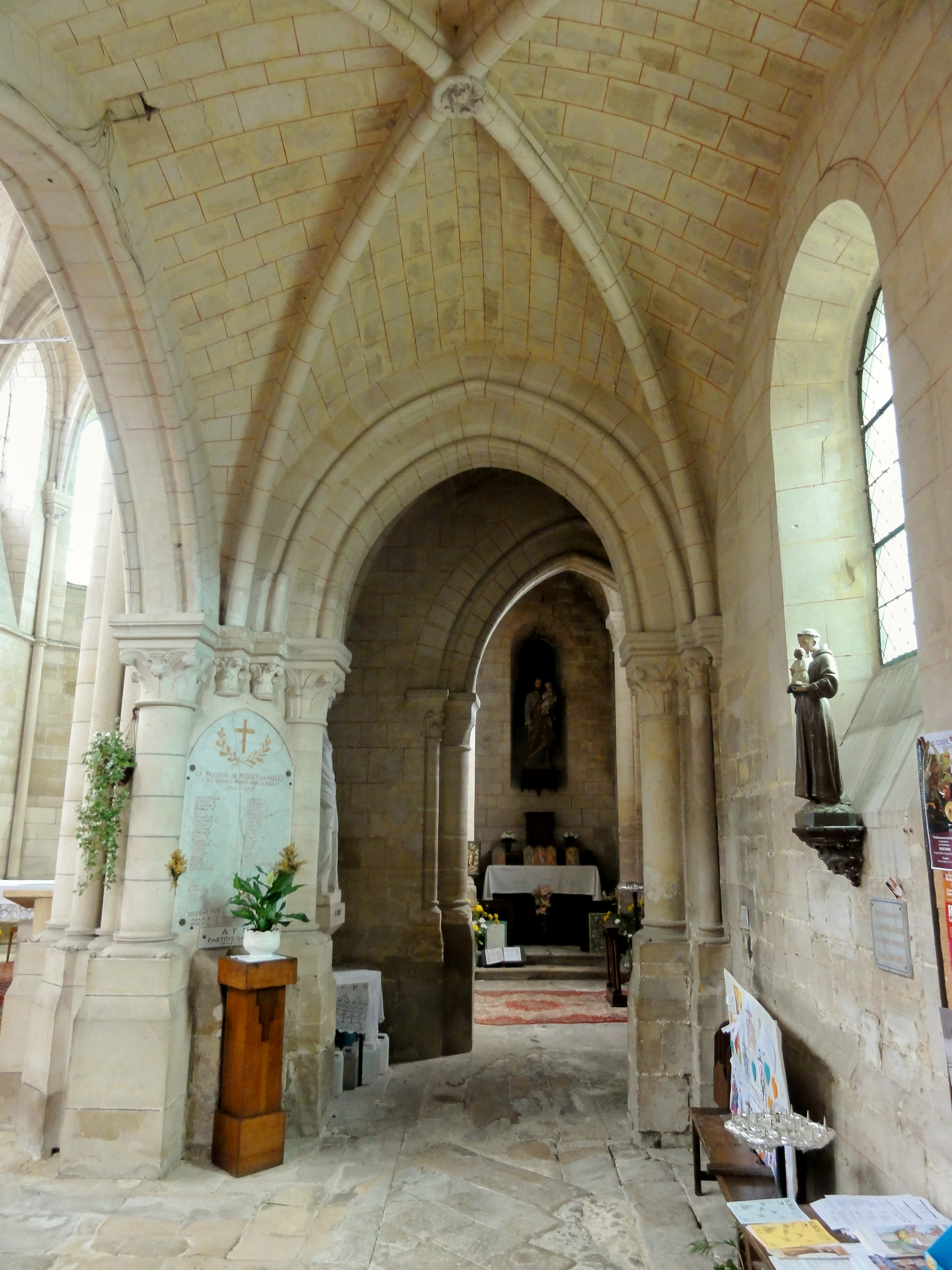
Bas-côté sud, vue vers l'est.
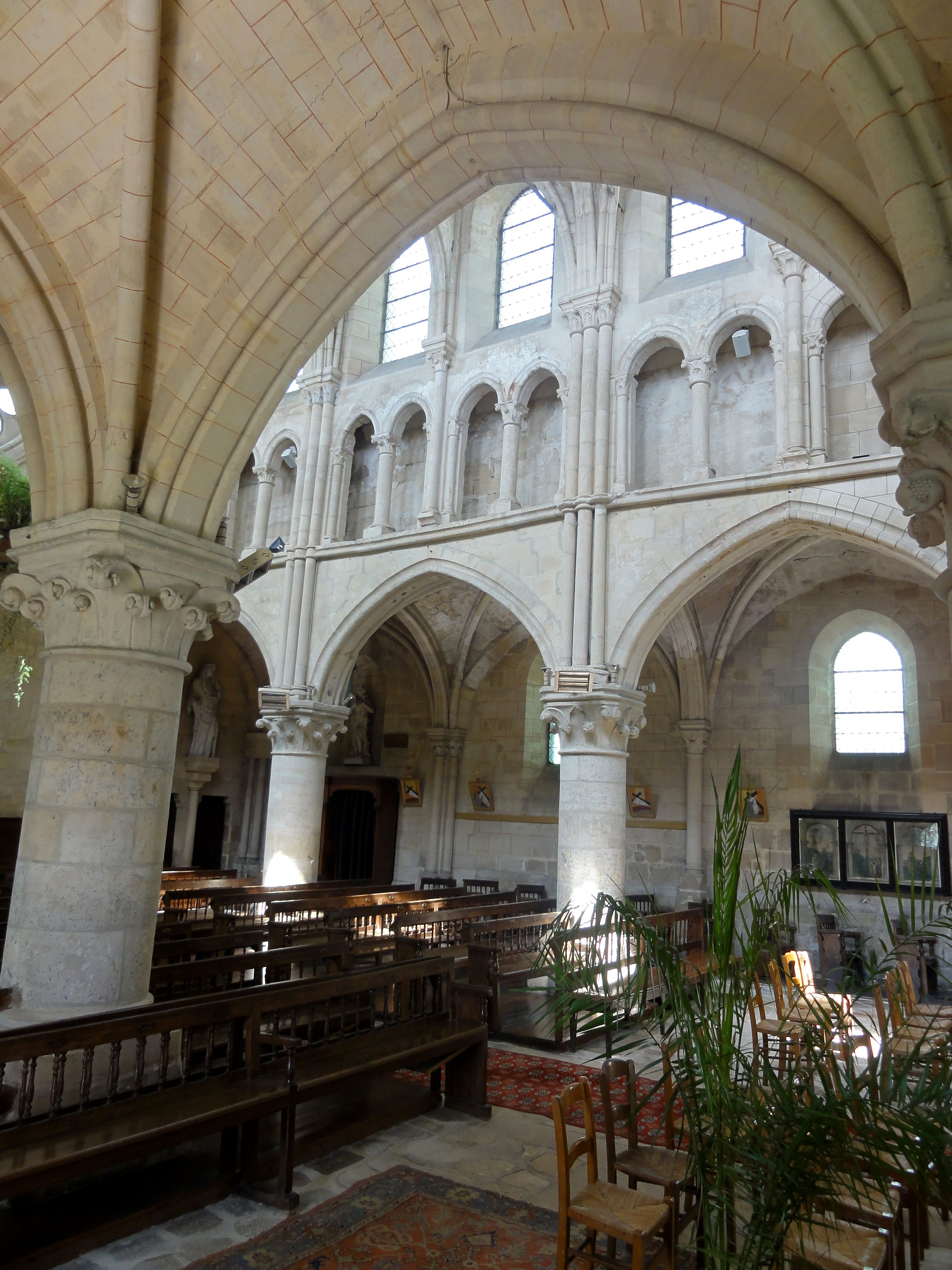
Vue par la 4e grande arcade.

### Base du clocher et travées adjacentes

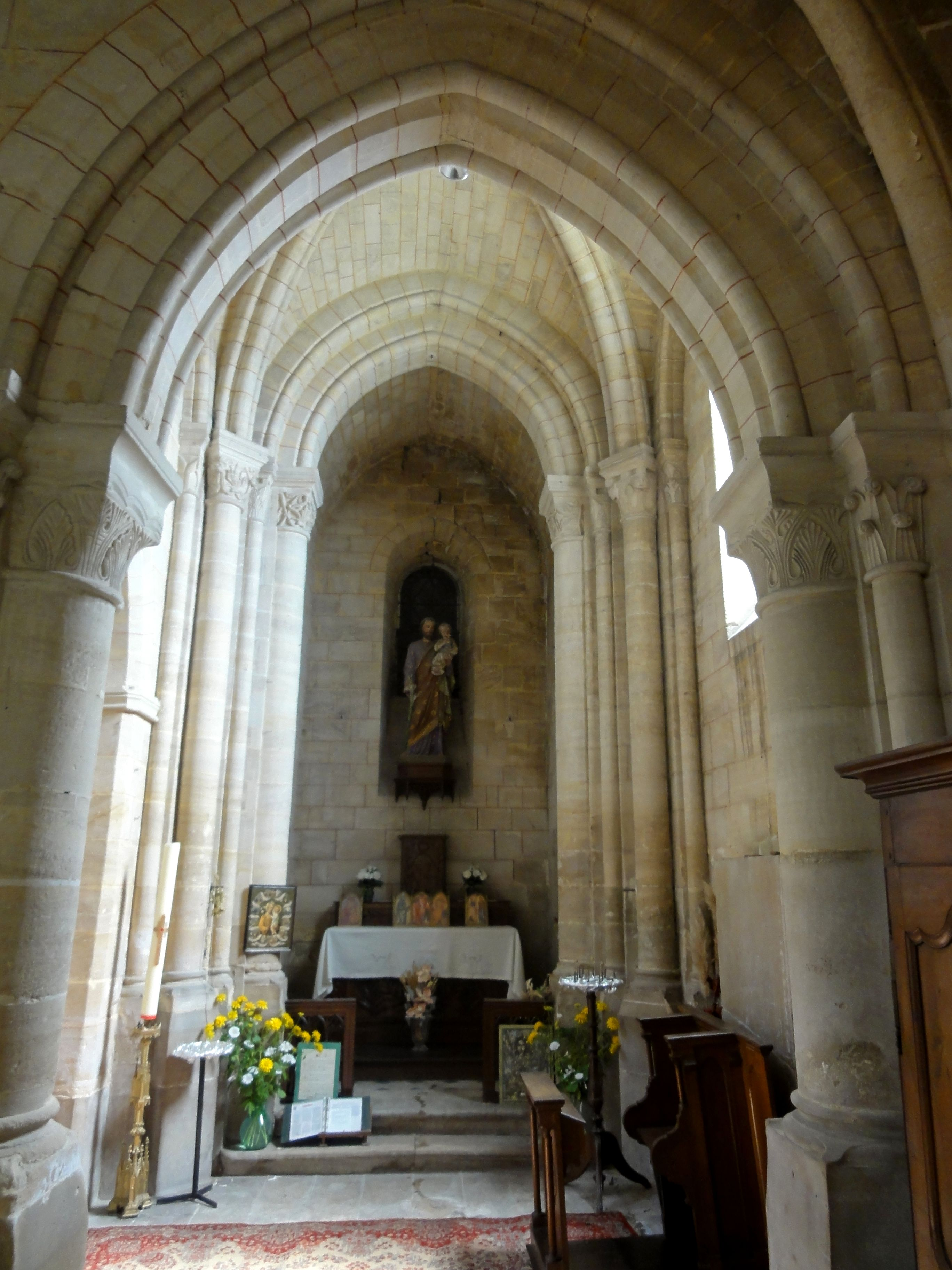
Travée à l'ouest de la base du clocher, vue vers l'est.

La base du clocher est de plan presque carré et mesure environ 3,50 m de long et de large. Elle est assez élevée, en tout cas plus élevée que les bas-côtés de la nef, ce qui a motivé l'abaissement de son arcade occidentale au moment de la construction de ce dernier. La voûte d'ogives est au profil d'un large boudin encadré par deux tores, et il se retrouve également dans les églises de Breuil-le-Vert et de Bury pendant les années 1135-1140. L'on peut supposer qu'elle date d'origine, et elle représenterait ainsi l'une des voûtes d'ogives les plus anciennes du département, avec le bas-côté nord de Saint-Clair-sur-Epte, l'ancienne base de clocher de Beaumont-sur-Oise, et les bases de clocher de Cergy, de Courcelles-sur-Viosne et Frouville. Les ogives et formerets retombent sur les chapiteaux encore romans de faisceaux de trois colonnes et colonnettes logées dans les angles. Les chapiteaux correspondant aux ogives sont plus grands que les autres et placés de biais, selon l'usage pendant les premières décennies du voûtement d'ogives. La chapelle orientale s'ouvre entre deux colonnes du même diamètre que celles dédiées aux ogives, et les chapiteaux sont situés au même niveau. L'intérieur de la courte chapelle voûtée en berceau brisé est dépourvue de toute ornementation, et l'unique fenêtre dans le chevet a été bouchée par la sacristie. Son ébrasement accueille une statue de saint Joseph à l'Enfant. L'arcade occidentale était initialement identique, mais elle a perdu un tiers de sa hauteur. L'arcade vers le chœur est également en tiers-point et de même hauteur que l'arcade occidentale, mais elle est simplement chanfreinée et dotée d'impostes moulurés. Du côté du chœur, elle est toutefois décorée d'une archivolte retombant sur les chapiteaux de crochets de deux fines colonnettes, mais celles-ci sont placées à un certain d'écart des piédroits et demeurent invisibles depuis la base du clocher,.
Les chapiteaux d'origine ont toutefois été réemployés pour la nouvelle arcade. Les corbeilles des chapiteaux à hauts tailloirs largement moulurés sont décorées de palmettes, de feuilles plates et cannelées ou de tiges entrelacées, ainsi que dans trois des quatre angles, de têtes monstrueuses aux angles, crachant des végétaux. Il va de soi que les petits chapiteaux correspondant aux formerets présentent des motifs plus simples que les grands. Les bases des colonnes sont assez hautes et pourvues de griffes d'angle, et elles sont montées sur des socles élevées. — Dans la petite travée à l'ouest de la base du clocher, l'arcade vers la base du clocher n'est pas centrée et laisse une portion de mur nu à gauche. Cette arcade ainsi que celle vers le bas-côté sud est précédée d'une archivolte qui retombe sur de fines colonnettes aux chapiteaux de crochets, alors que les ogives au même profil que dans les bas-côtés retombent sur des têtes grimaçantes. La clé de voûte est un médaillon entre deux têtes sculptées, qui sont devenues méconnaissables. Quant à l'arcade vers le bas-côté, elle repose sur des chapiteaux analogues à ceux au début et à la fin des grandes arcades, plus petits que les chapiteaux des piliers libres. Les deux colonnettes dans l'angle nord-est du bas-côté sud ont été supprimées à la faveur du monument aux morts de la paroisse. En face, dans l'angle sud-est du bas-côté, l'on ne trouve qu'une unique colonnette réservée à l'archivolte de l'arcade vers la petite travée, alors que l'ogive du bas-côté retombe sur un culot. La petite travée accueille une statue de sainte mutilée et maladroitement restaurée, mais de belle facture. Elle provient d'une autre église où elle devrait s'appliquer contre un pilier, et représente la Vierge (hypothèse formulée par Louis Régnier) ou sainte Geneviève (d'après la petite plaque sur le socle).

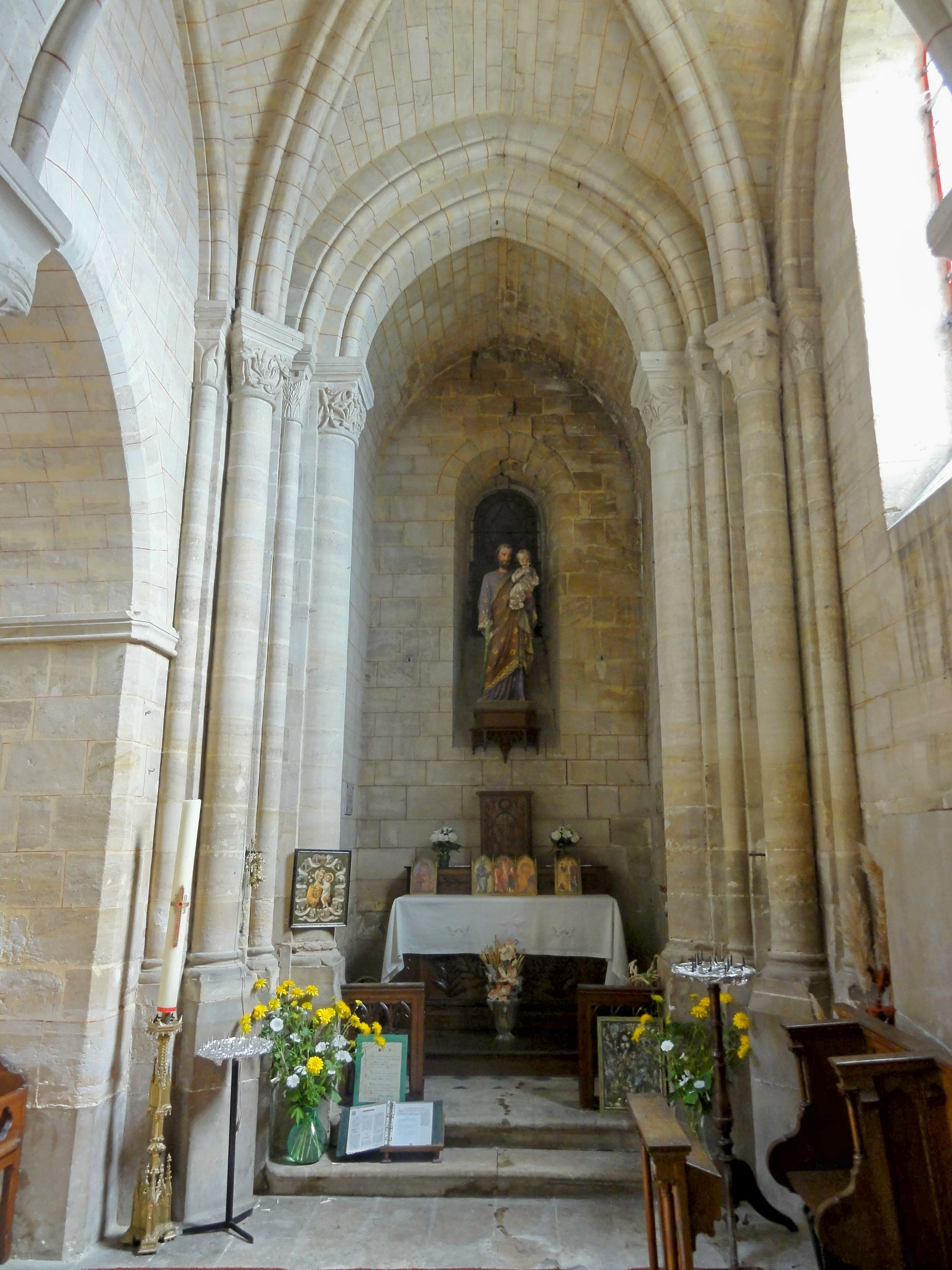
Base du clocher, vue vers l'est dans la chapelle.
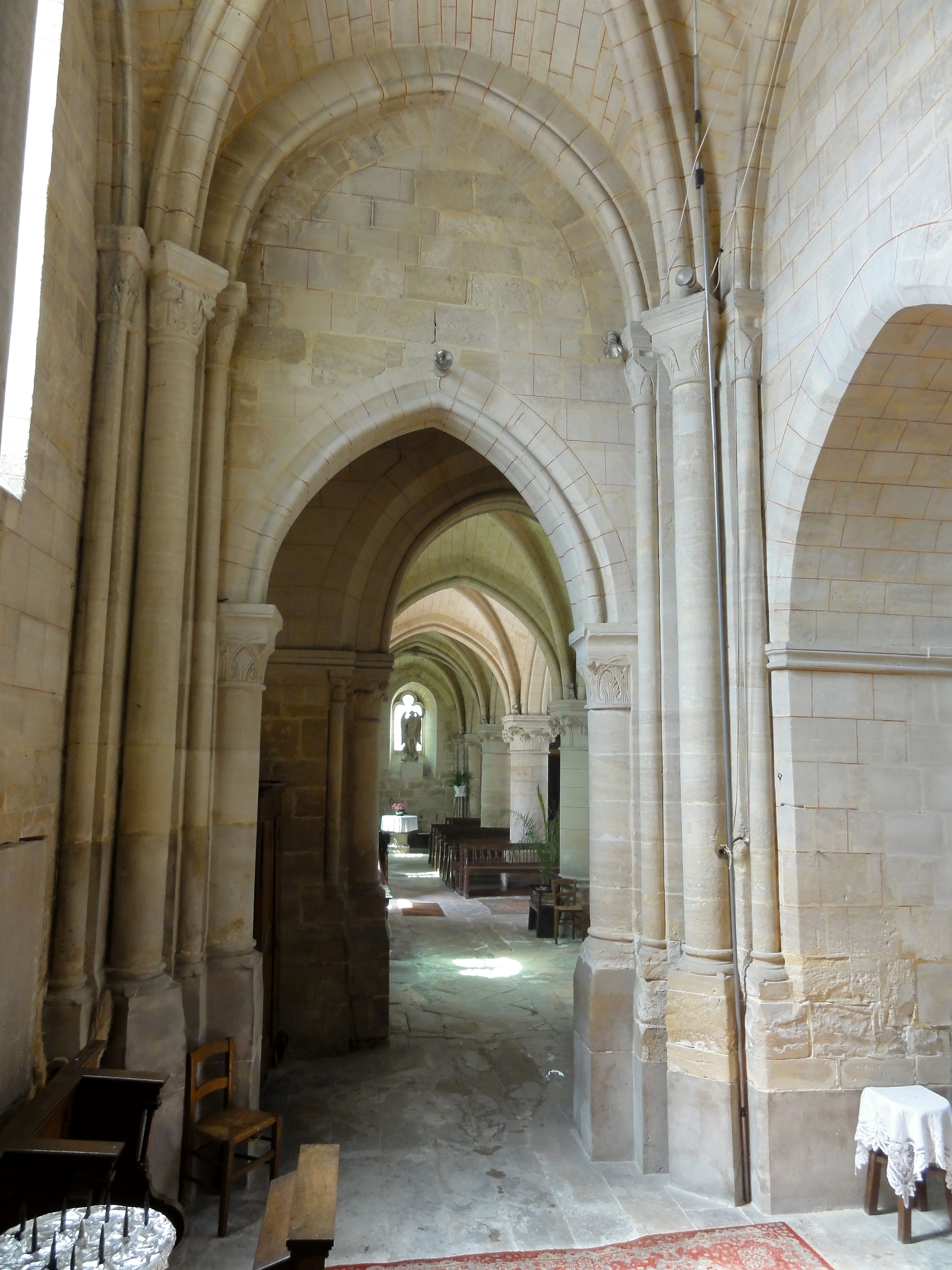
Base du clocher, vue vers l'ouest dans la petite travée.
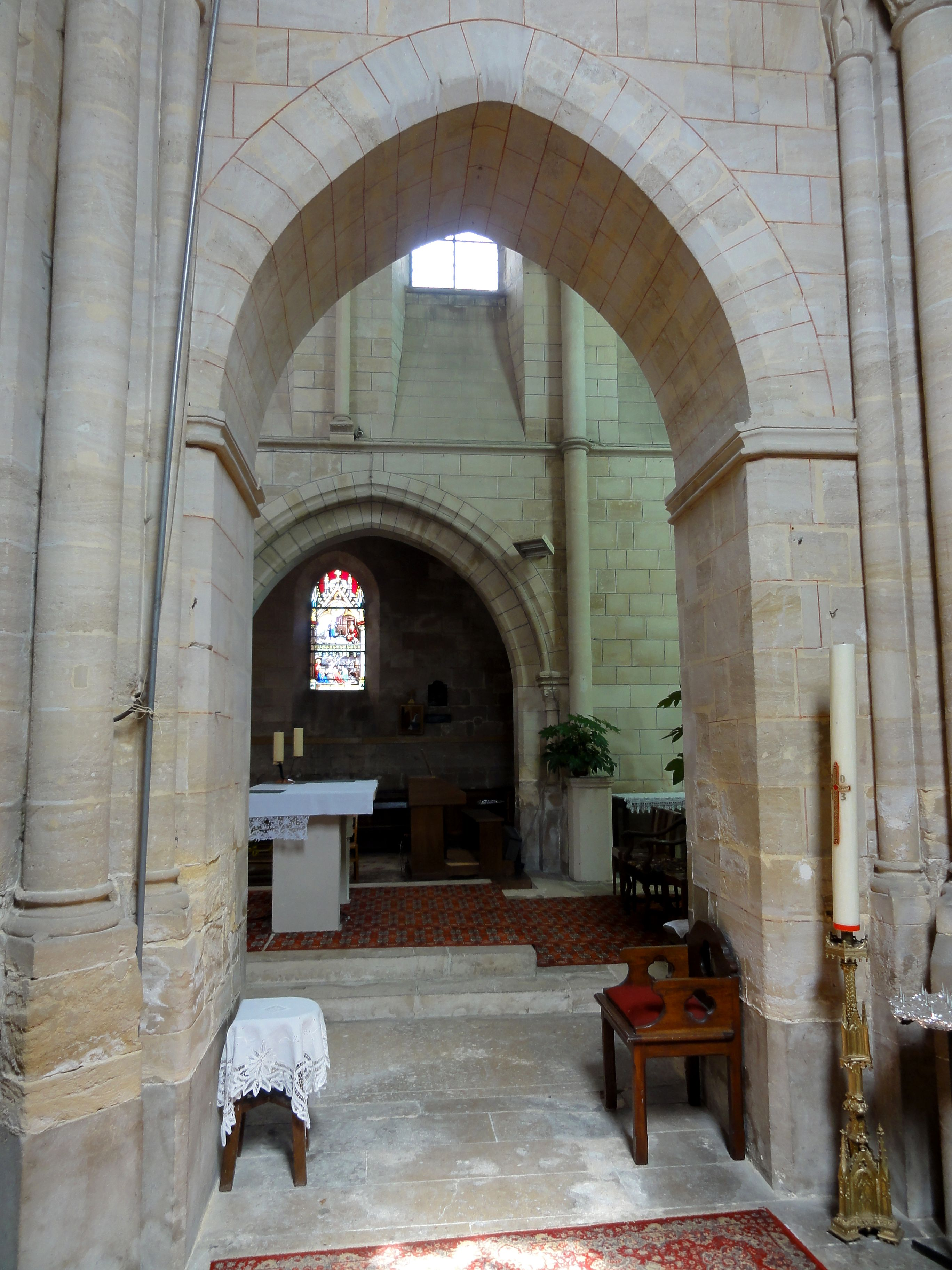
Base du clocher, vue vers le nord dans le chœu.
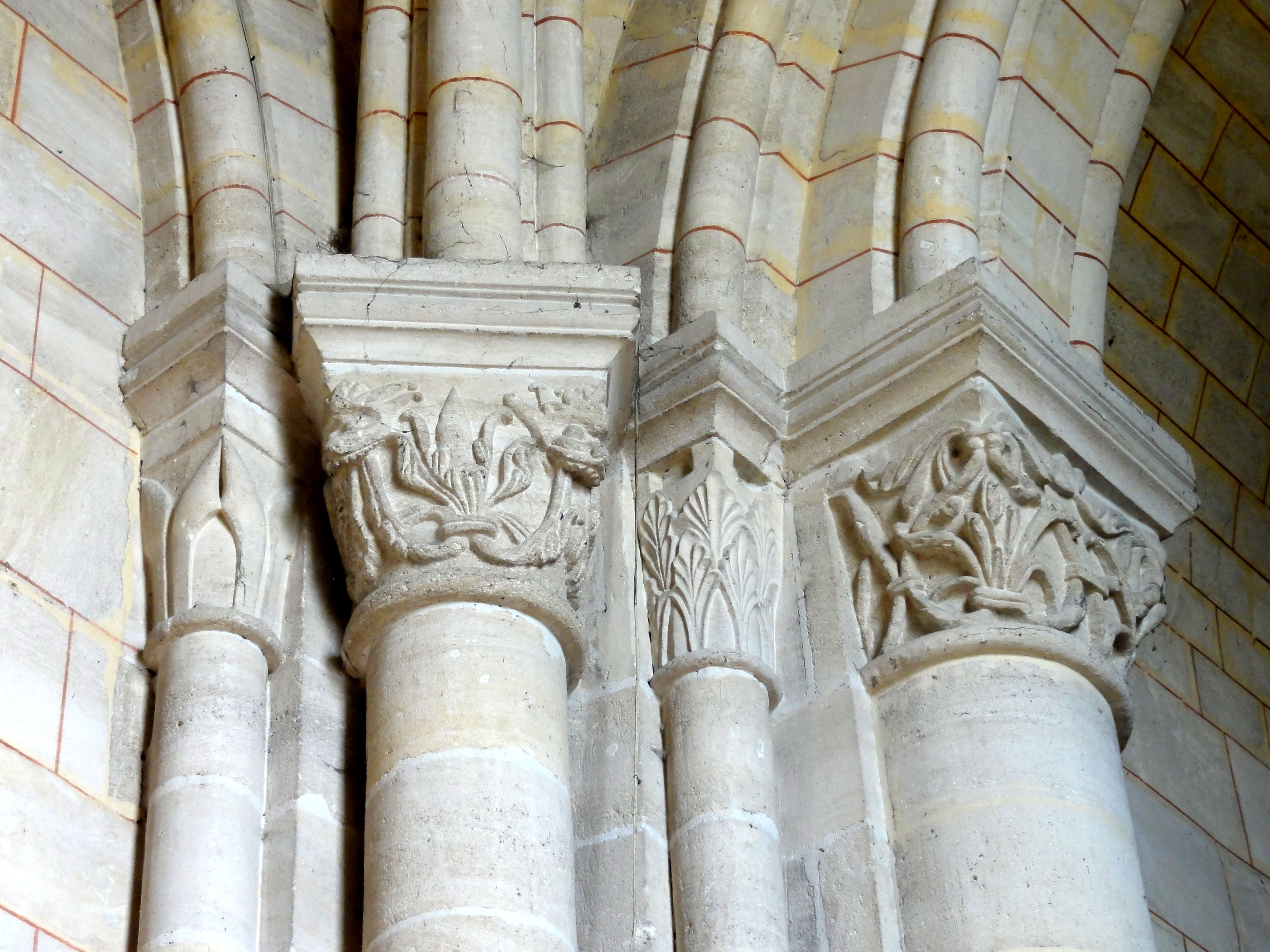
Base du clocher, chapiteaux dans l'angle nord-est.
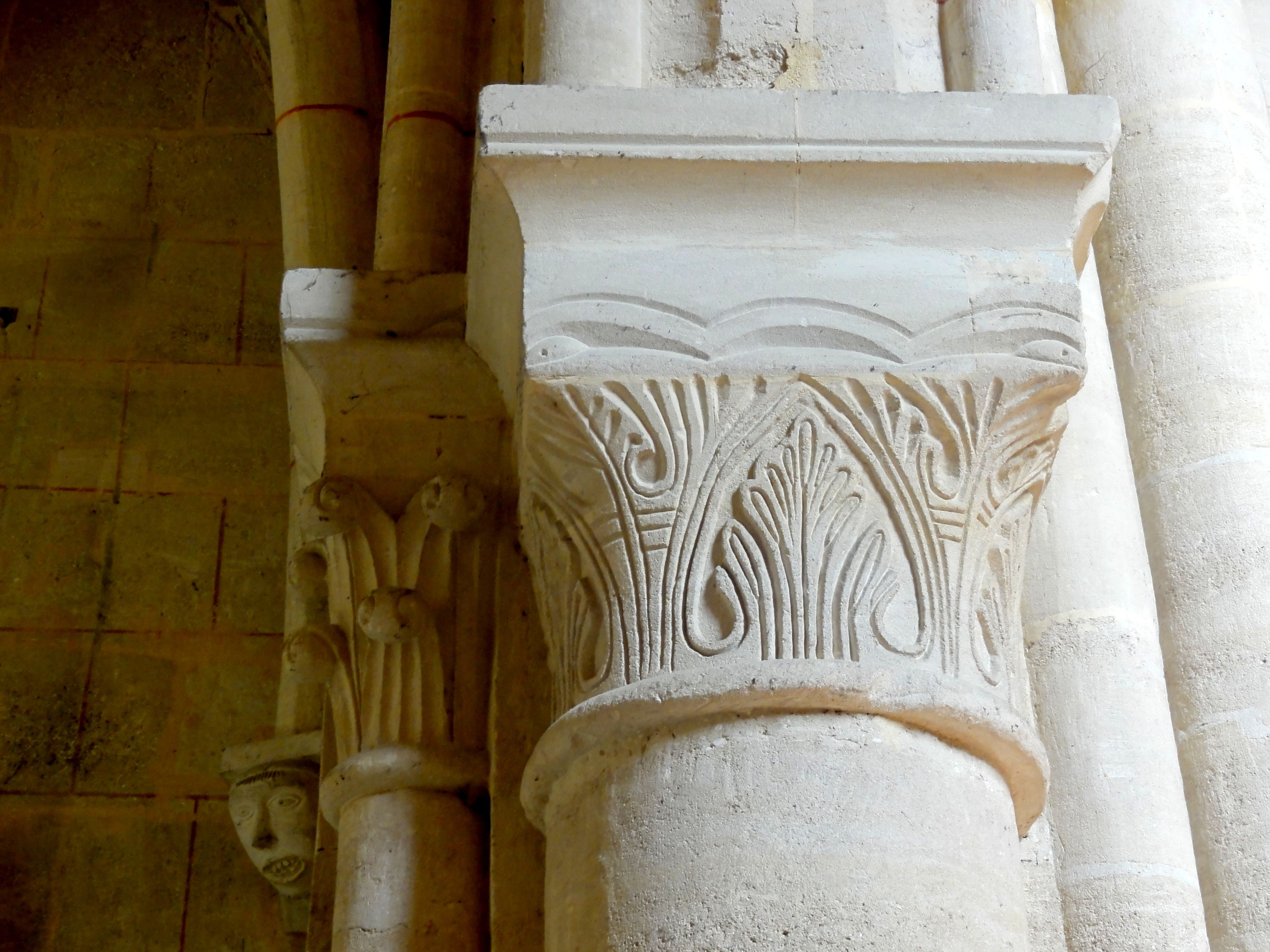
Base du clocher, chapiteaux au nord de l'arcade ouest.
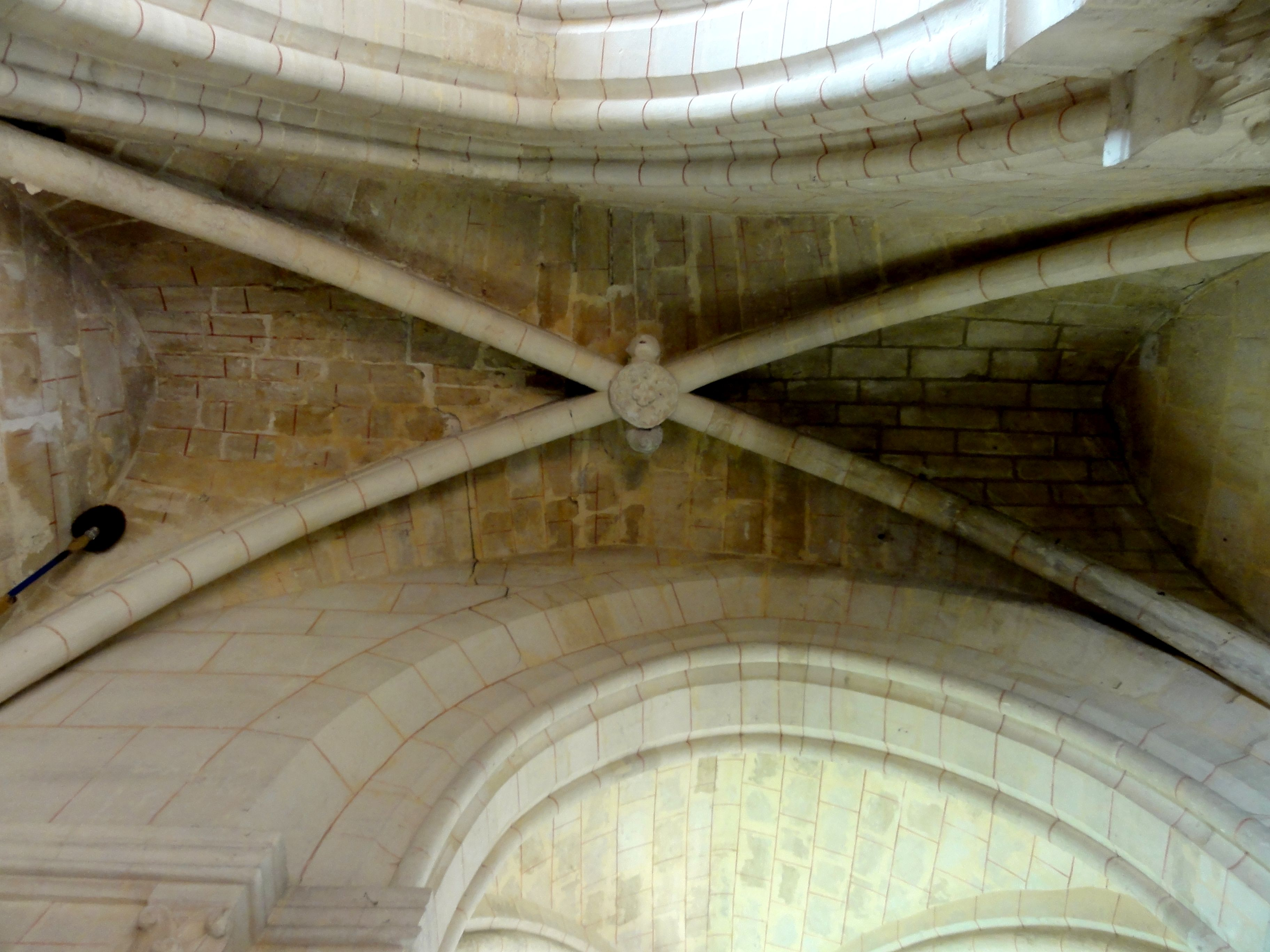
Voûte de la travée à l'ouest de la base du clocher.

#### Chœur

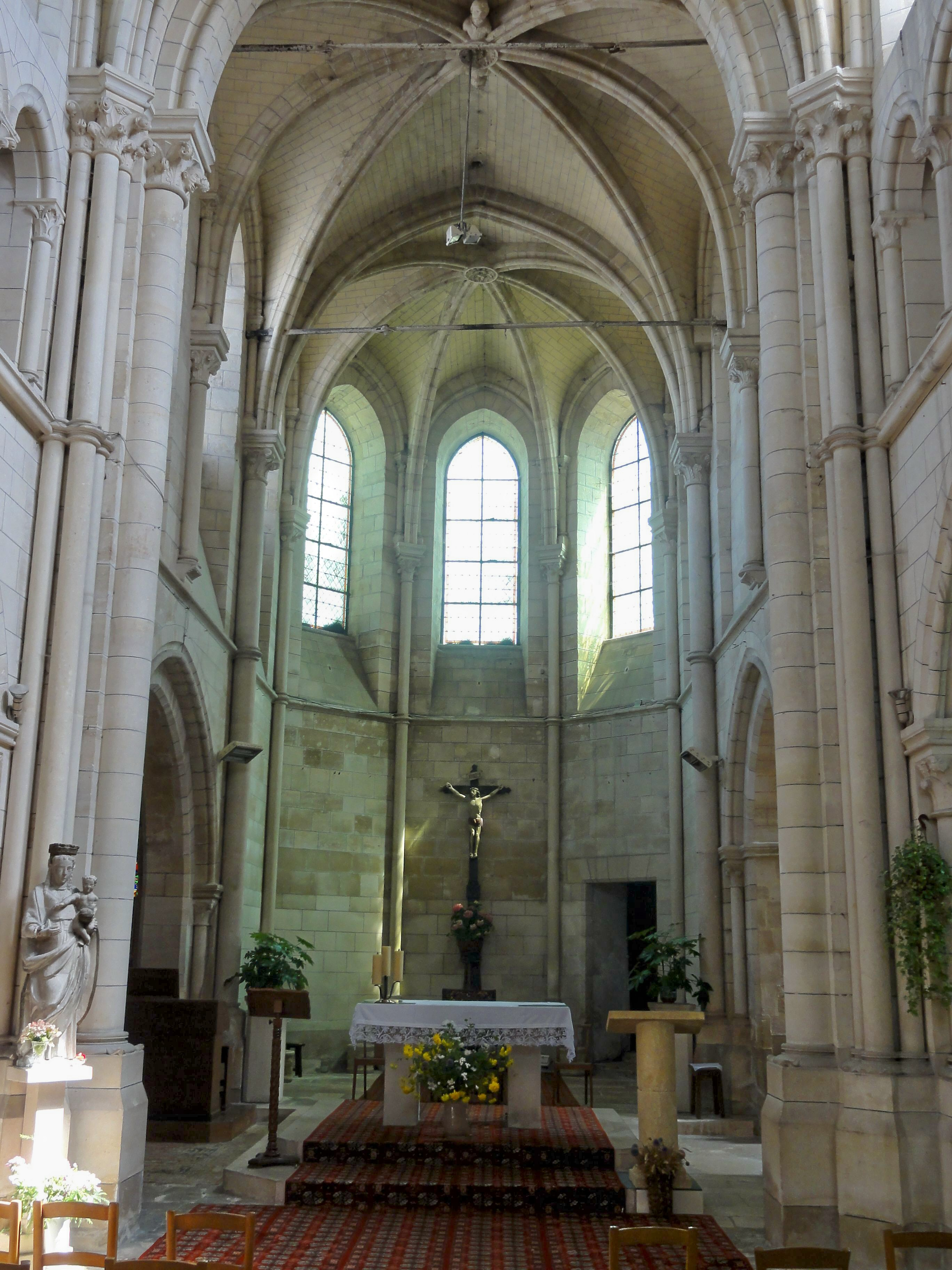
Vue dans le chœur.

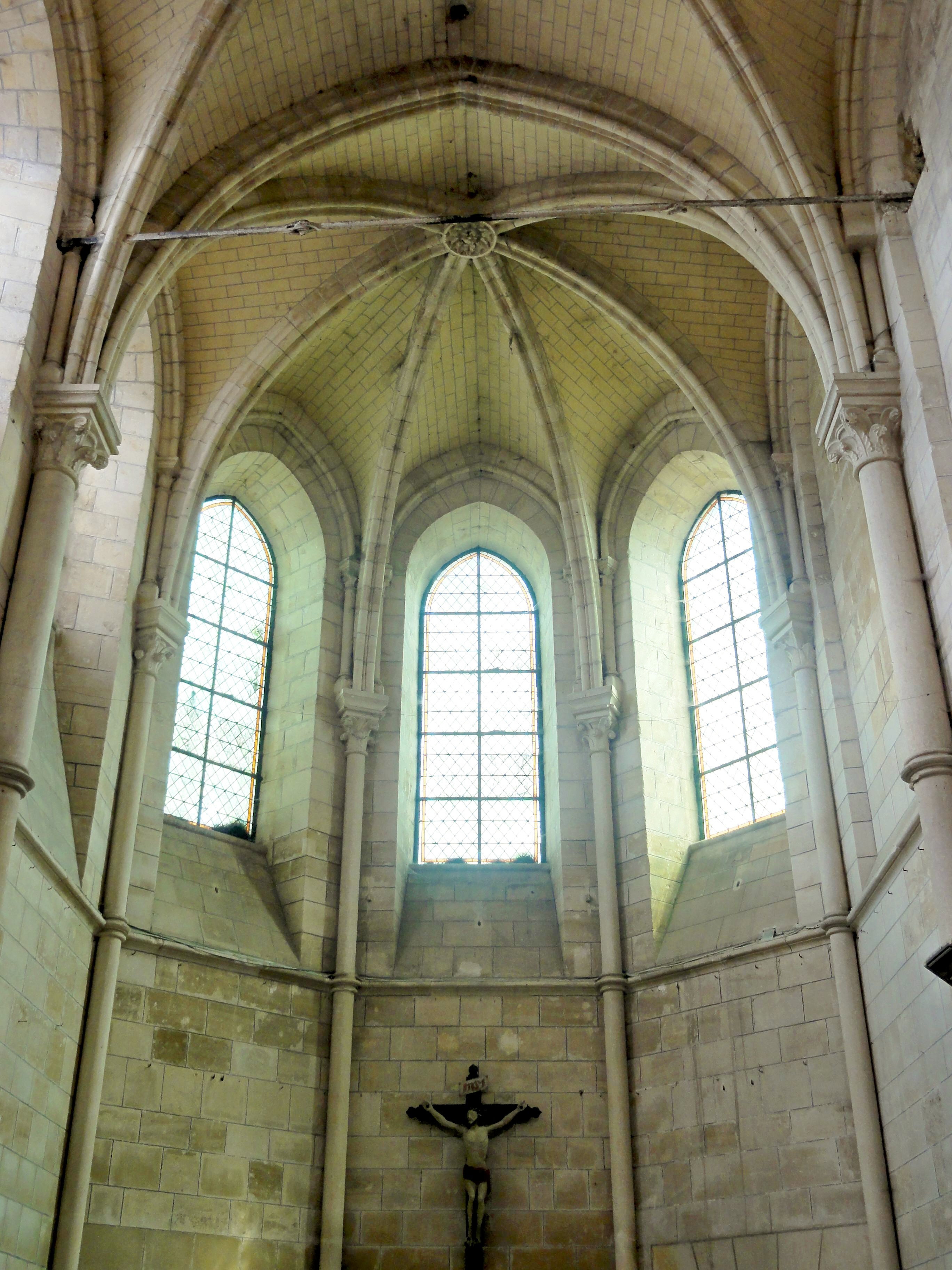
Abside, parties hautes.

Le chœur se distingue de la nef par une élévation à seulement deux niveaux, sans triforium. L'on y a renoncé afin d'harmoniser les élévations latérales avec le chevet à pans coupés, où le tiforium est de toute façon généralement absent. La hauteur des grandes arcades, qui n'existent que dans la première travée, reste inchangée, mais les fenêtres hautes gagnent logiquement en hauteur. La différence par rapport à la nef est toutefois faible, et l'intervalle entre le seuil de la fenêtre et le bandeau mouluré au-dessus des arcades est racheté par un glacis exagérément long. Le toit du bas-côté nord empêche en effet de faire descendre les fenêtres plus bas, et au sud, la présence du clocher ne permet pas de fenêtres. Même la partie droite de l'abside ne possède pas de fenêtre côté sud. Du côté du chevet, le maître d'œuvre a heureusement profité de l'absence de constructions annexes pour faire descendre les baies un peu plus bas en réduisant la longueur du glacis. Or, les fenêtres restent relativement petites, et ce sont toujours des lancettes simples sans remplage. Le bandeau mouluré horizontal existe également dans le chevet, et avec les fines colonnettes en délit uniques descendant des ogives entre les fenêtres, constitue l'unique ornementation de l'abside. Entre l'abside et la première travée, l'architecte a également réduit le nombre de supports à une colonne engagée unique, dont le tailloir rectangulaire du chapiteau reçoit à la fois le doubleau, les ogives et les formerets. Cette colonne descend jusqu'au sol tout comme les supports de l'arc triomphal, autrement nombreux. Il repose sur deux colonnes engagées, qui sont flanquées de deux faisceaux de trois colonnettes, dont celle correspondant au formeret est placée derrière celle correspondant à l'ogive. Le chapiteau de cette dernière colonnette est placé de biais. Sinon, le chœur renoue avec certaines dispositions adoptées dans la nef : ceci vaut pour la voûte sexpartite dans la première travée, qui est toutefois de plan carrée ; pour le profil des nervures des voûtes ; pour la façon dont retombe la branche d'ogives supplémentaire ; et pour la forme donnée aux formerets. Ceux-ci ont été agrémentés de petits chapiteaux après la fin de la section verticale. La profondeur importante de la première travée du chœur n'a pas permis d'ouvrir la grande arcade du nord sur toute la largeur du mur. Elle est curieusement désaxée, ce qui n'est pas du meilleur effet. Sans raison apparente, elle ne retombe pas sur des colonnettes à chapiteaux et est simplement chanfreiné, tout en étant décorée d'une archivolte recopiée sur celle de l'arcade du sud, moins large. C'est peut-être par souci d'harmonie avec cette arcade que celle du nord présente une disposition aussi curieuse,,.
La disposition des supports de l'arc triomphal (avec les colonnettes des formerets placées derrière celles des ogives), et la plus grande finesse des corbeilles des chapiteaux dans l'ensemble du chœur plaident pour une date de construction légèrement plus tardive que la nef, mais avant la façade occidentale, dont Louis Régnier estime que la construction a été ajournée de quelques années après l'achèvement de la nef. La clé de voûte remarquable de la première travée est une réfection, et elle évoque la « clé de voûte des Rois » de la collégiale Notre-Dame-du-Fort d'Étampes. Louis Régnier, qui a connu l'église en cours de restauration, dit que l'homme barbu est réputé représenter Viollet-le-Duc, et l'autre le curé ; Bertrand Monnet voit les bustes d'un homme et d'une femme qui s'opposent. Globalement le chœur est beaucoup plus sobre que la nef, bien que financé, selon l'usage, par les gros décimateurs de la paroisse. Le soubassement des fenêtres du chevet se remarque par sa nudité. Bertrand Monnet parle à ce propos de « retour à une notion plus juste de l'échelle, intéressante à noter parce que le détail de la mouluration et de l'ornement permet d'en situer la construction à la fin du XIIe siècle ou au début du XIIIe, et qu'au XIIIe siècle, l'église des champs va retrouver, dans le plein épanouissement de l'art gothique, son expression et sa composition propres, fort différentes de celles des cathédrales ». Monnet n'est en effet pas persuadé du bien-fondé de la transposition de l'élévation des cathédrales sur les petites églises rurales, avis qui n'est pas formulé par les autres auteurs, pas plus qu'à propos des autres églises du Vexin français dans le même cas, comme à Auvers-sur-Oise, Champagne-sur-Oise et Santeuil,,. — Aucun auteur ne s'attarde sur le bas-côté nord du chœur, qui ne se distingue guère des bas-côtés de la nef. Il communique avec le bas-côté nord par une arcade identique à son homologue du sud, et qui a perdu côté nef une colonnette avec son chapiteau. À l'intérieur du bas-côté nord du chœur, les ogives retombent sur des culots côté ouest, et se fondent dans les angles des murs côté est. L'unique élément intéressant est la clé de voûte, qui présente une figure humaine au milieu d'une rosace. Cette travée est particulièrement sombre. Côté est, elle communique avec la chapelle latérale nord du chœur par une arcade semblable à la précédente, mais dont les colonnes engagées ne sont flanquées par aucune colonnette. L'intérieur de la chapelle est des plus simples, et les ogives de la voûte retombent sur des culots non décorés.

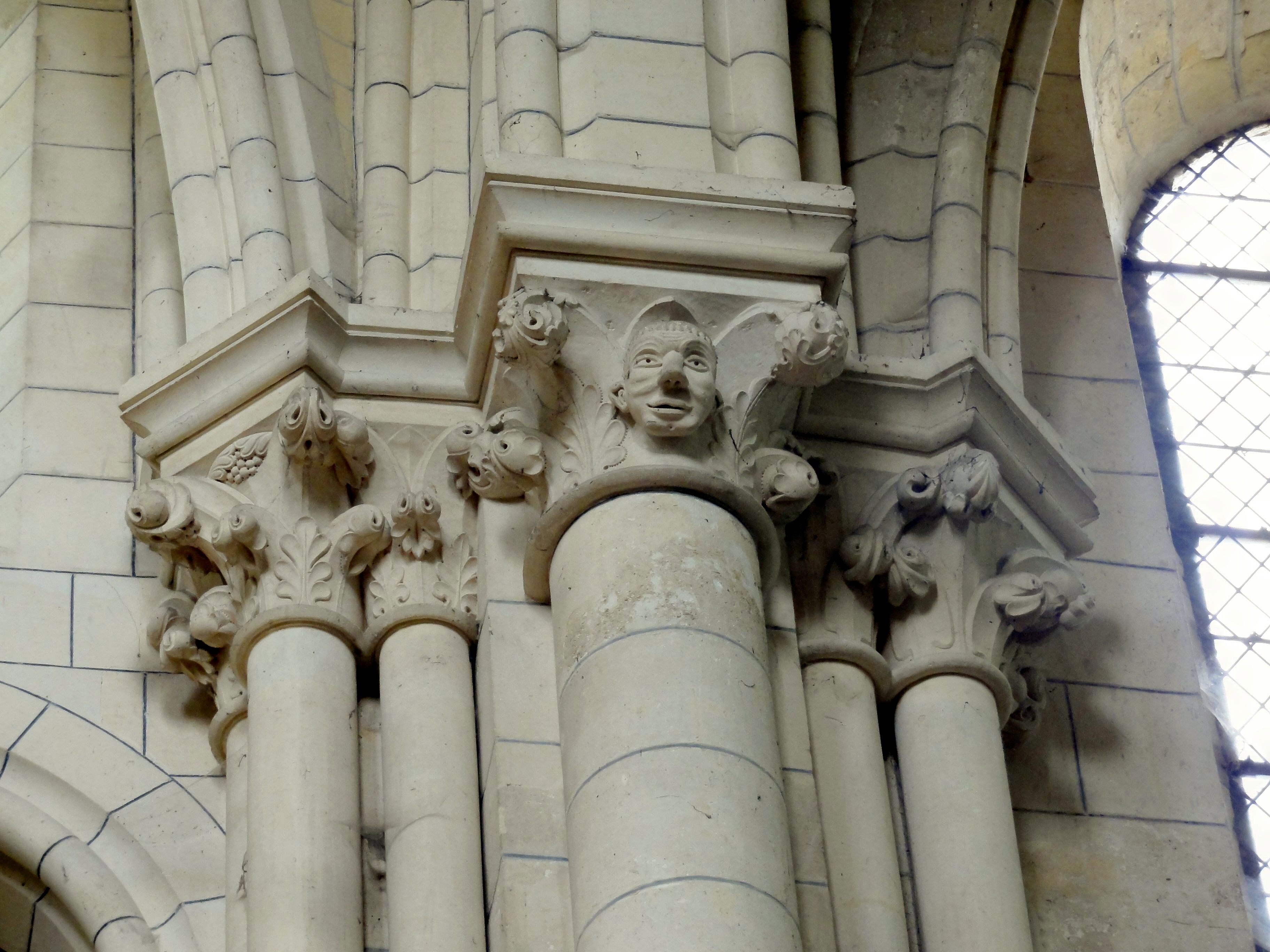
Arc triomphal, chapiteaux côté nord.
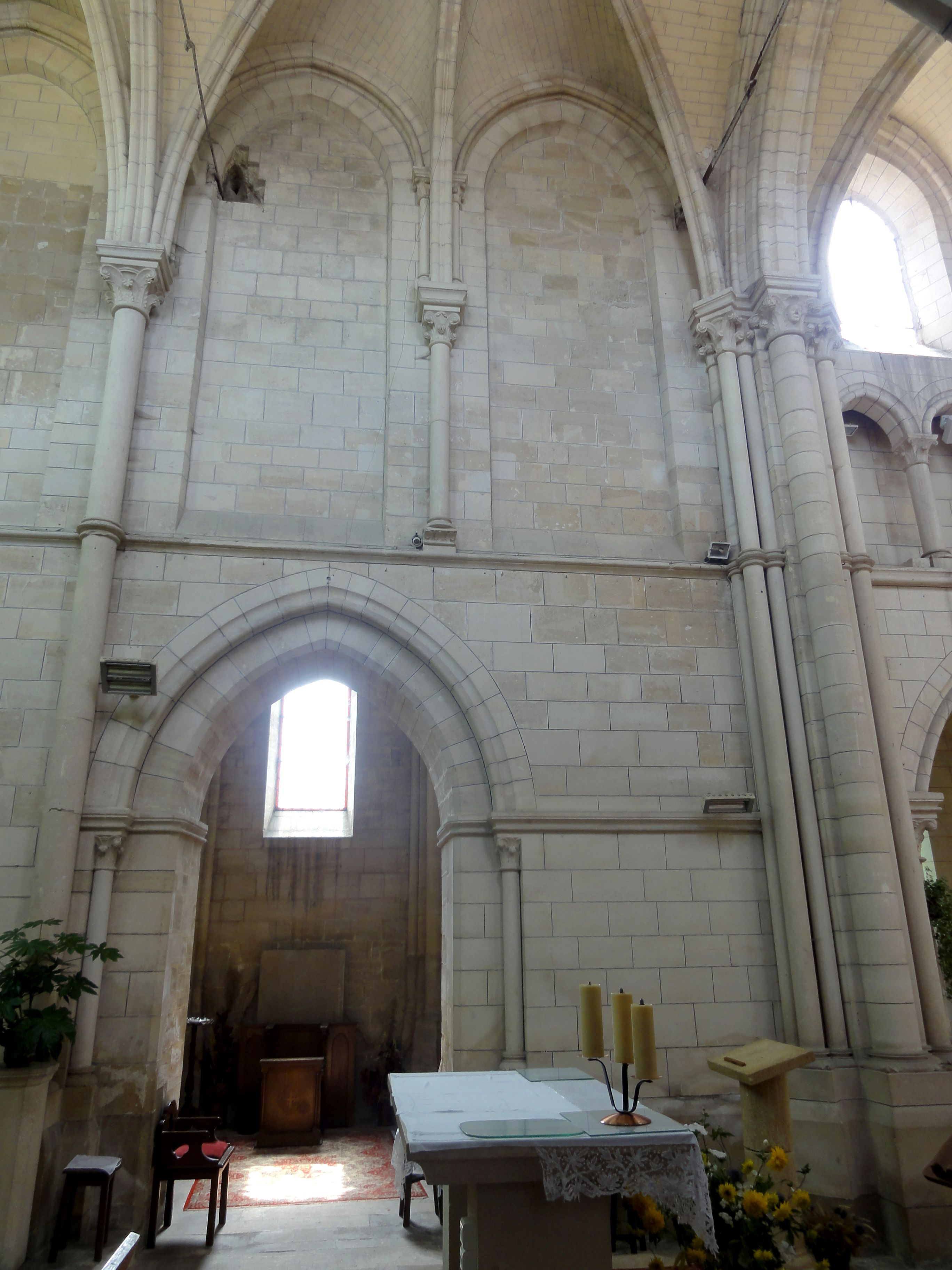
1re travée, côté sud.
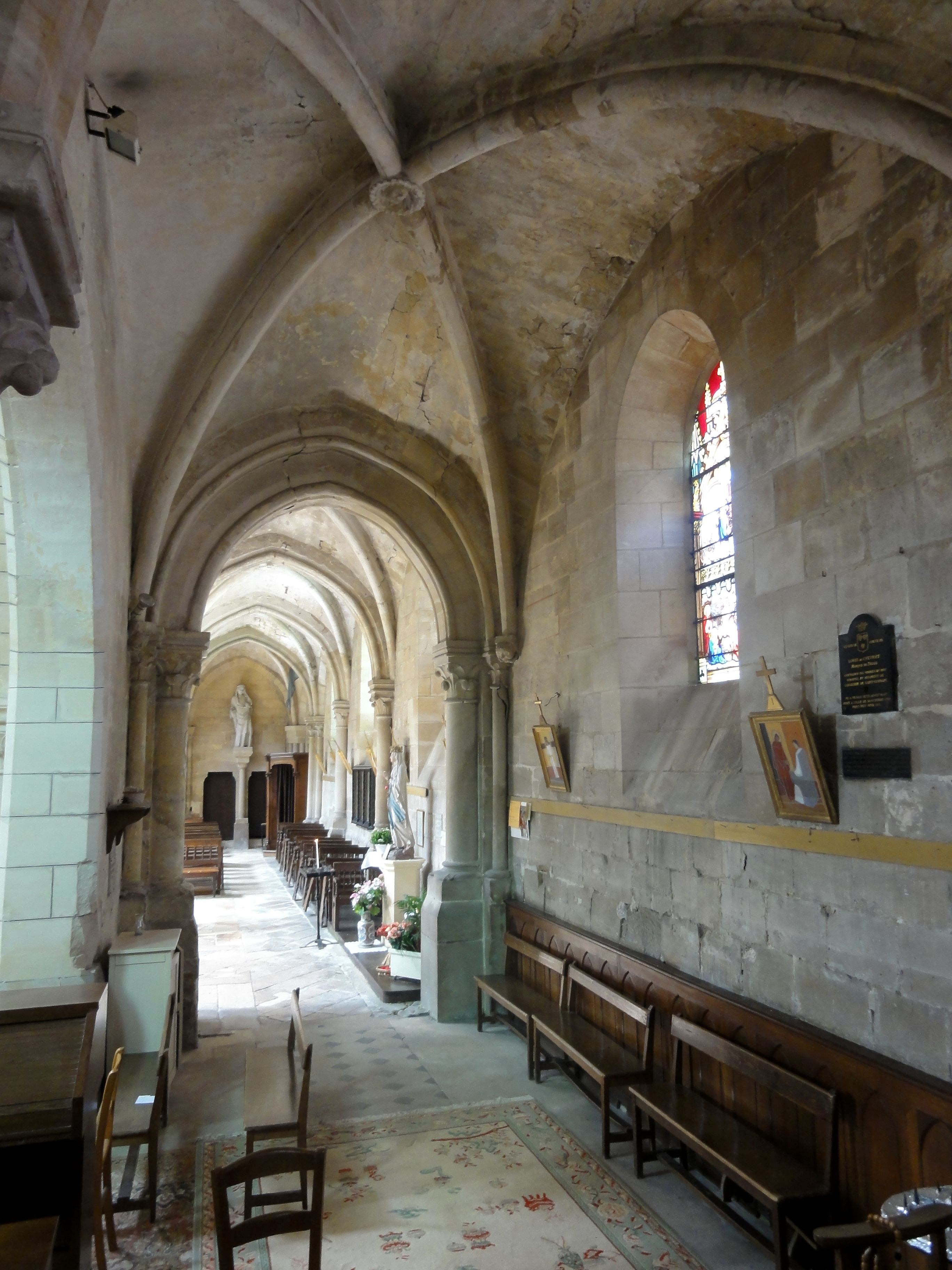
Bas-côté nord du chœur.
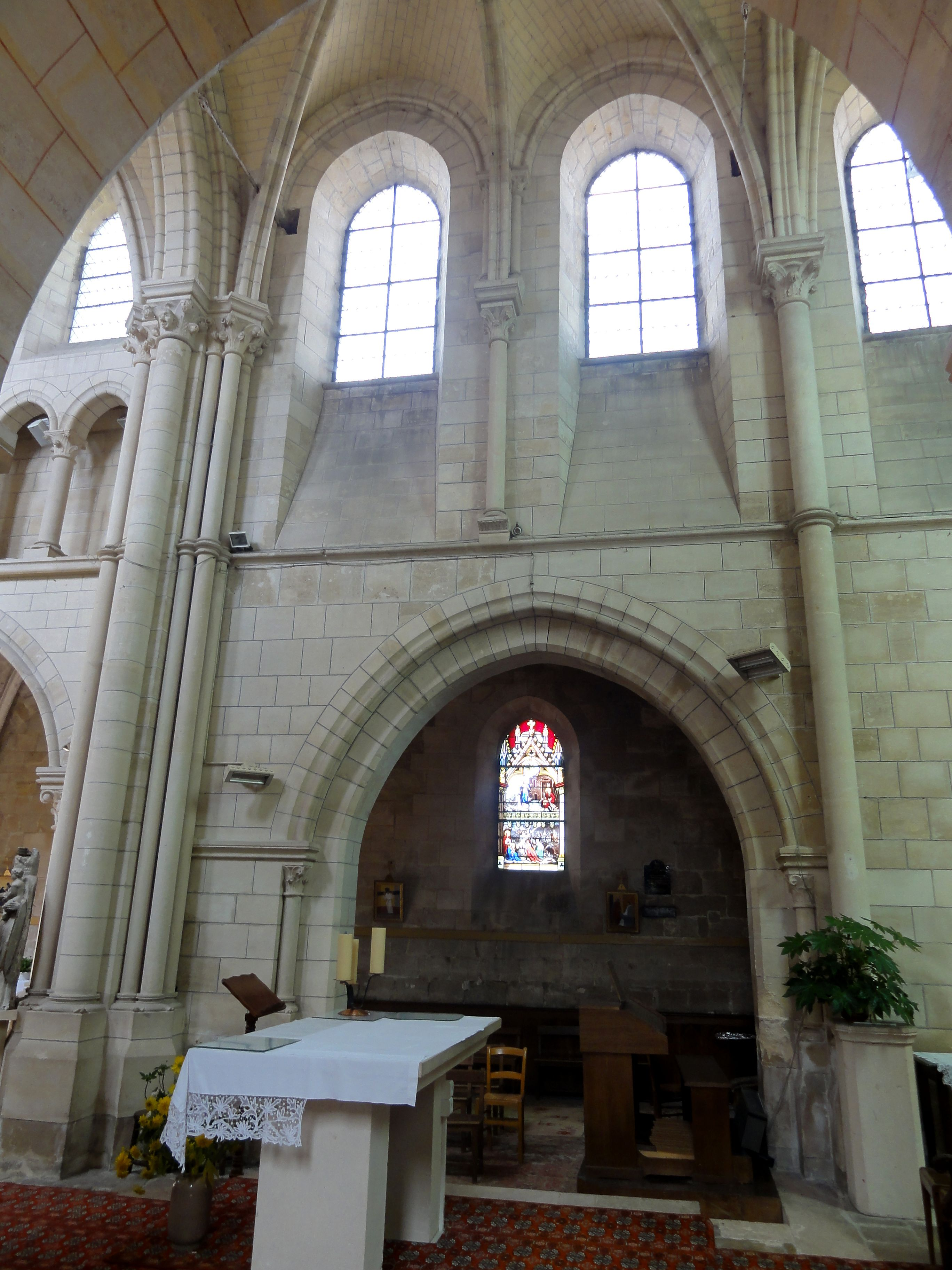
1re travée, côté nord.
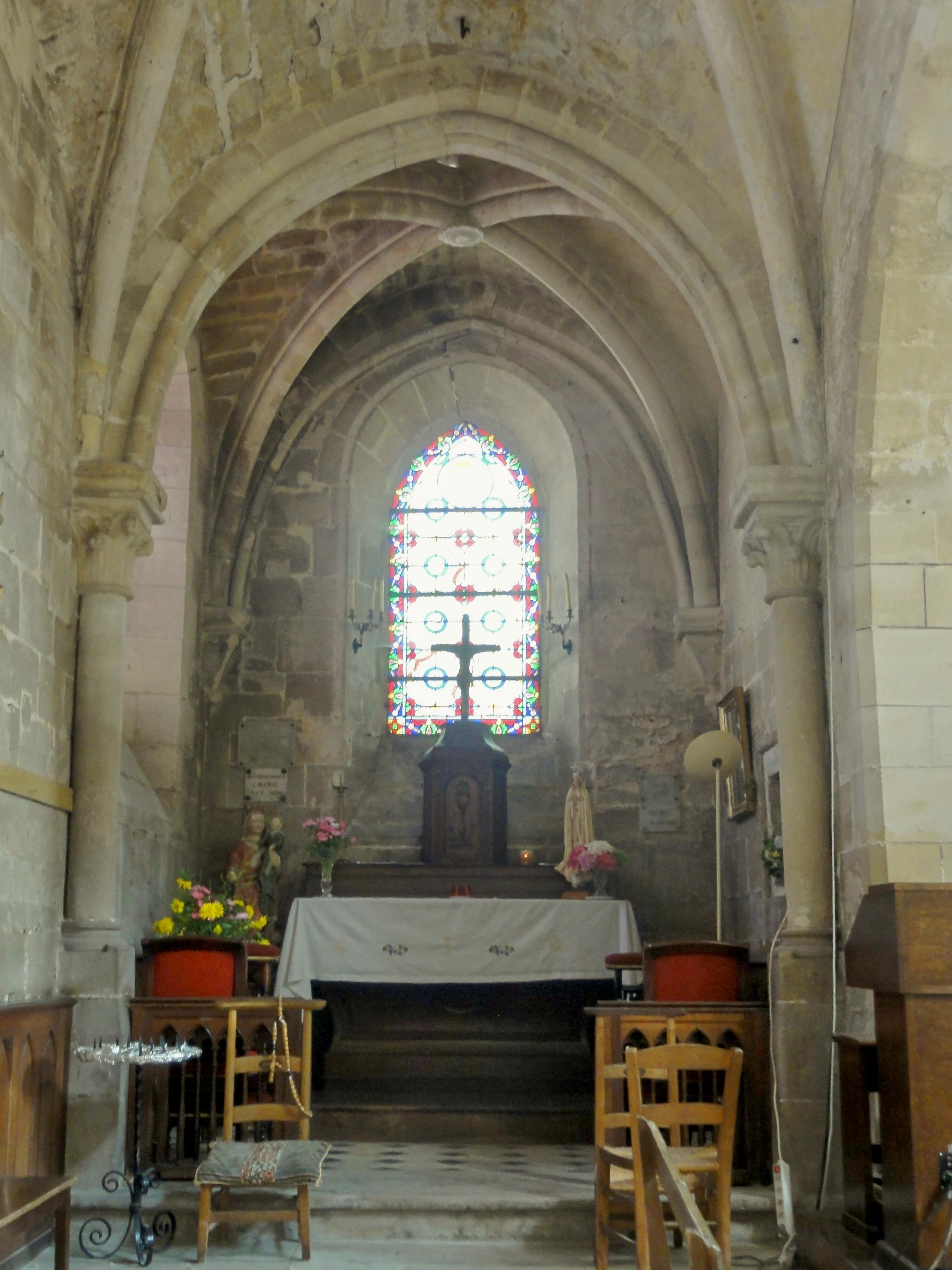
Chapelle latérale nord.
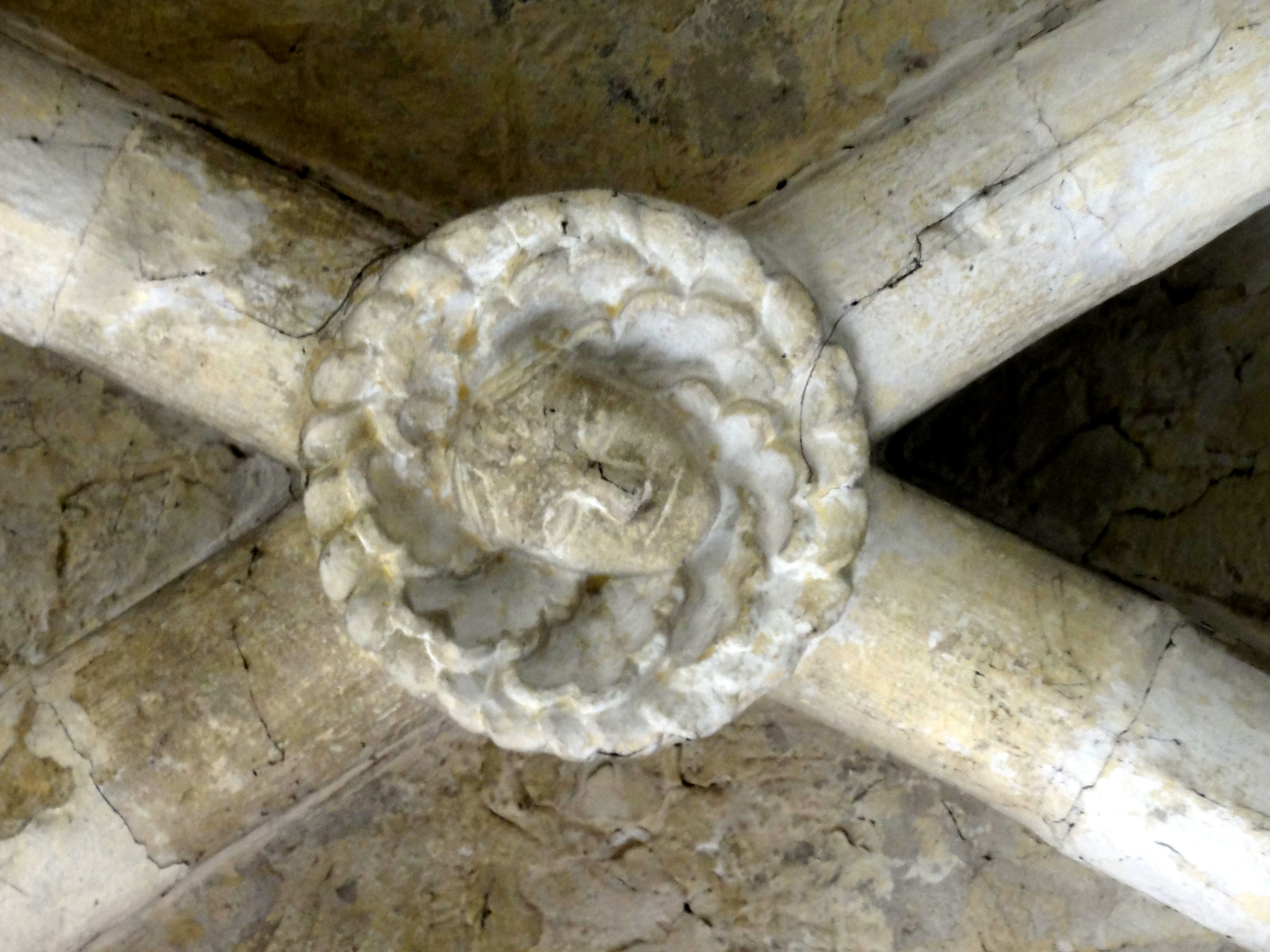
Clé de voûte du bas-côté nord.

### Extérieur

#### Clocher

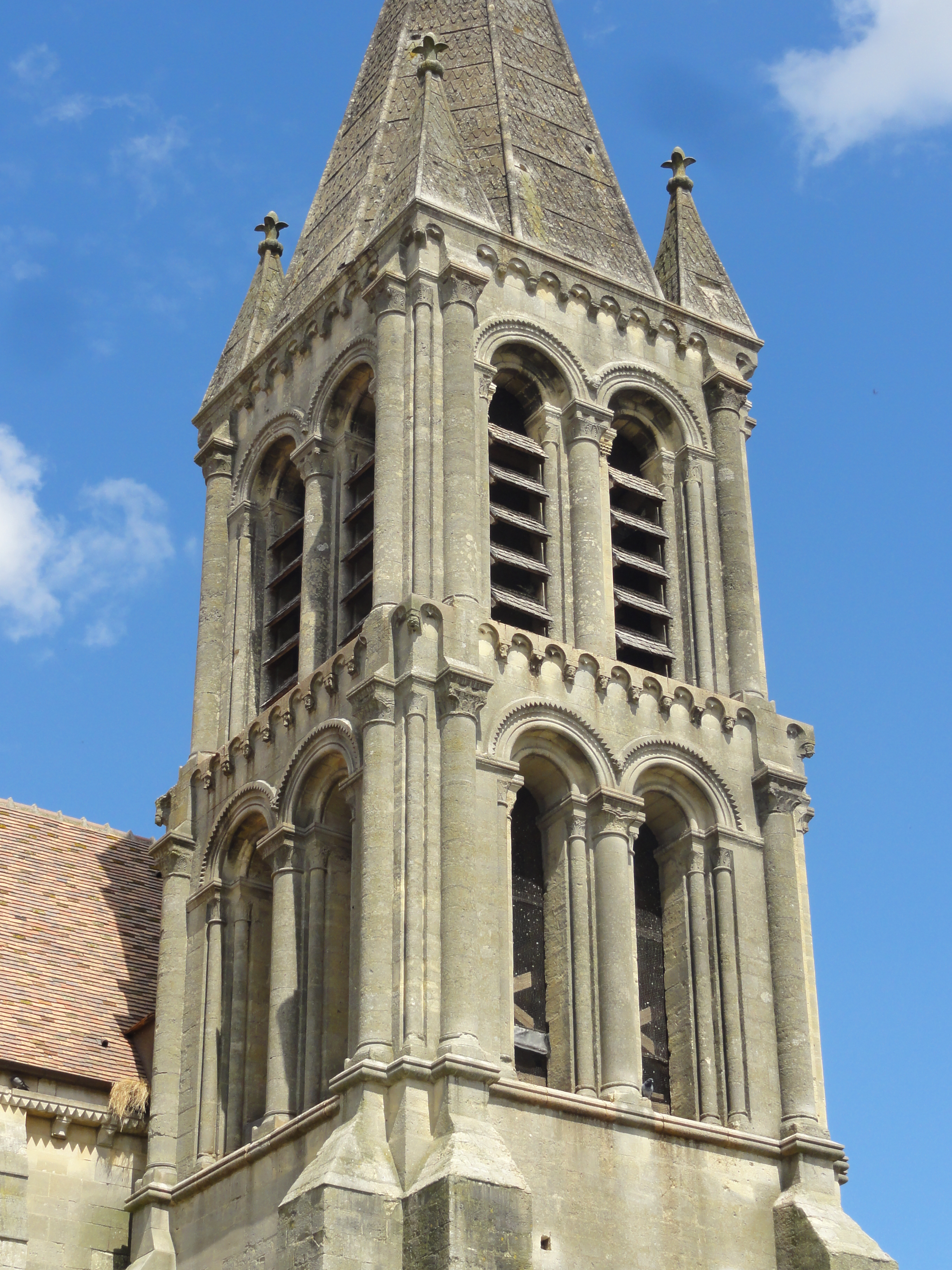
Étages du clocher.

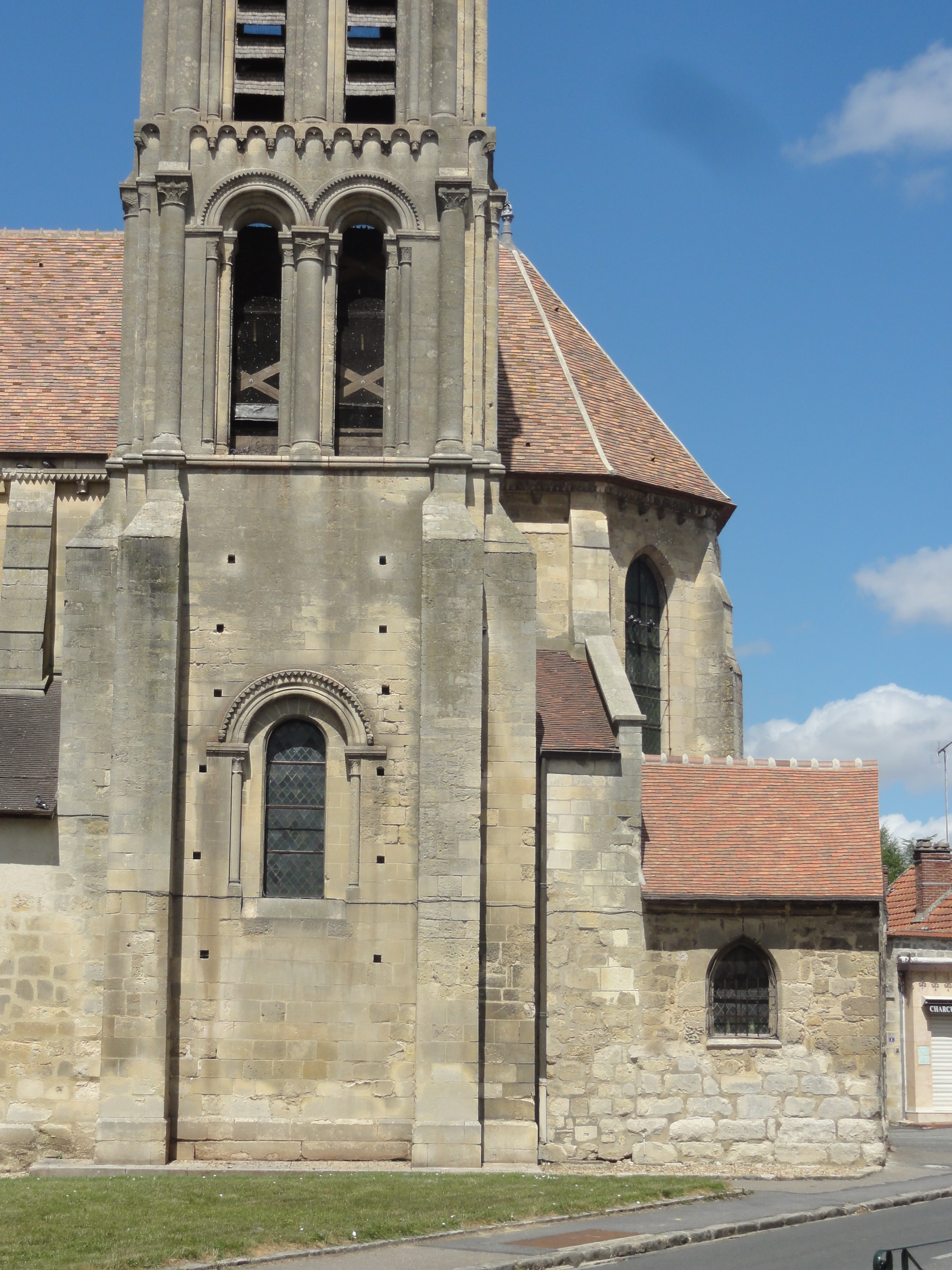
Base du clocher et 1er étage.

Le clocher roman bâti vers 1130-1140 comporte deux étages de baies et une flèche octogonale en pierre, cantonnée de quatre pyramidons sur plan carré qui assurent la transition du plan carré au plan octogonal. La base, dont l'intérieur a déjà été décrit, est épaulé par deux contreforts carrés par angle. En haut du rez-de-chaussée, les contreforts se retraitent par des glacis, et deviennent plats pour les derniers décimètres. Ils sont également visible aux angles nord-ouest et nord-est, ce qui a suscité l'hypothèse qu'il était conçu pour rester hors œuvre. Pourtant les contreforts ne s'aperçoivent pas de l'intérieur de l'église. Comme d'accoutumée, la base est d'une facture assez sobre, ce qui crée un contraste avec les étages qui bénéficient d'une riche ornementation. La baie en plein cintre côté sud est toutefois pourvue d'une archivolte torique surmonté d'un cordon de têtes de clou retombant sur de petites têtes grimaçantes, et elle s'ouvre entre deux colonnettes à chapiteaux, dont les hauts tailloirs sont trois fois plus larges que nécessaire. Afin de faire paraître la fenêtre plus grande qu'elle ne l'est, les colonnettes et l'archivolte prennent du recul par rapport à l'ouverture. Le rez-de-chaussée se termine par un bandeau mouluré, qui le sépare du premier étage. Ce bandeau incorpore les contreforts qui sont plats à ce niveau, avant de se transformer en bases pour les contreforts-colonnes du premier étage. En haut de cet étage, les colonnes se transforment de niveau en contreforts plats et se fondent dans la corniche beauvaisine, qui ici ne comporte pas d'arcatures. Cette solution de raccorder les contreforts à la corniche a été saluée par plusieurs auteurs. Une corniche beauvaisine se compose de petites arcatures plein cintre, qui retombent sur des corbeaux sculptés en masques, et qui sont subdivisées chacune dans deux arcatures plus petites. Ce type de corniche est répandu dans le Beauvaisis, dans le Vexin français et dans la moyenne vallée de l'Oise entre 1120 et 1200 environ. Une arcature de corniche a été disposée entre le contrefort et l'angle de la tour, et un mascaron occupe exactement l'angle. Ici l'architecte a également fait preuve d'adresse. Sauf en haut de l'étage, les angles du clocher sont par ailleurs agrémentés de fines colonnettes appareillées. Contreforts-colonnes, corniche beauvaisine et colonnettes d'angle se retrouvent de façon identique au niveau du second étage, qui ne se distingue guère que par son diamètre légèrement réduit (huit au lieu de neuves arcatures de corniche trouvent leur place entre les colonnes), et par certains motifs des chapiteaux,,.
Chaque face du clocher est ajouré par deux baies abat-son en plein cintre par face, dont les archivoltes extérieures retombent au centre sur une demi-colonne appareillée, dont le diamètre est le même que celui des contreforts-colonnes. Un rang de têtes de clou surmonte les archivoltes, qui sont par ailleurs identiques à celle de la baie de la base du clocher, les têtes grimaçantes aux extrémités en moins : il n'y a qu'un seul, à l'intersection entre les deux cordons. Les baies des étages sont plus hautes que celle du rez-de-chaussée, et elles possèdent en outre des archivoltes inférieures qui retombent sur deux colonnettes à chapiteaux. Cette mouluration est destinée à créer un jeu de l'ombre et de la lumière. Bien dimensionnée, elle évite toute sensation de lourdeur, et sur un plan plus général, le rapport entre les pleins et les vides sur les faces du clocher est particulièrement judicieuse. La flèche est assez élancée sans devenir grêle. Ses arêtes sont garnies de tores, et ses faces entièrement recouverts de lignes en zigzag gravées. L'on note l'absence des oculi habituels, dont la fonction est de limiter l'emprise du vent. Les quatre clochetons sont analogues, et s'amortissent par des fleurons. Dans son ensemble, le clocher de Nesles-la-Vallée se rapproche de ceux des églises d'Athis-Mons, de Bougival, d'Ennery et de Jouy-le-Moutier, mais la plus grande similitude existe avec celui de Santeuil,,.

#### Élévations latérales et chevet

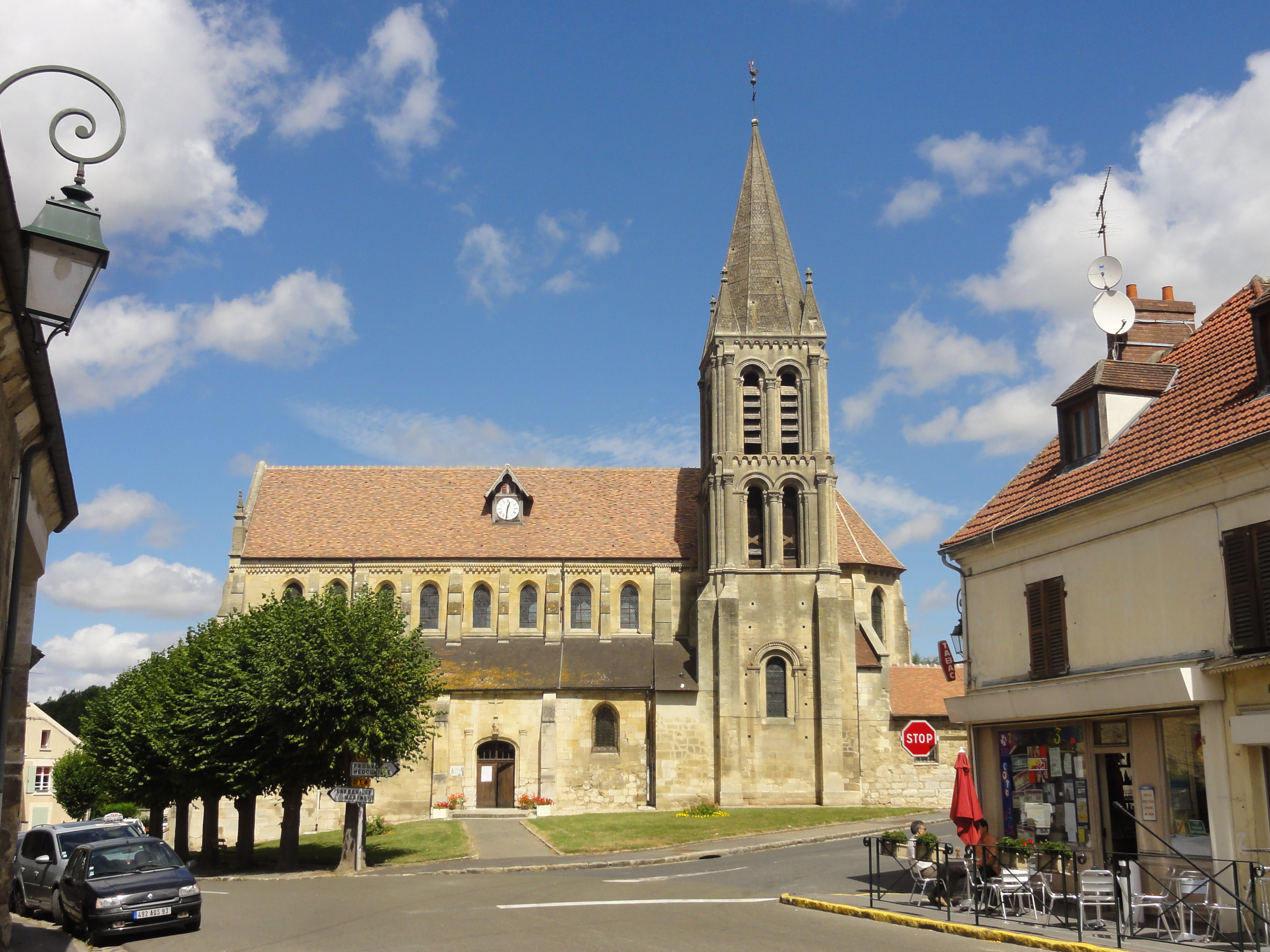
Vue depuis le sud.

L'élévation méridionale est dominée par le clocher, qui grâce à sa position inhabituelle à côté du vaisseau central est mieux mis en valeur que la plupart des autres clochers romans de la région, qui se dressent au-dessus de la croisée du transept et sont souvent cachés par les toitures. L'on note l'important dénivelé entre la façade occidentale et le portail du bas-côté sud. Les trois premières travées de l'église s'élèvent donc sur un soubassement, et l'on accède au portail occidental par un long escalier.
La richesse de l'ornementation du clocher contraste avec la sévérité des élévations latérales et du chevet, et la platitude des murs gouttereaux des bas-côtés. Le bas-côté est dépourvu de corniche, alors qu'au nord, la corniche de têtes de clous a été rétablie par Gabriel Ruprich-Robert, tout en laissant en place des témoins des vestiges de l'ancienne corniche. Les murs des bas-côtés sont seulement scandés par des contreforts amortis par des glacis. Le portail latéral refait au XVIIe siècle ou XVIIIe siècle est en anse de panier, flanqué de deux pilastres stylisés. La porte est surmontée d'une statuette très mutilée de la Vierge à l'Enfant du XIVe siècle, haute de 52 cm, sans tête, ni pieds ni mains, émouvant témoin de l'iconoclasme révolutionnaire. Au-dessus des toits en appentis des bas-côtés, les murs hauts de la nef se distinguent par leurs nombreuses fenêtres, toujours non décorées et moins ébrasées qu'à l'intérieur. La largeur des contreforts à deux glacis est réduite aux « temps faibles », c'est-à-dire à l'emplacement des branches d'ogives supplémentaires. Sur le plan esthétique, cette disposition originale ne fait pas l'unanimité. Par ailleurs, les contreforts ne sont pas authentiques côté sud ; les glacis y forment larmier contrairement à l'usage au XIIe siècle. La corniche se compose de deux niveaux : en bas, un rang de damiers (ou de petites dalles chanfreinées) entre les glacis supérieurs des contreforts, et en haut, un rang de dents de scie aux intervalles excavées. Cette corniche a été en grande partie refaite. Les tuiles plates du pays avec leurs dégradé de teintes sont d'un bel effet,,.
Dans son austérité, le chevet est une composition réussie, marquée par les contreforts à ressauts caractéristiques du style gothique primitif. Ils ressemblent à ceux de la nef, mais sont tous de largeur égale. La répartition des glacis évite la monotonie : l'on relève un glacis à mi-hauteur et deux à trois glacis en haut. Seul le dernier semble authentique, car ne formant pas larmier. La corniche est plus simple que celle de la nef, et d'un caractère encore archaïque. Elle comporte un rang de têtes de clous ou pointes-de-diamant, et s'appuie sur des modillons assez espacés. Ils représentent des masques, des têtes d'animaux, des motifs géométriques et des moulures. Les motifs de la corniche sont déjà couramment utilisés à la période romane, et par ailleurs présents sur le clocher édifié au moins soixante ans avant le chœur. La sacristie sans caractère engonce le chevet, devant lequel elle fait saillie et obstrue la fenêtre de la chapelle latérale sud,,.

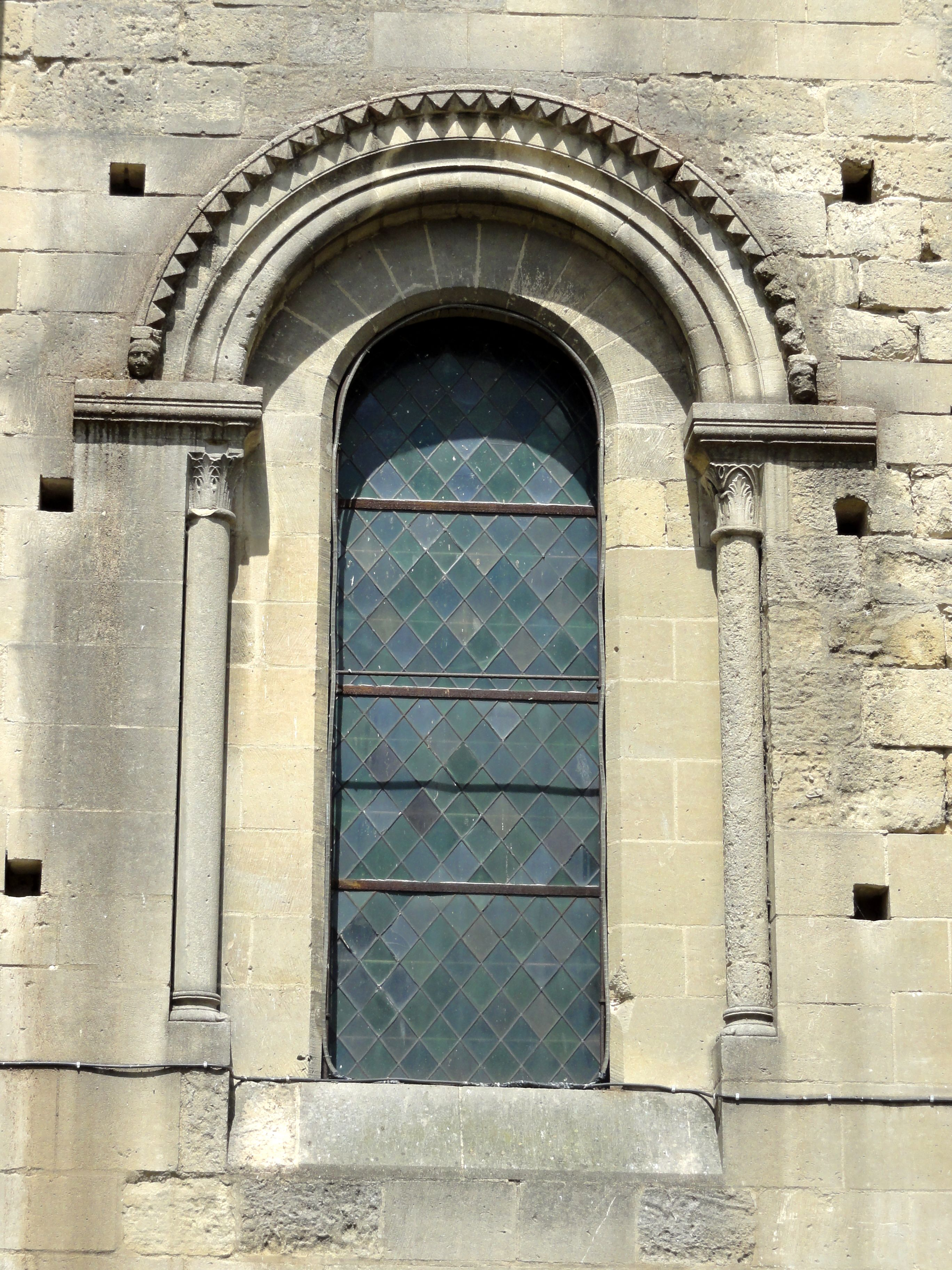
Base du clocher, fenêtre.
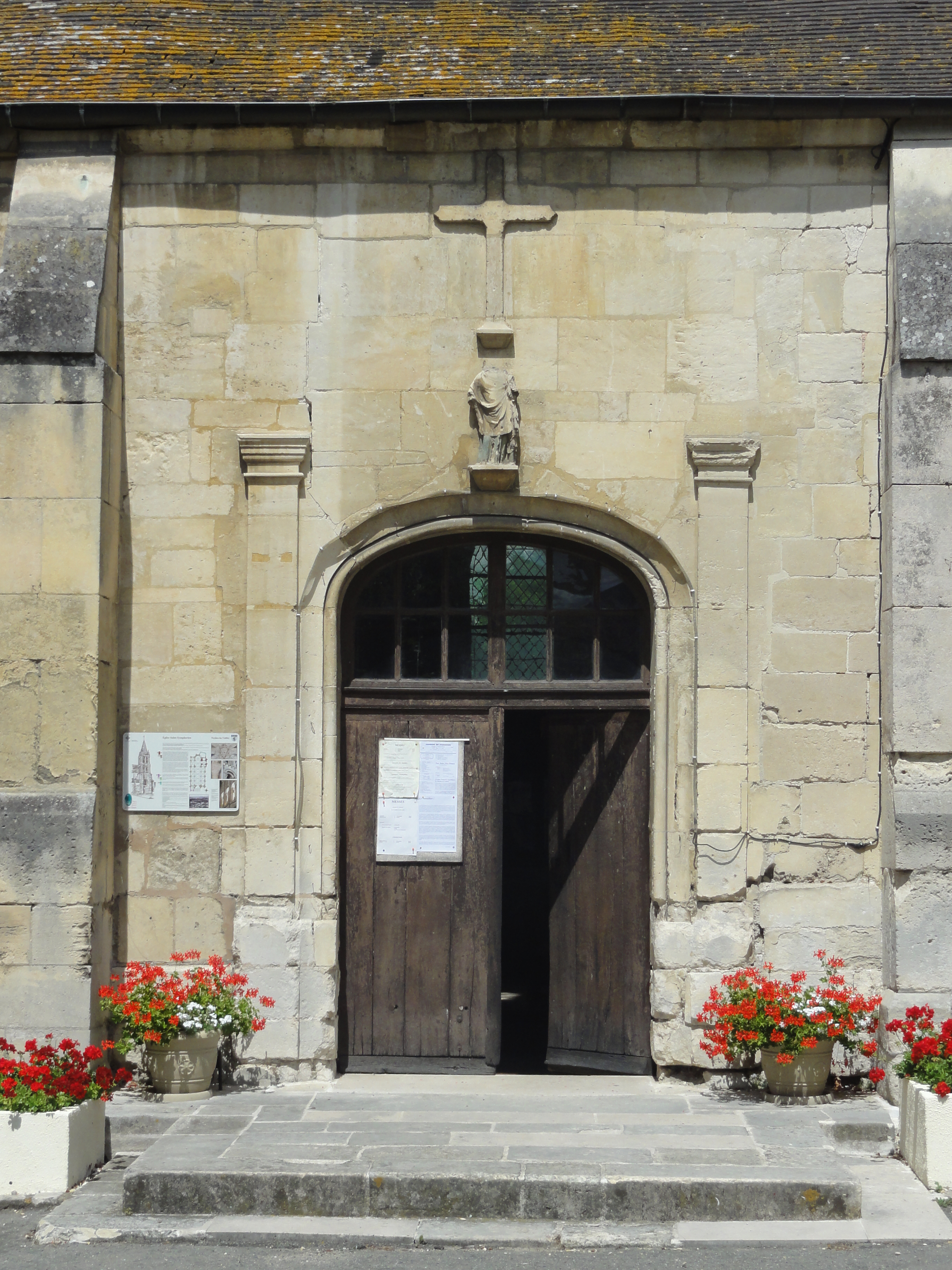
Portail sud.
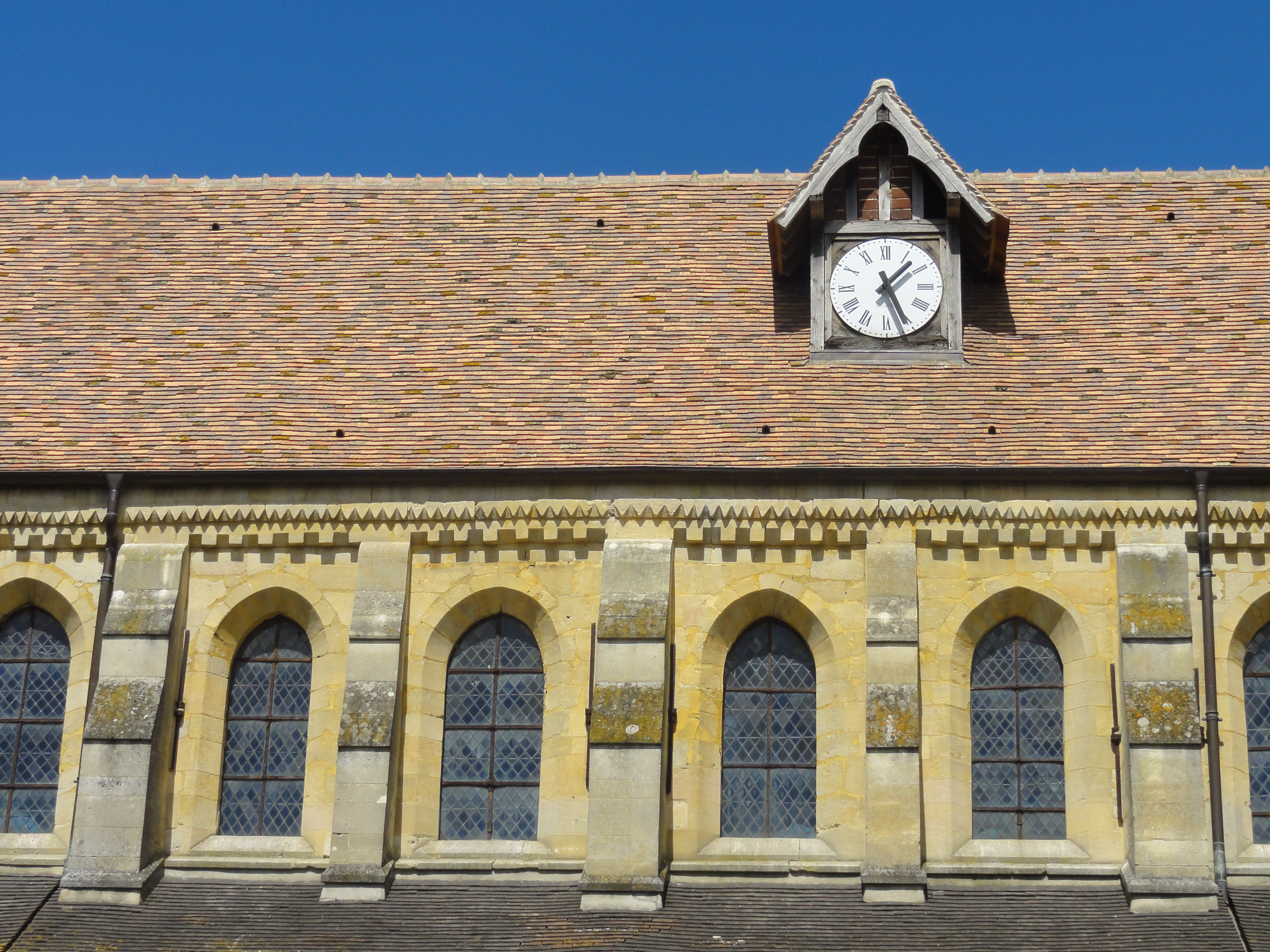
Fenêtres hautes côté sud.
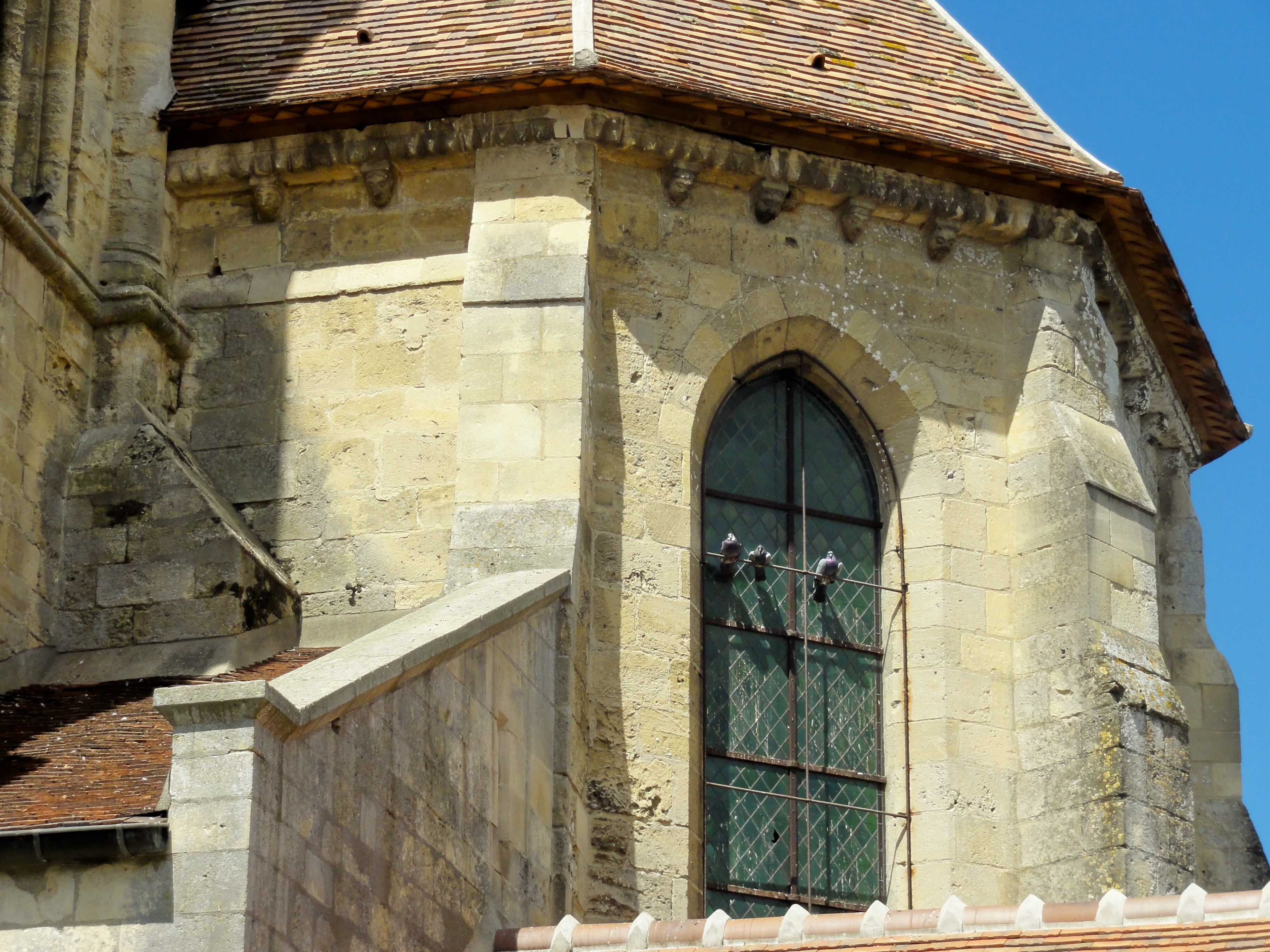
Détail de l'abside.
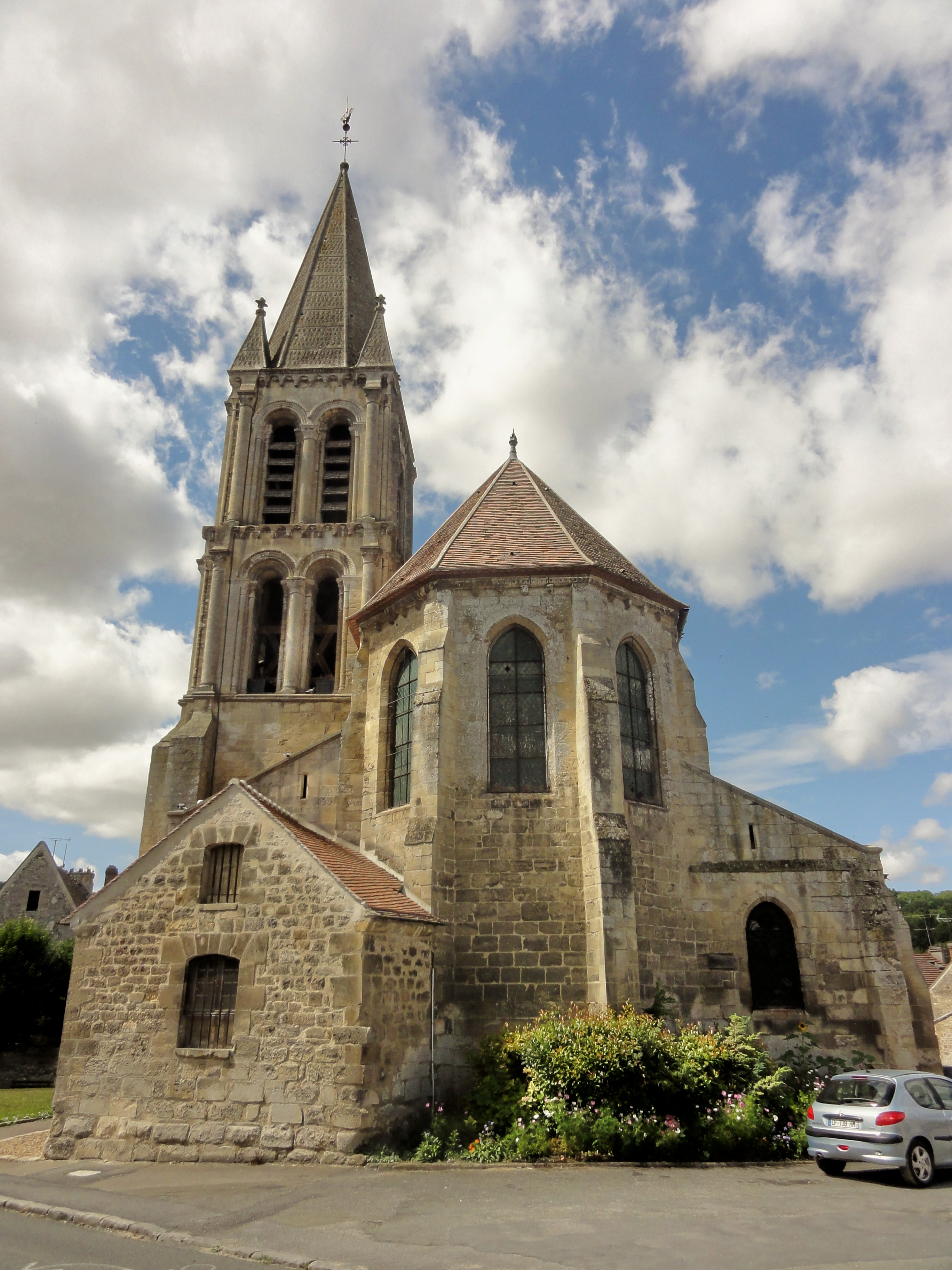
Vue du chevet.

#### Façade occidentale

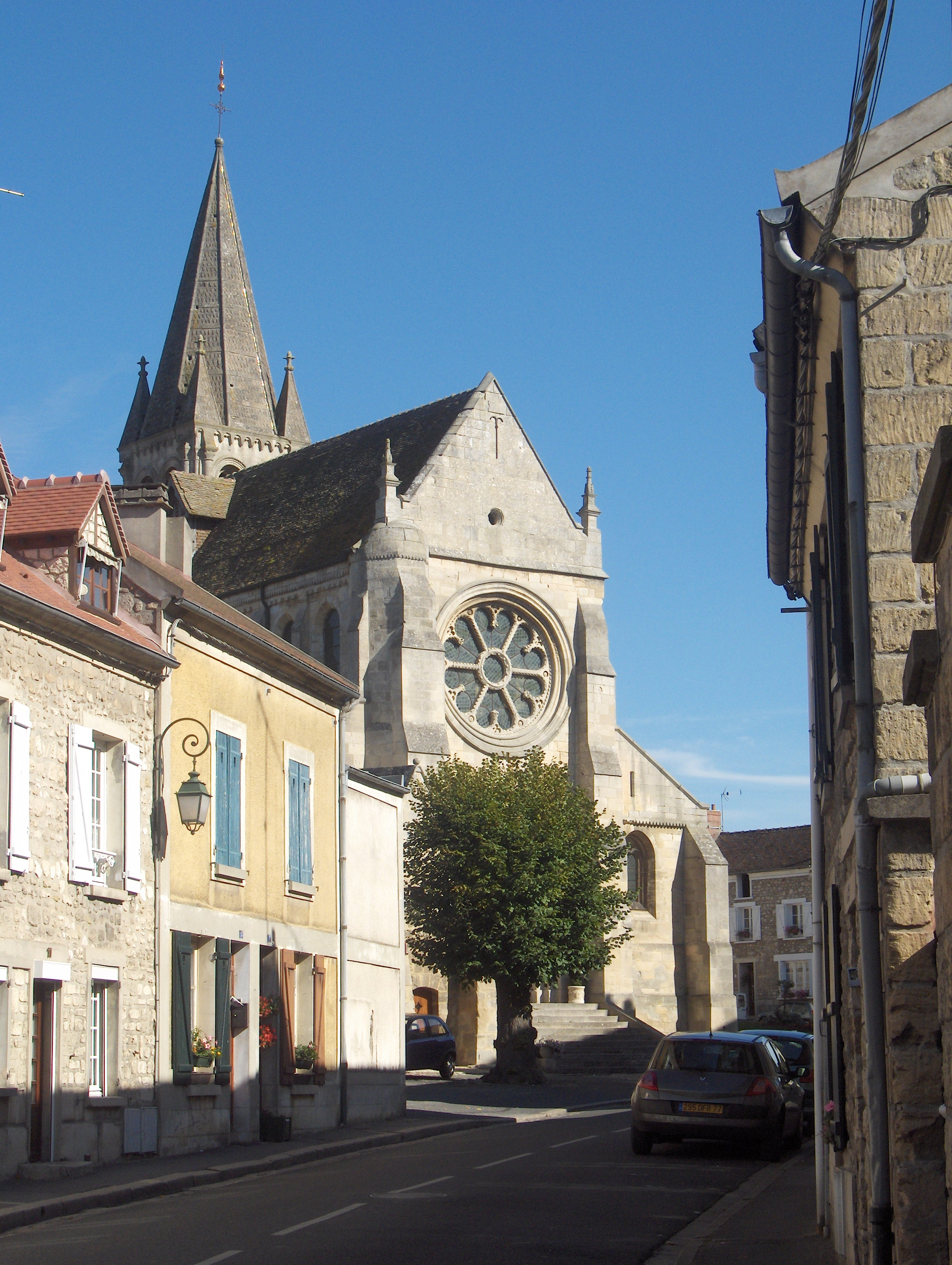
Approche par le nord-ouest.

Abstraction faite de l'annexe faisant saillie devant le bas-côté nord, qui se démarque par son pignon aigu et ses contreforts massifs, la façade occidentale ne se distingue pas des autres façades de la même époque dans la région. Sa partie centrale est flanquée de deux larges contreforts à ressauts, dont celui de gauche est plus large que l'autre, car devant dissimuler une tourelle d'escalier octogonale. Celle-ci ne devient réellement visible qu'à son sommet, où elle se termine par un cordon de dents-de-scie et un dôme en pierre à moitié engagé dans le mur. Le dôme remplace sans doute une petite flèche. Le pignon de 1581 est aussi sobre que devait être celui d'origine, et seulement les deux étranges pinacles trahissent la période de construction. Un larmier sépare le pignon du mur occidental de la nef, qui lui-même est dépourvu de scansion horizontale. Le portail occidental fortement ébrasé occupe presque toute la largeur du mur disponible entre les contreforts. Sa profondeur explique que sur les élévations latérales, la première travée paraît plus large que les autres. La porte à double vantail a perdu son linteau et son tympan. Elle était cantonnée de deux groupes de quatre colonnettes aux chapiteaux de crochets, qui seuls restent en place : seuls les ressauts successifs du mu indiquent la présence initiale des colonnettes en délit. Les voussures de l'archivolte sont décorées de tores ou de pauvres crochets de feuillages. Ce portail rappelle celui, fortement restauré, d'Auvers-sur-Oise, ainsi que les portails d'Hérouville et de Livilliers, pour ne citer que quelques exemples. Viollet-le-Duc admiré la pureté du style de ce portail mutilé. Au-dessus du portail, le mur est percé d'une rosace entourée d'amples moulures, constituées de deux gorges et de deux tores, ainsi que d'une bordure extérieure de perles. Le dessin de la rosace est assez simple : autour d'un oculus rond central, rayonnent six meneaux, et chacun des six segments égaux ainsi définis présente vers l'extérieur deux arcatures en plein cintre. Ce remplage est dérivé de la roue gothique conventionnelle à douze rayons. À l'intersection des deux arcatures d'un segment, des culs-de-lampe sous la forme de fruits d'arum montrent que la disposition actuelle date bien d'origine. Elle ne manque pas d'originalité, et le décor sculpté est particulièrement élaboré. L'oculus est orné de petites roses à quatre pétales, de feuilles et de fruits d'arum, et les meneaux sont également garnis de feuilles évoquant de loin des écailles. Les écoinçons sont remplis alternativement de trèfles excavés ou de fleurs sphériques, et l'ensemble de la rosace est entouré de fleurs de violette, motif d'origine roman. La rosace semble inspirée par les roses du transept de l'abbatiale Saint-Yved de Braine, déjà mentionnée pour son lien de parenté avec Nesles-la-Vallée. Longtemps défigurée par une restauration maladroite, la rosace a été soigneusement restaurée par Gabriel Ruprich-Robert,,.

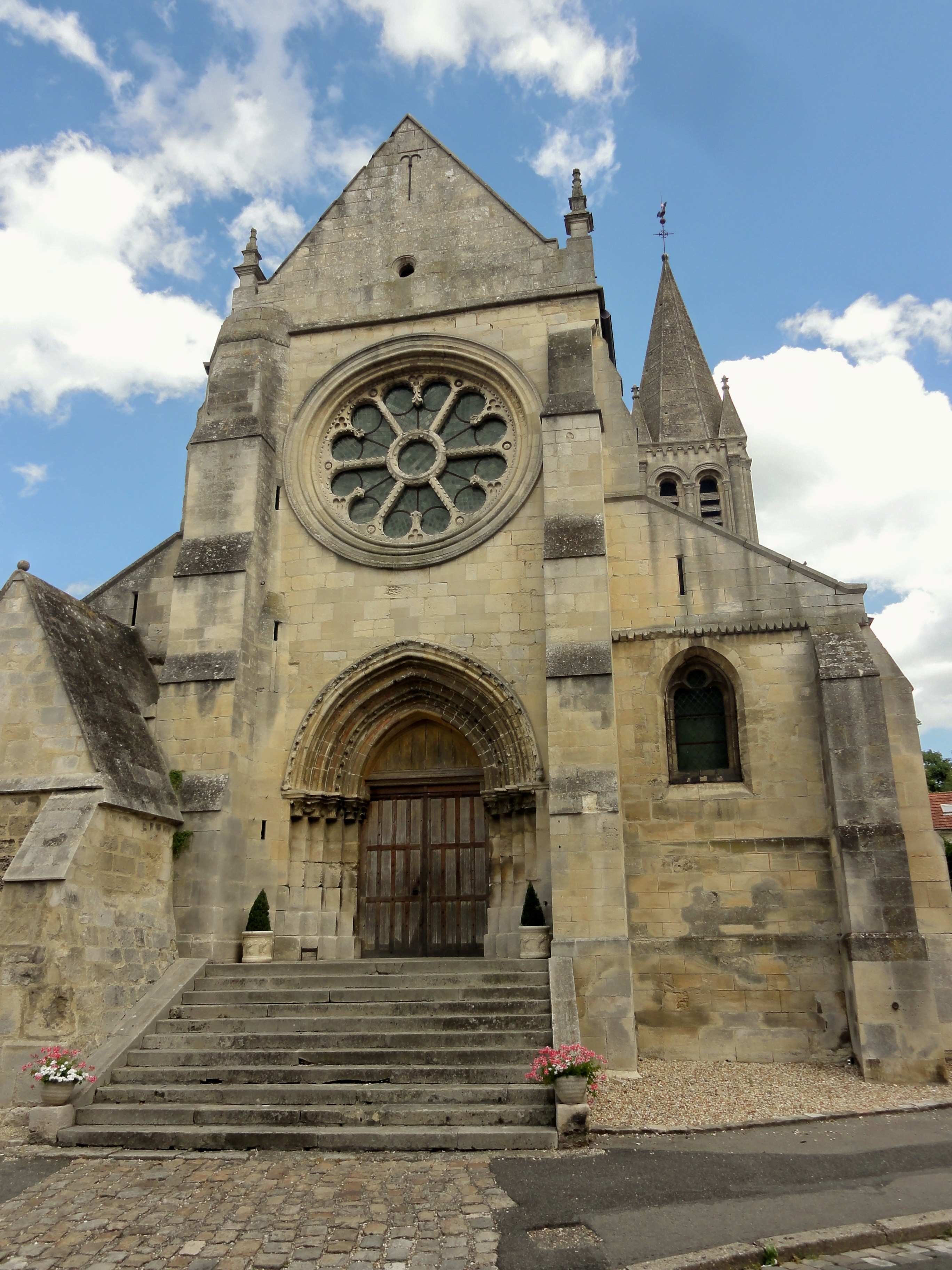
Vue rapprochée.
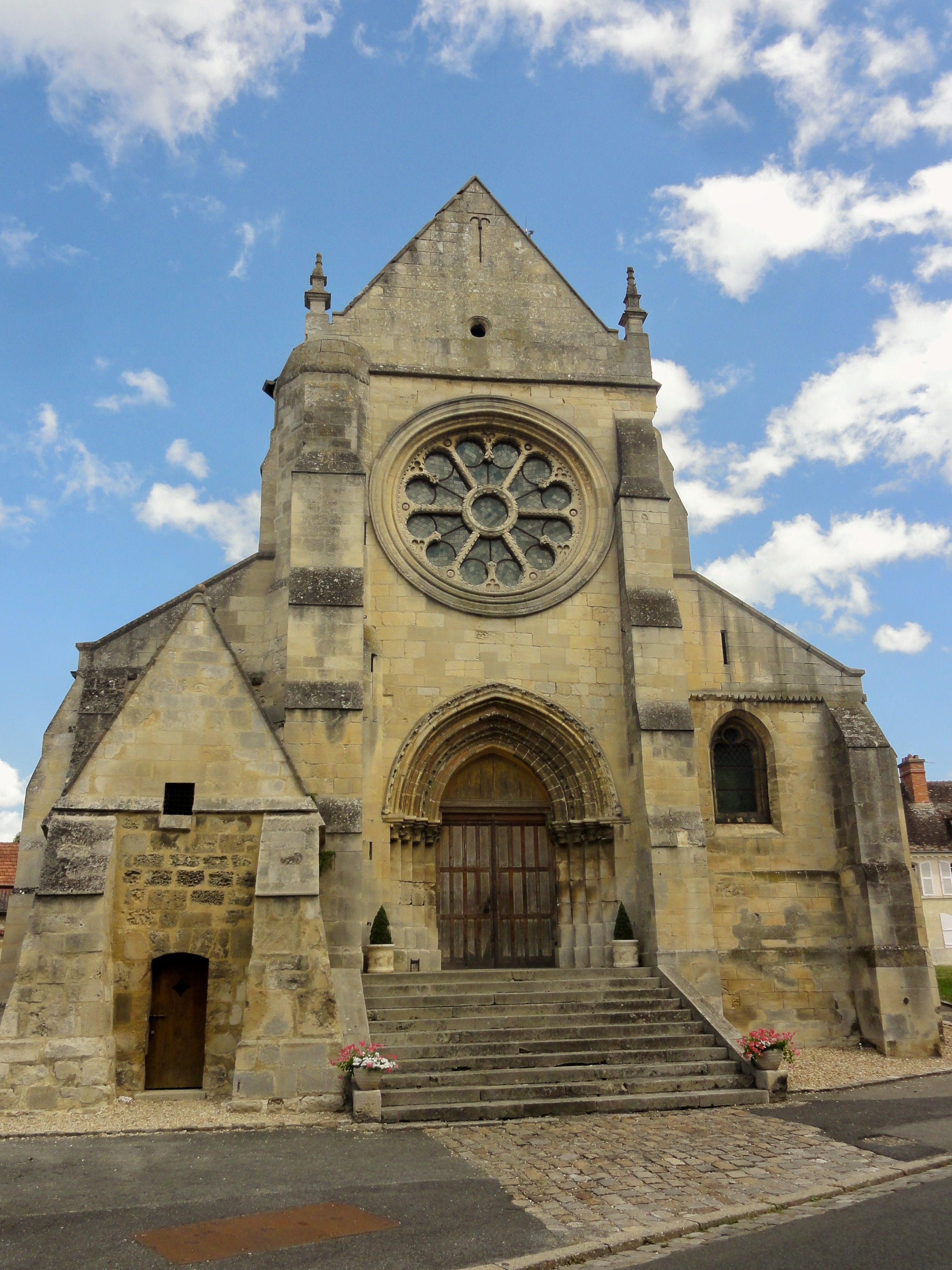
Vue d'ensemble.
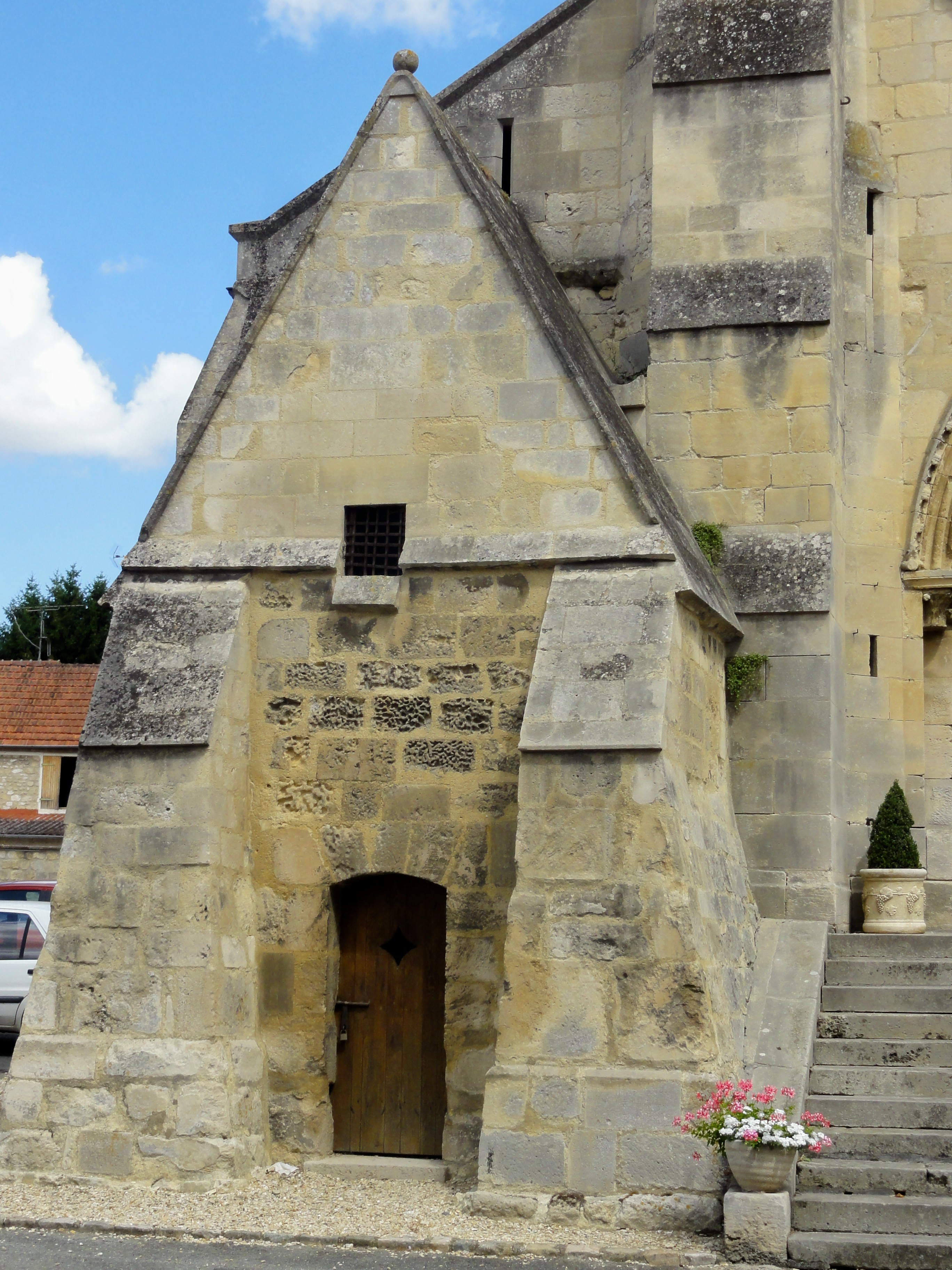
Annexe à gauche.
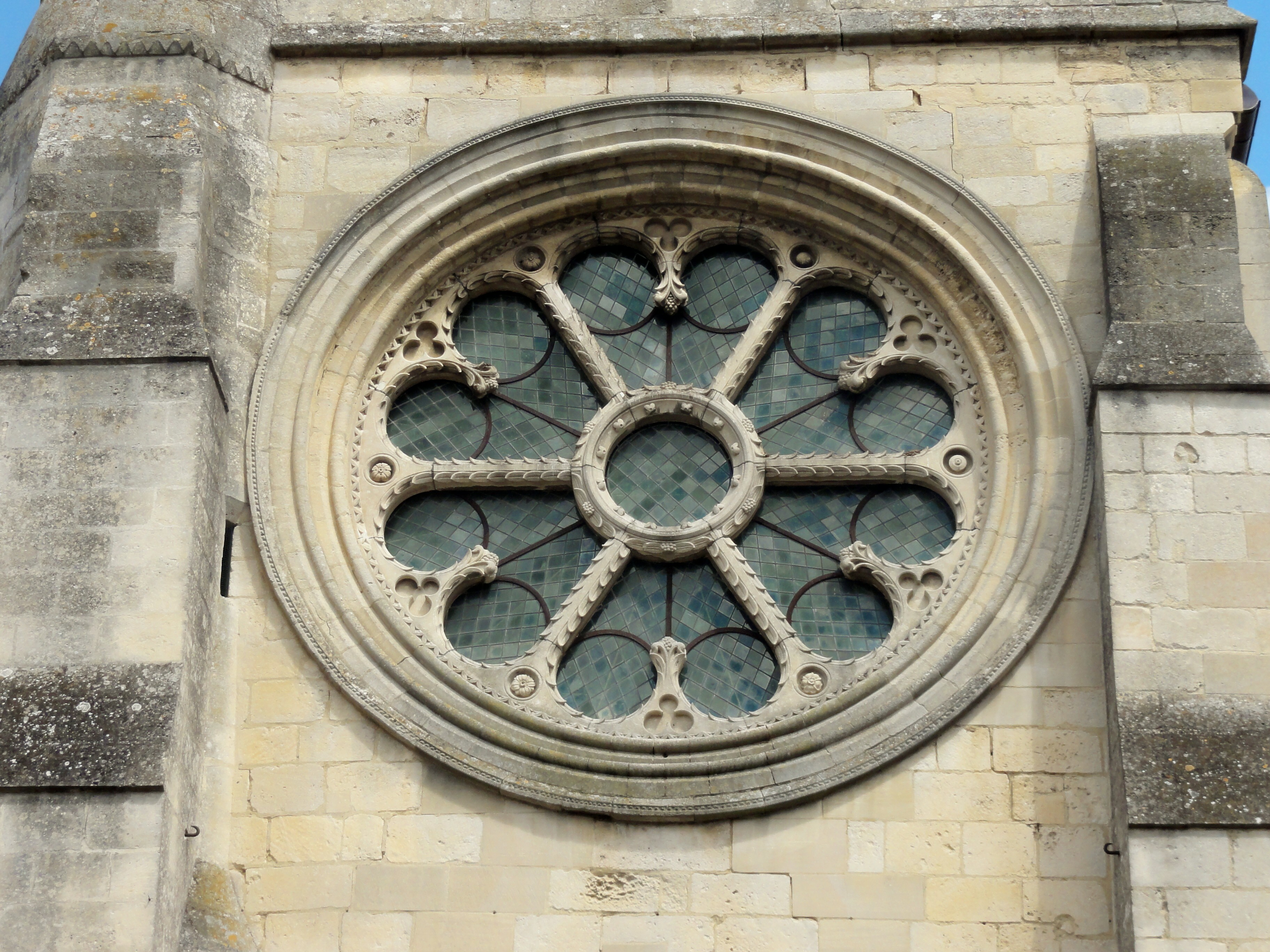
Rosace de la nef.
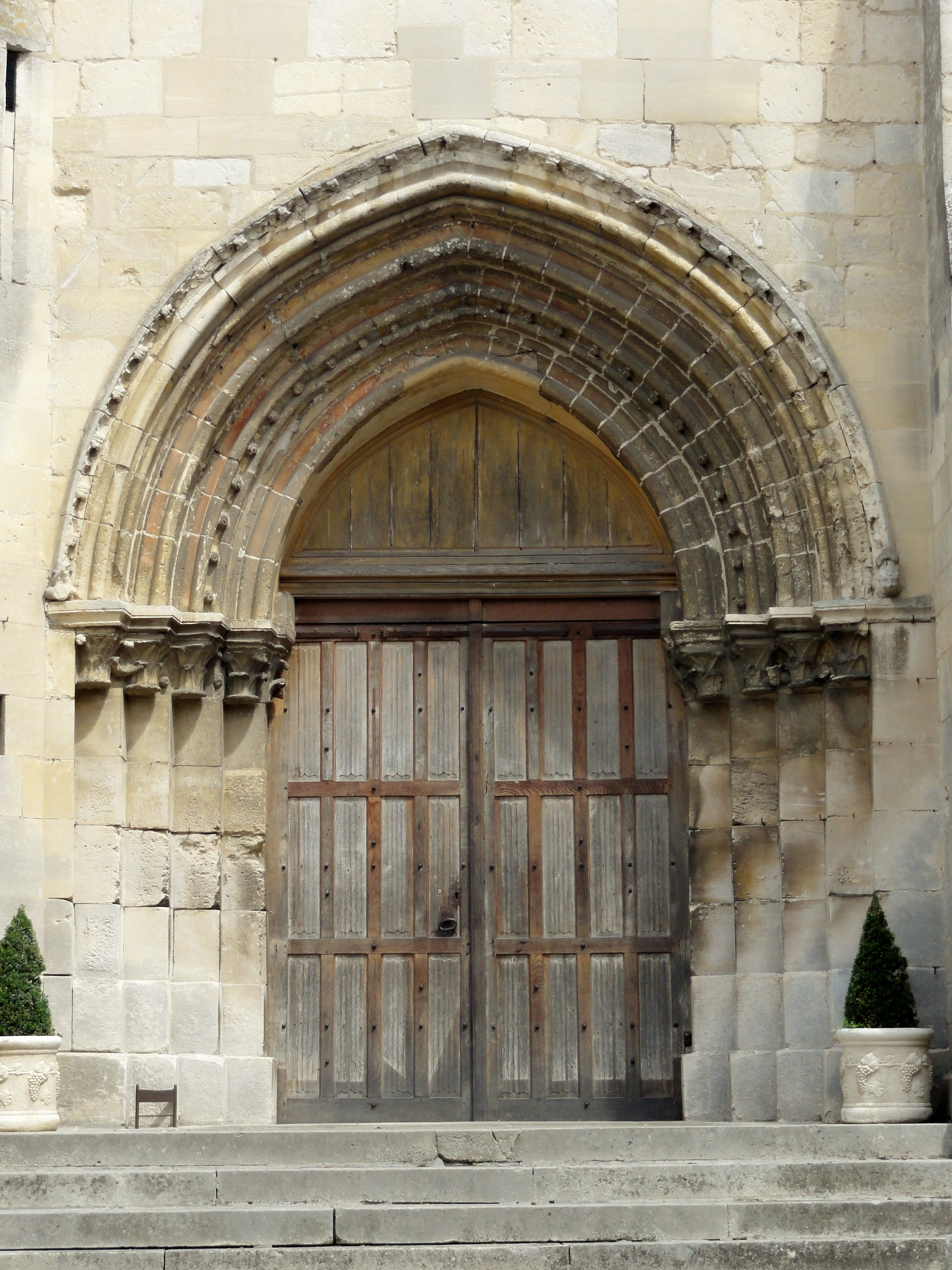
Portail occidental.

## Mobilier
L'église Saint-Symphorien renferme cinq éléments de mobilier classés ou inscrits monument historique au titre objet :
- Les fonts baptismaux du XIIIe siècle, au début du bas-côté nord. La cuve hémisphérique porte une ceinture de feuillages (chêne ou érable) et de fleurettes. Elle est reliée au fût cylindrique par une moulure et une corbeille de feuillages. La base à griffes repose sur un socle carré aux angles abattus. L'on trouve des fonts baptismaux similaires dans l'église voisine de Jouy-le-Comte[33],[34].
- Une Vierge en pierre haute de 186 cm et datant du second quart du XIVe siècle, se trouvant à l'extrémité occidentale du bas-côté nord. L'enfant a été brisé ; l'avant-bras droit a disparu ; le gauche et la main correspondante ont été refaites, mais le restaurateur a continué les plis du voile sans restituer l'enfant. La base a été arasée, faisant disparaitre les pieds. La Vierge peut se rattacher au groupe des Vierges à l'Enfant issu de la statue offerte par Jeanne d'Évreux, groupe dont un exemplaire se trouve à Auvers-sur-Oise[35].
- Une statue de sainte, probablement de sainte Geneviève, se trouvant dans la petite travée à l'ouest du clocher. Sculptée dans de la pierre et haute de 173 cm, elle date de la limite XIIIe/XIVe siècle et proviendrait de l'abbaye du Val. Les mains manquent, et la base a été arasée puis refaite, faisant disparaitre les pieds. La tête et les avant-bras ont été refaits[36] lors d'une restauration maladroite à la fin du XIXe siècle. Louis Régnier a vu une Vierge dans cette statue. Il croit qu'elle était jadis adossée à un pilier, un trumeau de portail ou un mur[37].
- Un autel-tombeau ouvrant du XIXe siècle, contentant un cénotaphe de sainte Philomène (objet inscrit)[38].
- Un fauteuil style Louis XVI servant de fauteuil de célébrant, œuvre attribuée à Antoine Bonnemain datant de la seconde moitié du XVIIIe siècle[39].

Une autre Vierge en pierre haute de 150 cm et datant probablement du XVIe siècle est assez bien conservée, mais non encore classée. Comme particularité, l'Enfant porte un globe dans sa main. L'ensemble est recouvert d'un badigeon grisâtre. Cette Vierge occupe une place d'honneur à l'entrée du chœur. L'on peut déplorer l'absence d'une statue du saint patron de la paroisse.

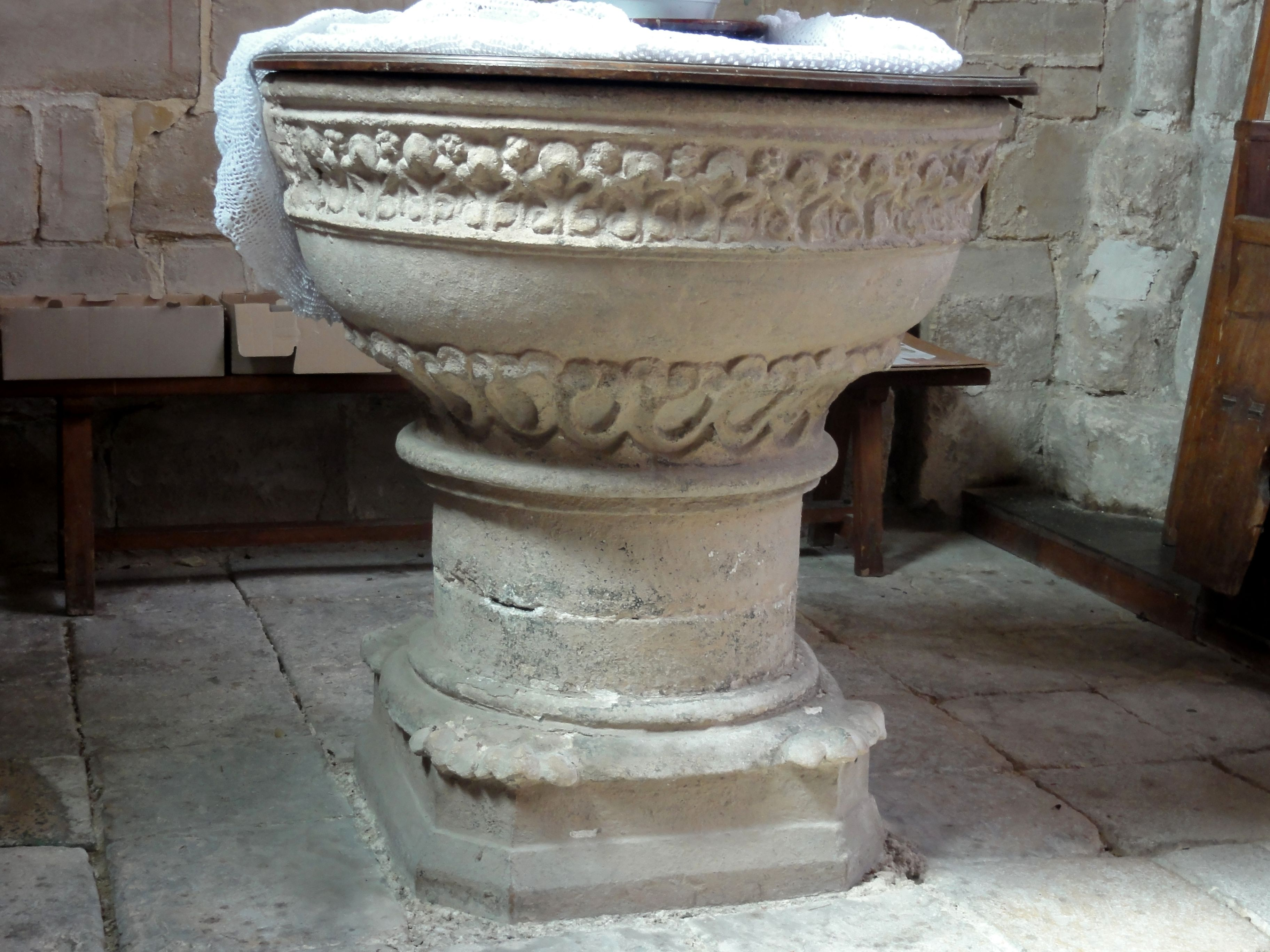
Fonts baptismaux.
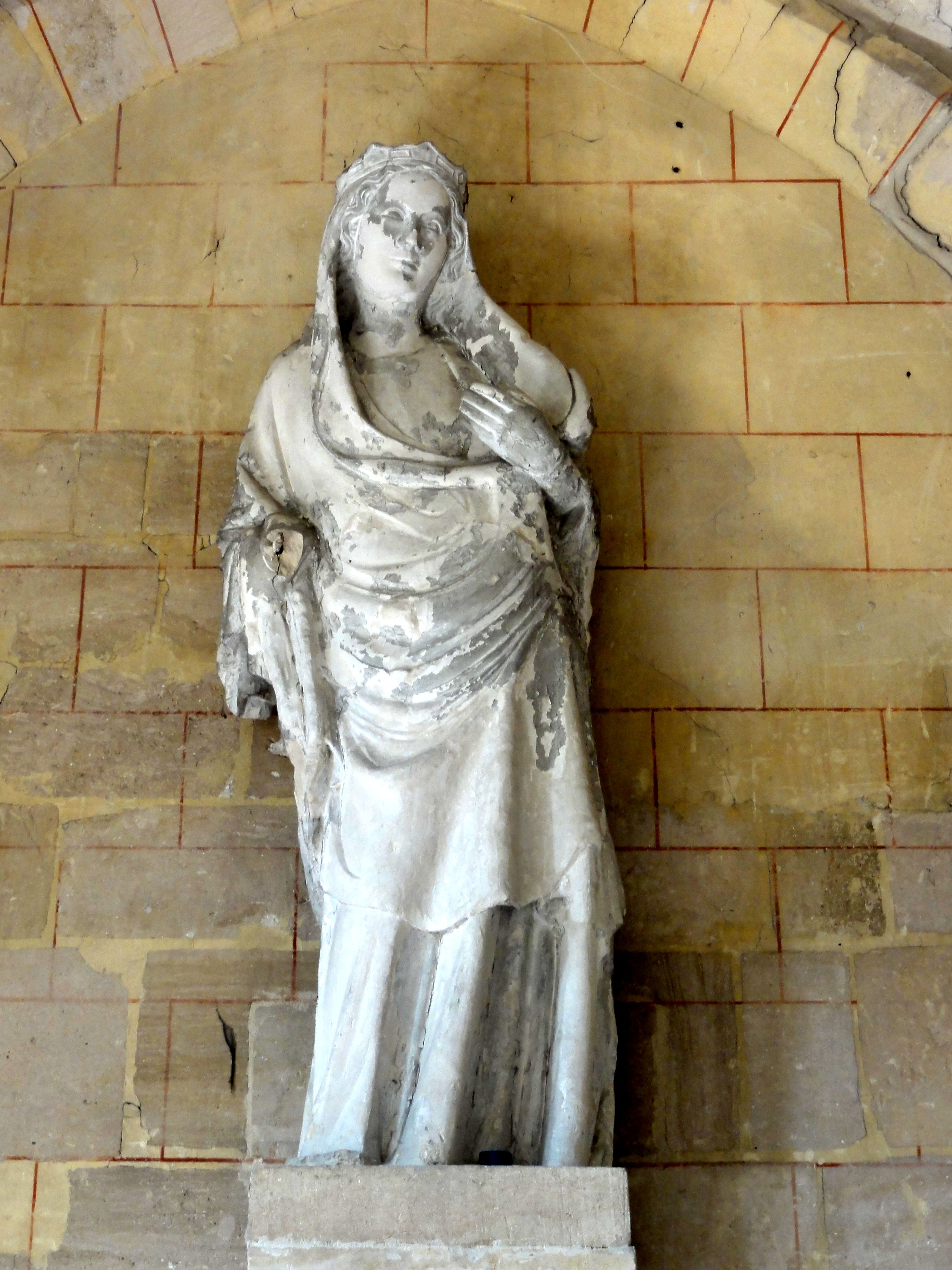
Vierge à l'Enfant (incomplète).
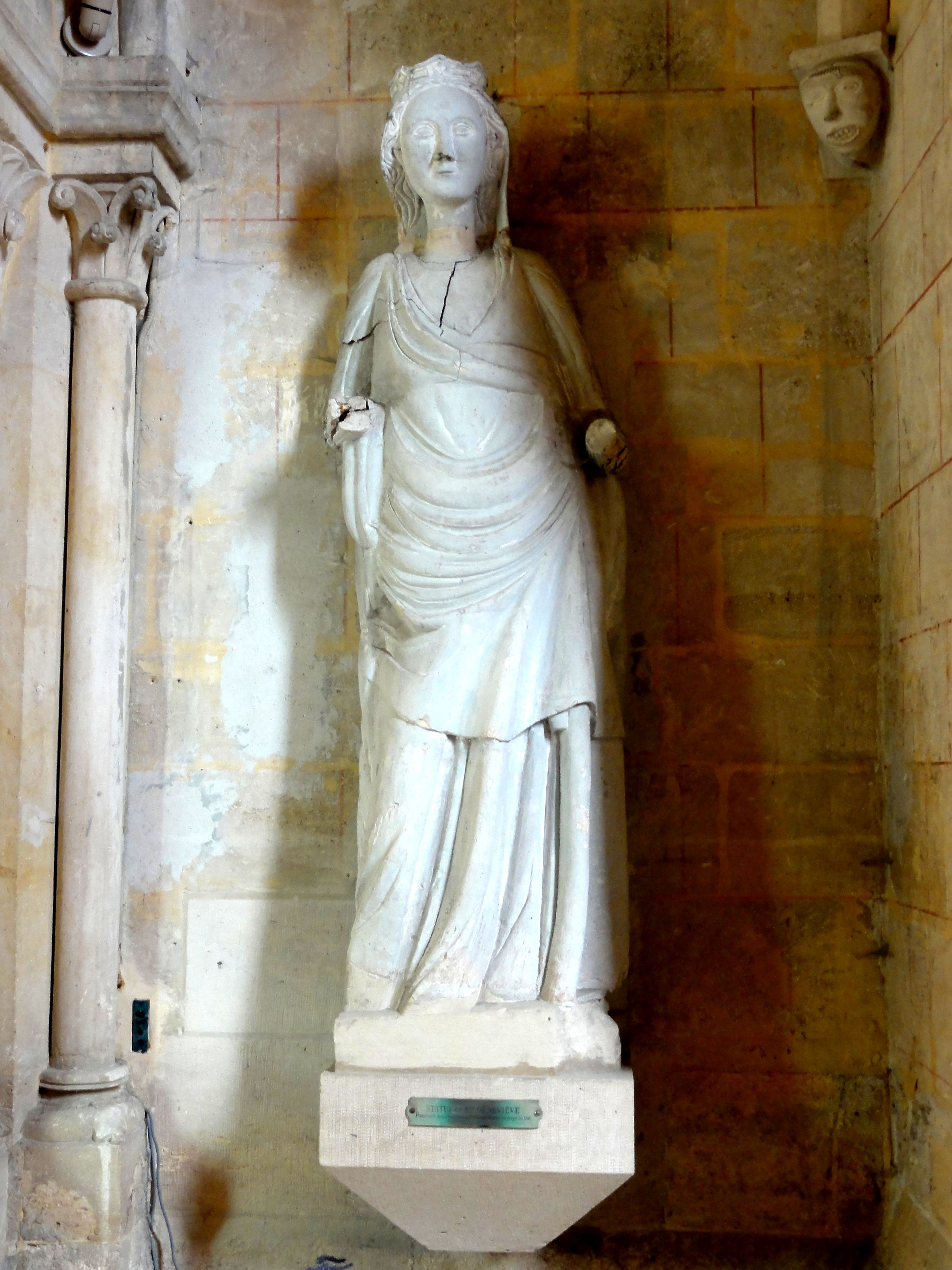
Sainte Geneviève.
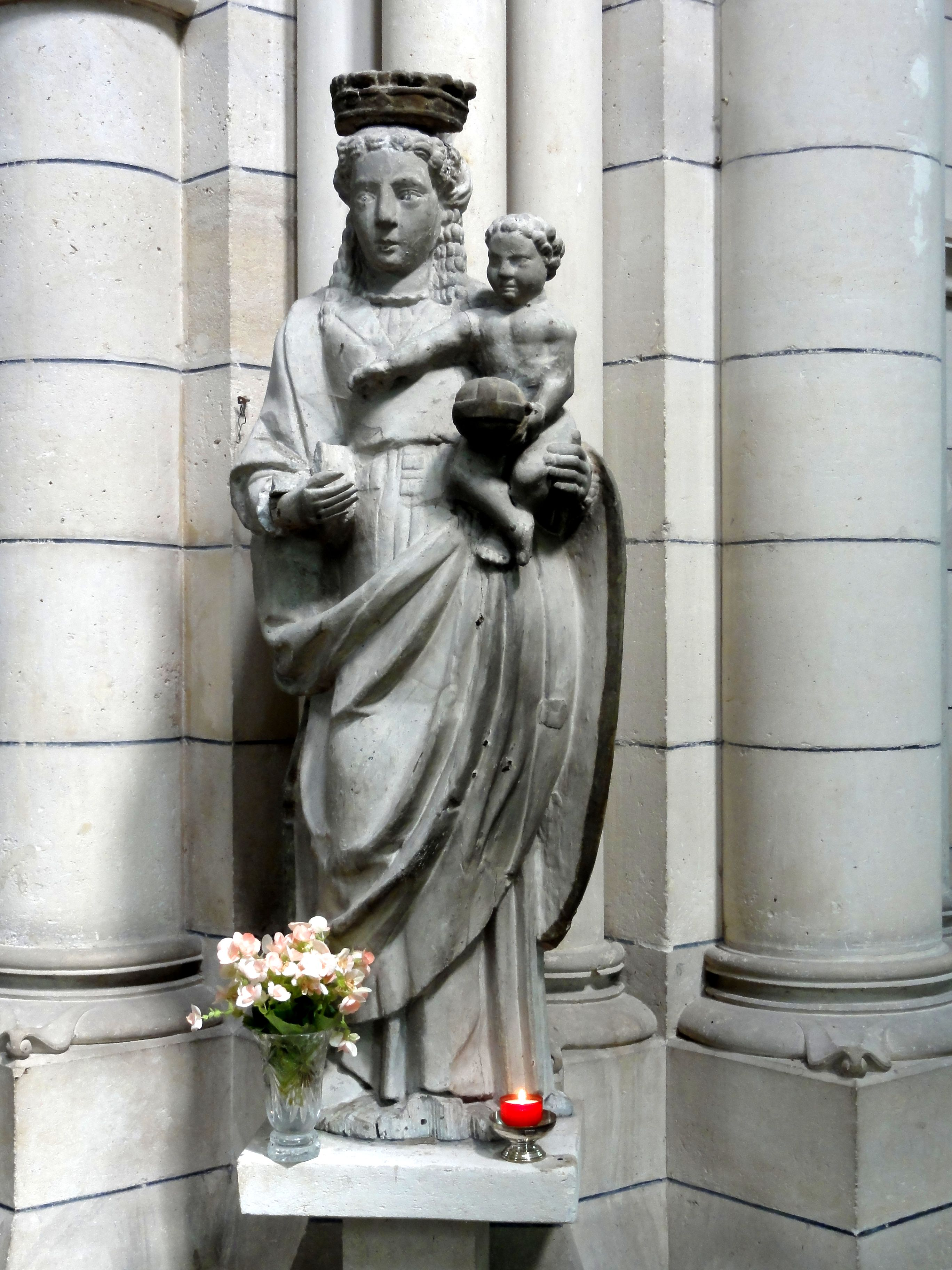
Vierge à l'Enfant XVIe s.